# Grande Armée
La Grande Armée (französisch für die Große Armee) ist der Name, den die kaiserlich-französische Armee zwischen 1805 und 1815 während der Zeit des Französischen Kaiserreichs unter Kaiser Napoleon I. zeitweilig führte. Da es zwischen Ende 1808 und Anfang 1812 keine bestimmte „Armee“ – bzw. Armeegruppe – mit dieser Bezeichnung gab, unterscheidet man in Frankreich häufig zwischen der „Grande Armée von 1805“ (première grande armée; „erste Große Armee“) und der „Grande Armée von 1812“ (deuxième grande armée; „zweite Große Armee“). Analog dazu wird die Armee, die Napoleon nach dem katastrophalen Russlandfeldzug 1812 im Frühjahr 1813 praktisch neu aufgestellt hat, auch als die „Grande Armée von 1813“ bezeichnet. Die Armee, die der Kaiser nach seiner Rückkehr von Elba und nach seiner erneuten Thronbesteigung 1815 neu formierte, wird entsprechend die Grande Armée von 1815 genannt. Nicht zur Grande Armée gehörig waren jedoch die Teile, die nicht vom Kaiser persönlich befehligt wurden, so z. B. die Armée d’Espagne (die französischen Invasionskräfte in Spanien und Portugal) oder die Besatzungstruppen in Tirol.

## Die Grande Armée von 1805
Am 30. August 1805 ordnete Kaiser Napoleon I. an, dass L’Armée des côtes de l’Océan (französisch für „die Armee an der Küste des Ozeans“), die er ab 1803 für die geplante Invasion von England an der französischen Küste, vor allem bei Boulogne-sur-Mer, versammelt hatte, künftig als „Grande Armée“ zu bezeichnen sei. Der „Grande Armée“ wurden auch die französischen Truppen in Holland und in Norddeutschland (im besetzten Kurfürstentum Hannover) zugeordnet, sie besaß damit zunächst eine Stärke von sechs Armeekorps (corps d’armée). Die Armee wurde nur wenige Tage später durch ein weiteres, neugegründetes Armeekorps unter Marschall Augereau ergänzt, so dass die Grande Armée den Feldzug in Süddeutschland Ende September 1805 gegen Österreich mit sieben Armeekorps eröffnete.

### Untergliederung

#### Soldaten
Mehr als ein Viertel der Soldaten der „Armee an der Küste“, die Napoleon sorgfältig über drei Jahre für seine geplante Landung in England zusammengestellt hatte, hatte schon zur Zeit der Monarchie oder in den ersten Jahren der Republik, meist in mehreren Feldzügen gedient und bildete den Kern der Grande Armée. In den ersten Jahren der Revolutionsarmee waren zahlreiche Soldaten sehr rasch zu Unteroffizieren und Offizieren befördert worden, ohne gleichzeitig eine theoretische Ausbildung zu erhalten. Diese Beförderungen wirkten sich zunächst zwar positiv auf die Moral der Truppen aus, hatten aber auch zur Folge, dass in der Grande Armée von 1805 das Durchschnittsalter der Subalternoffiziere höher lag als das ihrer Generale und Korpskommandeure. So führte der Kaiser im Mai 1805 per Dekret in der Armee wieder die förmliche Beförderung nach der Anciennität ein (d. h. nach dem Dienstalter). Als langfristige Auswirkung der bis dahin geltenden „revolutionären“ Praxis machte sich in der Spätzeit der Herrschaft Napoleons (etwa ab 1812) vor allem der Mangel an gut ausgebildeten Stabsoffizieren und taktisch ausreichend geschulten Kommandeuren bemerkbar.
Nach dem geltenden Konskriptionsgesetz vom 5. September 1798, das eine Wehrpflicht für alle unverheirateten Männer vom 20. bis zum 25. Lebensjahr vorsah, war das Rekrutenkontingent im Kriegsfall auf jährlich 60.000 Mann beschränkt worden. Auf Grundlage dieses Gesetzes waren zwischen 1802 und 1805 insgesamt 200.000 Mann einberufen worden (also 20.000 mehr als nach dem Gesetz eigentlich vorgesehen war). Überdies hatte der Senat 1805 einer zusätzlichen Aushebung von 80.000 Mann zugestimmt. Da es in Frankreich, einschließlich der neuerworbenen Gebiete, pro Jahrgang jedoch weit mehr junge Männer gab, als nach dem Konskriptionsgesetz für den Wehrdienst eingezogen werden sollten, erfolgte die Auswahl der eingezogenen Rekruten durch das Los. Da das Gesetz sowohl den Verkauf der Lose als auch die Stellung eines Stellvertreters gestattete, entzogen sich viele Angehörige der besitzenden und der gebildeten Schichten dem Dienst in der Armee, was viele der tatsächlich Eingezogenen als ungerecht empfanden. Nicht zuletzt aus diesem Grund desertierten zwischen 1802 und 1805 jedes Jahr im Durchschnitt etwa acht bis zehn Prozent der Soldaten, vornehmlich neu eingezogene Rekruten. In einigen Einheiten entzogen sich sogar mehr als ein Viertel der eingezogenen Soldaten durch Fahnenflucht dem Waffendienst.
Dieses Ausmaß an Fahnenflucht, das höher war als zu Zeiten der Berufsheere während des 18. Jahrhunderts, steigerte die Bedeutung der langdienenden Freiwilligen in der Armee, die dadurch zwangsläufig den Kern der Einheiten bildeten. Dieses Problem führte dazu, dass der (damalige) Erste Konsul Bonaparte bereits im Herbst 1803 die Errichtung von einem Dutzend Strafbataillonen für die réfractaires anordnete.
Nominell war die französische Armee eine Konskriptionsarmee. Zur Bekämpfung des Widerwillens gegen den Wehrdienst setzte die Armeeführung nicht nur auf länger dienende Freiwillige, sondern auch auf die Anwerbung von Ausländern, die, meist getrennt nach Nationalitäten (vor allem Deutsche, Schweizer, Italiener, Polen und Iren) in mehreren „Fremdenregimentern“ oder „Legionen“ („régiments d’étrangers“ oder „légions d’étrangers“) zusammengefasst wurden (vgl. auch „Grande Armée von 1812“).

#### Taktische Einheiten
Während des Aufbaus der „Grande Armée“ führte Napoleon zahlreiche organisatorische Neuerungen bei der Gliederung und Zusammensetzung der taktischen Einheiten ein, die später richtungsweisend für den Aufbau der Armeen der anderen europäischen Staaten wurden. Diese organisatorischen Veränderungen, die er jeweils einzeln per Dekret anordnete, erfolgten keineswegs systematisch, sie verteilen sich über mehrere Jahre und hatten stets so viele Ausnahmen bzw. Zusätze, dass sie hier nur verkürzt angedeutet werden können. In dieser Zeit (1804) schaffte Napoleon auch die nach der Revolution gegründeten Halbbrigaden (französisch demi-brigades) ab und führte die Bezeichnung „Regiment“ wieder ein, das sich zunächst (bis auf Ausnahmen) aus drei Bataillonen zusammensetzte.
Bis 1808 galt in der Grande Armée, trotz der verschiedenen Reformen durch General Carnot 1793/94, weiterhin das Exerzier-Reglement von 1791, das sich noch stark an das alte königliche Reglement aus der Zeit der Lineartaktik anlehnte. Da Kaiser Napoleon diesem Punkt relativ wenig Aufmerksamkeit schenkte und sich mit allgemeinen Anweisungen begnügte, blieb es in der Praxis jedem Korpskommandeur selbst überlassen, seine Einheiten taktisch zu schulen, dafür ließ er im Lager von Boulogne zwischen 1803 und 1805 umso intensiver die Bewegungen und das Zusammenspiel der Armeekorps üben.

##### Armeekorps

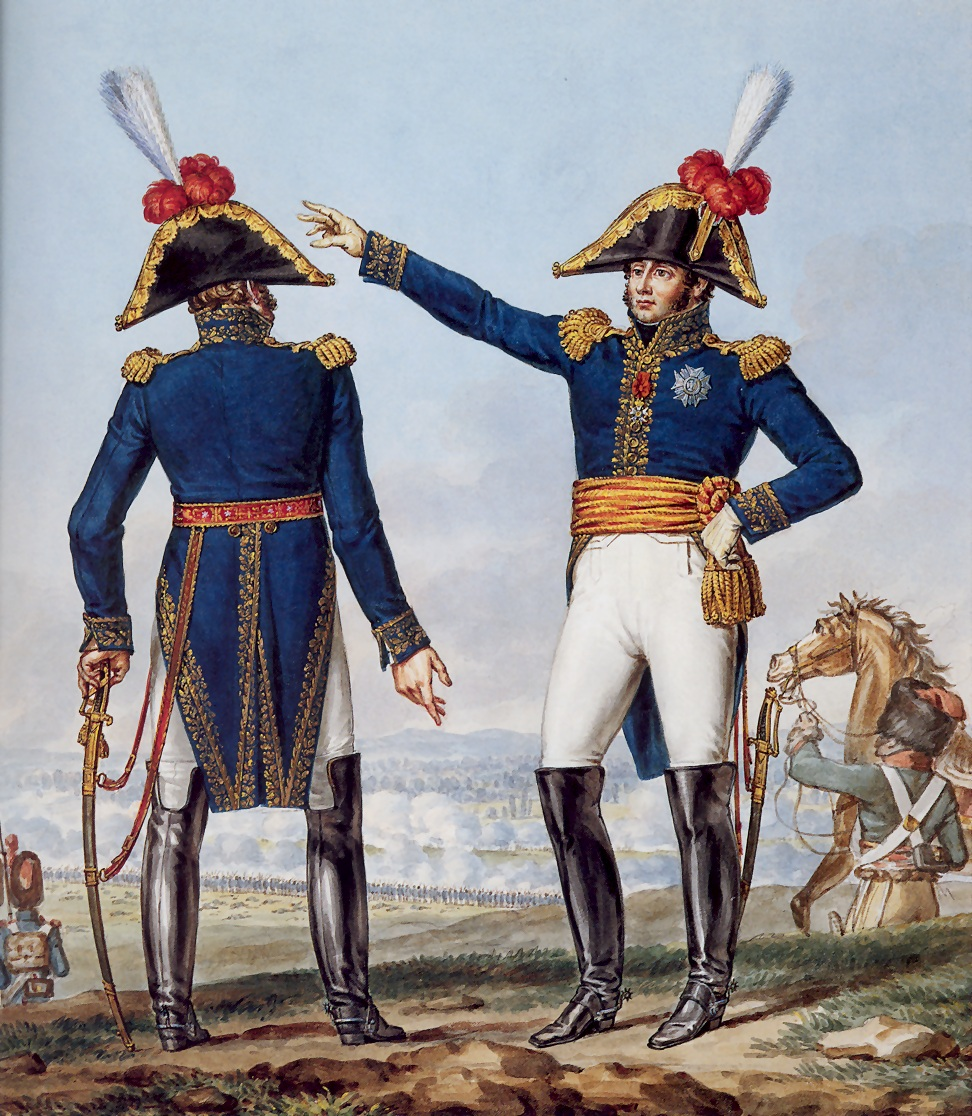
Divisionsgenerale in Felduniform, in La Grande Armée de 1812 (von Antoine Charles Horace Vernet)

Die größten taktischen Verbände waren die von Napoleon neu eingeführten Armeekorps, an deren Spitze er als Kommandanten (französisch „général en chef“) in der Regel einen Maréchal de France stellte (der schon im Mai 1804 wiedereingeführte Titel wurde nach der Thronbesteigung Napoleons bald in Maréchal d’Empire) geändert. Die Armeekorps können als permanente Armeeabteilungen betrachtet werden, die sich aus Einheiten aller Waffengattungen zusammensetzten, um dadurch weitgehend selbständig operieren zu können. Jedes Armeekorps bestand aus einem Generalstab, der abgesehen von den Dienern und Fuhrleuten etwa 160 bis 170 Personen umfasste (einschließlich einer etwa hundertköpfigen Kompanie Gendarmerie), zwei bis fünf Infanteriedivisionen, eine leichte Kavalleriedivision und eine zusätzliche Artillerie-Reserve von zwei (vor 1808) oder drei bis sechs (nach 1808) Kompanien, eine Pionier-Kompanie sowie einige weitere Unterstützungstruppen.
Bereits während der ersten Feldzüge bewährte sich die von Napoleon eingeführte Einteilung in permanent eingeteilte Armeekorps. Da ihnen alle notwendigen Unterstützungstruppen ständig zugeordnet waren, konnten sie gänzlich unabhängig von der jeweiligen Hauptarmee operieren und sich selbst versorgen. Dank der festgelegten Zusammenstellung der Einheiten konnten sie bei Bedarf sofort selbständig auf Nebenkriegsschauplätzen operieren. Der Kaiser gab den Korpskommandanten nur noch allgemein Ziel und Zeit vor, die Detailausführung überließ er ihnen. Der Vorteil der neuen Formation und der nur allgemein vorgegebenen Regeln fiel damals umso mehr auf, als ihre Gegner (Österreich und Russland 1805 und eingeschränkt Preußen 1806) noch keine permanenten höheren Verbände über der Ebene des Regiments besaßen, sondern ihre Einheiten jeweils ad hoc zu „Kolonnen“, „Abteilungen“ oder „Corps“ formierten. Während des Krieges von 1805 änderte die österreichische Armee die Zusammensetzung ihrer „Kolonnen“ fortlaufend und deren Kommandeure wechselten „fast jeden Tag“, so dass die Kommandeure ihre Einheiten kaum näher kennenlernen und auch kein Zusammengehörigkeitsgefühl entwickeln konnten. Sehr überraschend für die Alliierten 1805 waren „die schnellen Märsche“ der einzelnen Armeekorps. Allerdings beruhten diese in der Regel weniger auf besonders außergewöhnlichen Marschleistungen der Truppen, sondern mehr auf der Tatsache, dass ihre Kommandeure kurzerhand auf regelmäßige Ruhetage verzichteten, die sonst bei langen Märschen üblich waren (damals wurde meist an jedem dritten Tag ein Ruhetag eingelegt). Dies brachte die Grande Armée für die Gegner unerwartet schnell zu ihren Einsatzorten, aber sie forderten auch sehr hohe Marschverluste, die sich in den ersten Jahren der Grande Armée nur deswegen nicht gravierend auswirkten, weil es Napoleon meist sehr schnell gelang, die Feldzüge schon nach kurzer Zeit wieder zu beenden.

##### Divisionen
Die „Divisionen“ (aus dem Lateinischen abgeleitet für „Abteilung“) in der heutigen Bedeutung des Wortes waren zwar schon in der Revolutionsarmee als semi-permanente gemischte Verbände eingeführt worden, aber in der Regel nach jedem Feldzug wieder aufgelöst worden. Erst Napoleon machte sie dann zu dauerhaften Einrichtungen und gab ihnen die Zusammensetzung, die später von den meisten Heeren des 19. Jahrhunderts übernommen wurde.

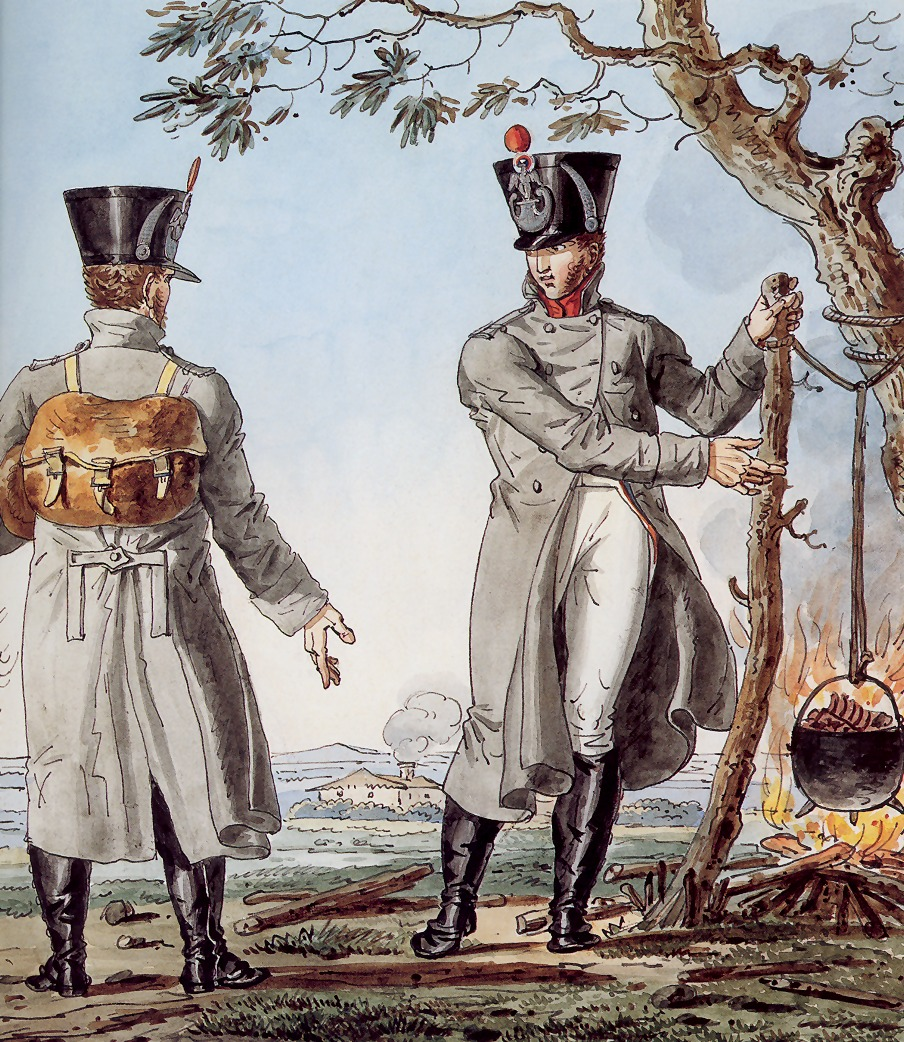
Offiziere der Leichten Infanterie im Grauen Mantel (von Antoine Charles Horace Vernet)

Die Infanteriedivisionen sollten nach dem Etat von 1805 aus zehn Bataillonen bestehen. Außerdem verfügte jede Division noch über ein bis zwei Artillerie-Kompanien mit je sechs Geschützen. Zusammen mit dem Generalstab, weiteren Unterstützungstruppen, zu dem auch der „Divisions-Park“ (französisch „petit parc de division“) mit den zahlreichen Munitions- und sonstigen Versorgungswagen der Division, die Feldschmiede und die Handwerker gehörten, sollte die Division nach dem Etat rund 7800 Mann zählen. Die etatmäßige Divisionsstärke wurde jedoch nur selten erreicht. Selbst zu Beginn des Feldzuges von 1805 waren die meisten Divisionen kaum mehr als 6000 bis 6400 Mann stark. Für den Krieg mit Österreich 1809 erhöhte der Kaiser im April 1809 den Etat der Infanteriedivisionen auf (mindestens) 8000 Mann. Ein Teil der Divisionen sollte künftig 15 anstatt der bisherigen 12 Kanonen haben; diesen etwas stärkeren Divisionen wurden permanent drei Brigadegenerale zugeteilt.
Die Kavalleriedivisionen sollten aus acht bis zwölf Esquadrons und zwei Kompanien reitender Artillerie (französisch artillerie à cheval oder artillerie volante) bestehen und zählten in der Regel zwischen 2000 und 3000 Mann. Die Esquadron entsprach in etwa einer preußisch-deutschen Schwadron. Allerdings waren die damaligen französischen Esquadrons noch immer in zwei Compagnies untergliedert. Sie besaßen 1805 entweder um die 180 Reiter bei der schweren Kavallerie oder etwa 205 bis 220 Reiter bei den verschiedenen Arten der leichten Kavallerie, nach der Reform des Reglements 1808 sogar 250 bis 260 Reiter. Sie waren damit fast doppelt so stark wie die entsprechenden preußischen und russischen Einheiten, die eine solche Untergliederung in Kompanien nicht mehr besaßen. Nach dem Etat von 1805 sollten die Kavallerieregimenter im Feld vier Esquadrons besitzen.
Die Kompanien und Bataillone erreichten 1805 nur sehr selten ihre Sollstärke. Aus diesem Grund können die Stärken der einzelnen Regimenter sowie die Anzahl Bataillone voneinander abweichen. Dem Divisionskommandeur waren, je nach Anzahl der vorhandenen Bataillone, zwei oder drei Brigadegenerale zugeordnet, um ihn bei der taktischen Führung der Bataillone während des Gefechts zu unterstützen.

##### Bataillone
Die Bataillone der leichten Infanterie gliederten sich in sieben Kompanien Chasseurs (Jäger) und je einer Kompanie Carabiniers und Voltigeurs als Elitekompanien, mit einer Etatstärke zwischen 80 und 125 Mann je nach Gattung – daher wird in vereinfachenden Darstellungen häufig nur eine errechnete (durchschnittliche) Kompaniestärke um etwa 100 Mann angegeben. Die mit einem leichten Karabiner (fusil léger, modèle de dragons) bewaffneten „Voltigeurs“ waren per Dekret am 13. März 1804 auf Wunsch Napoleons für jedes Bataillon der leichten Infanterie eingeführt worden. Dabei wurde die Mindestgröße der Soldaten für diese 126-köpfige Kompanien auf etwa 1,60 Meter (4 Pariser Fuß und 11 Zoll) reduziert, wodurch auch unterdurchschnittlich große Männer zum Dienst herangezogen werden konnten.
Jedes Bataillon der Linieninfanterie besaß im Frieden neun Kompanien. Sie bestand aus acht Füsilier- und seit 1792 zusätzlichen einer Grenadierkompanie, die jedoch während eines Krieges in Reserve-Grenadierbataillonen zusammengefasst werden sollten. Da Frankreich sich seit Mai 1803 im Krieg mit England befand, bestanden Anfang 1805 alle Linien-Bataillone normalerweise aus acht Kompanien. Die Grenadier-Bataillone wurden während des Feldzuges von 1805 neben der kaiserlichen Garde als zusätzliche Elite-Division unter General Oudinot gestellt. Am 24. September 1805 ordnete Napoleon außerdem an, dass künftig die Linienregimenter ebenfalls mit einer Kompanie Voltigeurs zu erweitern seien.

#### Kaiserliche Garde 1804–1809

##### Vorläufer
Die kaiserliche Garde (frz. Garde impériale) war integraler Bestandteil der Grande Armée. Gardeeinheiten, wie schon die römischen Prätorianer, die türkisch-osmanischen Janitscharen oder die Strelitzen der russischen Zaren, dienten im Allgemeinen bis Ende des 18. Jahrhunderts in erster Linie als Leibwachen dem persönlichen Schutz von Monarchen oder von Institutionen und wurden darüber hinaus häufig für zeremonielle Ehrendienste im Staat herangezogen. Auch wenn während des 18. Jahrhunderts Gardeeinheiten gelegentlich als Reserven in der Schlacht herangezogen wurden, so entwickelte doch erst Napoleon seine Garde systematisch zu einer schlachtentscheidenden Reserve- und Eliteeinheit weiter.
Die kaiserliche Garde, die Napoleon nach seiner Thronbesteigung 1804 errichtete, ging unmittelbar aus der 1792 gegründeten Garde des Konvents hervor (seit 1796 „garde constitutionnelle“). Diese wurde nach dem Staatsstreich des 18. Brumaire VIII (9. November 1799) durch General Bonaparte und dessen Ernennung zum Ersten Konsul in „Konsulargarde“ umbenannt (frz. Garde des Consuls, nach der Ernennung von Bonaparte zum Konsul auf Lebenszeit: Garde Consulaire) und zunächst vor allem mit Soldaten verstärkt, die zusammen mit dem damaligen General Bonaparte vom Ägyptenfeldzug zurückgekommen waren. Die „Konsulargarde“, die unter dem Befehl von General Jean Lannes gestellt wurde, bestand zunächst nur aus zwei Bataillonen Grenadiere zu Fuß, eine Kompanie leichter Infanterie, zwei Escadrons Grenadiere zu Pferd, eine Escadron Jäger zu Pferd sowie eine Kompanie Artillerie und zählte im Jahr der Schlacht von Marengo (1800) 2100 Mann. Diese kleine Truppe, ergänzt durch ausgewählte Soldaten aus dem gesamten Heer, wurde kurz nach der Schlacht bei Marengo vier Generalen unterstellt, die ihre Befehle ausschließlich vom Ersten Konsul erhielten. Diese vier Kommandeure waren Davout: Grenadiere, Soult: Chasseurs (Jäger), Bessières: Kavallerie und Mortier: Artillerie und Train sowie die Matrosen. Im Jahr 1802 wurde der Garde ein eigenes Militärhospital in Paris zugeordnet (Hôpital du Gros Caillou).

##### Privilegien
Die Garde rekrutierte sich (vor allem in den ersten Jahren) aus ausgewählten Soldaten der gesamten Armee und Marine, die bestimmte Voraussetzungen zu erfüllen hatten: dazu zählte eine tadellose Führung in ihren bisherigen Einheiten, eine bestimmte Mindestgröße (zwischen 1,70 und 1,76 Meter, je nach Waffengattung). eine bereits absolvierte Dienstzeit von mindestens sechs Jahren sowie die Teilnahme an mindestens zwei Feldzügen. Für die strenge Disziplin, die der Kaiser von seiner Garde jederzeit erwartete, gewährte er ihr zahlreiche Sonderrechte. So hatte jeder Soldat der Garde wenigstens den Rang eines Sergeanten inne. Die Gardisten erhielten doppelten Sold und ihr Dienstgrad wurde jeweils einen Rang höher eingestuft als bei den Linientruppen; überdies durften den Gardisten nur ihre eigenen Kommandeure und der Kaiser selbst Befehle erteilen. Nach Ablauf ihrer Dienstzeit konnten die Soldaten in den zivilen Staatsdienst und im Alter in staatlichen Invalidenheimen aufgenommen werden.

##### Veliten
Die Regimenter der kaiserlichen Garde bestanden aus drei Bataillonen, das dritte Bataillon bestand zunächst aus „Veliten“ (frz. Vélite, von Lat. veles, velites, die leichte Infanterie der römischen Republik). Ursprünglich sollten diese Bataillone in erster Linie als Ausbildungseinheiten für Unteroffiziere dienen. Daher erhielten die jungen Soldaten nicht nur eine militärische Ausbildung, sondern auch Unterricht in Lesen und Schreiben, Rechnen und Sport (Gymnastik). Für zusätzlichen Unterricht in höherer Mathematik oder (technischem) Zeichnen übernahm der Staat die Hälfte der Kosten. Seit Herbst 1806 konnten auch konskribierte Soldaten des mittleren Bürgertums direkt bei den Veliten der Gardekavallerie eintreten, wenn sie (bzw. ihre Eltern) die Kosten für die notwendige Ausrüstung selbst übernahmen. Nach dem erfolgreichen Abschluss ihrer Ausbildung bei den Veliten konnten sie dann entweder in die Garde aufgenommen werden oder bis zum regulären Ablauf ihrer Dienstzeit als Leutnant (frz. Sous-lieutenant) in einem Linienregiment dienen. Allerdings wurden aus den bestehenden Bataillone-Veliten im Dezember 1806 zwei Füsilier-Regimenter gebildet, die (vorläufig informell) als „Junge Garde“ (frz. jeune garde) bezeichnet wurden. Unter der „Alten Garde“ verstand man nun zunehmend die schon länger bestehenden Grenadier- und Chasseur-Regimenter zu Fuß. Nach diesen Reorganisationen gab es bei der Garde nur noch die berittenen Veliten, in deren Bataillonen (Esquadrons) die Söhne besser gestellter Familien dienten.

##### Seesoldaten
Während der Planungen für eine Landung in England erließ der Erste Konsul Bonaparte im September 1803 den Befehl fünf Equipagen (d. h. Kompanien) Seeleute der Garde zu formieren (wobei es ihm vornehmlich darum ging, die Kriegsmarine mit dieser besonderen Auswahl zugleich auszuzeichnen und einzubinden). Den Befehl über dieses Bataillon unter der Bezeichnung „Matrosen der Konsulargarde“ übergab er dem Capitaine de vaisseau Daugier. Nach seiner Thronbesteigung als Kaiser Napoleon wurde das etwas über 800 Mann verstärkte Bataillon umbenannt in „Seesoldaten der Kaisergarde“. Die Soldaten dienten zwar z. T. sogar als Marineinfanterie auf Linienschiffen zur Verteidigung französischer Häfen gegen britische Angriffe, aber mindestens eine Abteilung der Garde-Seesoldaten begleitete immer zusammen mit der übrigen Garde die kaiserliche Armee auf ihren Feldzügen. Die Garde-Seesoldaten wurden auch im Frühjahr 1807 als Besatzungen von Kanonenbooten während der Belagerung von Danzig eingesetzt.
Im Jahr 1808 wurde das Bataillon geschlossen zur Niederschlagung des Aufstandes nach Spanien geschickt. Durch weitere kaiserliche Dekrete wurde das Bataillon 1810 auf fünf, und 1811 auf sechs Equipagen erweitert und zählte damit fast 1 300 Mann. Zwei der Equipagen (mittlerweile meist „Kompanien“ bezeichnet) marschierten im Sommer 1812 zusammen mit dem Gardekorps nach Russland, zwei weitere wurden noch im Herbst dorthin nachgezogen. Von diesen vier Kompanien sollten nur wenige zurückkehren. Die verbliebenen Reste des Bataillons, hauptsächlich Soldaten, die sich im Jahr 1812 in Spanien aufgehalten hatten, nahmen zusammen mit der übrigen Garde an den Feldzügen von 1813 und 1814 teil.

##### Gliederung und Stärke der Garde 1804–1807
Mit einem Dekret vom 29. Juli 1804 erhob Napoleon die „Garde Consulaire“ zur „Garde Impériale“. Diese umfasste zunächst Generalstab, ein Regiment Grenadiere zu Fuß und ein Regiment Chasseurs a pied (Jäger als leichte Infanterie). Ihre Kavallerie bestand aus einem Regiment Grenadiere zu Pferd (Grenadiers à cheval de la Garde impériale) und einem Regiment Chasseurs zu Pferd (Chasseurs à cheval de la Garde impériale) sowie einer Kompanie Mamelucken. Die Artillerie setzte sich zusammen aus einer leichten Artillerie-Eskadron, einer Sektion Artillerie-Handwerker sowie vier Artillerie-Train-Kompanien (insgesamt 730 Mann). Darüber hinaus gehörte zur Garde noch eine Legion Elite-Gendarmen zu zwei Eskadrons zu Pferd und zwei Kompanien zu Fuß (Gendarmerie d’élite de la Garde impériale). Ergänzt wurde diesen noch durch ein Bataillon aus 800 Matrosen und eine Kompanie Veteranen der Garde (in erster Linie für Ehrendienste). Ihr aktiver Militärdienst beschränkte sich auf eine Wache zu sechs Stunden pro Woche. Ende 1804 besaß die Kaisergarde damit eine Stärke von einer kombinierten Division von 9800 Mann. Zu Beginn des Feldzuges gegen Österreich von 1805, in dem die Garde wenig zum Einsatz kam, erhöhte sich dies auf 12.200 Mann. Auch im nachfolgenden Jahr (1806) wurde die kaiserliche Garde zunächst nur wenig verwendet. Dennoch stieg ihr Bestand weiter an. Die Zahl der Infanterie-Regimenter wurde Ende 1806 um zwei erhöht (Füsilier-Grenadiere und Füsilier-Jäger) und die Kavallerie um ein Regiment (Dragons de la Garde impériale) und damit insgesamt auf 15500 Mann. Der erste größere Einsatz der Garde während des Krieges mit Preußen erfolgte erst in einem Gefecht im Dezember 1805 in der Nähe von Warschau und als dann während der Schlacht von Preußisch-Eylau das französische Zentrum zurückgeschlagen wurde, musste Napoleon mit den Gardegrenadieren die Situation wiederherstellen. In der Schlacht von Friedland kam im Juni 1807 die junge Garde erstmals ins Gefecht. Beeindruckt durch den großen Eifer und die gute Haltung der polnischen Soldaten errichtete Napoleon im März 1807 in der Hauptstadt des Herzogtums Warschau aus Freiwilligen ein Regiment Ulanen (1er régiment de chevau-légers lanciers polonais), das er als Fremden-Regiment der französischen Armee seiner „alten Garde“ zuteilte.

##### Die Kaiserliche Garde 1809
Nach den Erfahrungen der Kriege von 1805 bis 1808, insbesondere in den Schlachten von Friedland und Preußisch-Eylau, hielt Napoleon eine massive Verstärkung seiner Garde als Elite-Reserve für unerlässlich; dies umso mehr, als sich 1807 die preußischen Grenadiere und die russische Garde als zuverlässiger Rückhalt in den Schlachten gezeigt hatten. Als Gegengewicht gegen solche Elite-Korps befahl der Kaiser 1808 eine weitere Verstärkung seiner Garde. Diese hatte die Verluste von 1807 inzwischen weitgehend wieder ausgeglichen und eine Stärke von 15.300 Mann erreicht.
Im April 1808 befahl Napoleon zunächst die Verstärkung der Artillerie der Garde auf ein ganzes Regiment, das nun neben der (leichten) reitenden Artillerie auch eine (schwere) Fußartillerie besaß. Im August 1808 erhöhte er die Etat-Stärke der Garderegimenter auf 2000 Mann und vermehrte anschließend die Gardeinfanterie in mehreren Einzeldekreten bis Mitte April 1809 um weitere acht Regimenter. Darunter befanden sich erstmals auch vier Regimenter, die sich ausschließlich aus Rekruten (Konskribierten) zusammensetzten. Dies waren jeweils zwei Regimenter Conscrits-grenadiers und Conscrits-chasseurs. Ergänzt wurde diese noch durch je zwei Regimenter Tirailleur-Grenadiere und Tirailleur-Chasseur. Diese acht neuen Regimenter, zusammen rund 16000 Mann, bildeten nunmehr das Korps der „jungen Garde“ zu zwei Divisionen, das im weiteren Verlauf des Jahres mit einer eigenen Artillerie, einem eigenen Train und einem eigenen Lazarett ausgestattet wurde. Die Organisation der bisherigen „alten“ Garde wurde zunächst beibehalten, auch wenn diese ebenfalls verstärkt wurde. Nach den umfangreichen Verstärkungen umfasste die Kaisergarde zu Beginn des Kriegs mit Österreich im Frühjahr 1809 schließlich 13 Infanterieregimenter (wenn man die Marinesoldaten und die Veteranen zusammen als ein Regiment rechnet) mit insgesamt fast 25.000 Mann. Die Gardekavallerie, inzwischen ergänzt durch je ein Regiment Dragoner und polnische Lanciers (Ulanen), umfasste einschließlich der Veliten zu Pferd (3 Esquadrons), Mamelucken und Elite-Gendarmen insgesamt fünf Kavallerieregimenter mit zusammen rund 5300 Reitern. Ergänzt wurde die Kaisergarde durch ein Artillerieregiment aus 950 Mann. Insgesamt zählte sie damit (einschließlich Generalstab, Verwaltung und Lazarett) 31.200 Mann und war somit doppelt so stark wie vor dem Krieg gegen Preußen 1806.
Während des Krieges gegen Österreich wurden die Garden außerdem noch durch berittene Veliten-Bataillone aus Turin und Florenz ergänzt. Nach den Erfahrungen in der Schlacht von Wagram verstärkte Napoleon wiederum seine Garden. Allerdings begann bereits damals die immer stärkere Konzentrierung gerade der besten und willigsten Soldaten in der Garde an der Substanz der Linienregimenter zu zehren.

#### Artillerie
Obwohl Napoleon seine Karriere bei der Artillerie begonnen hatte, war die Grande Armée von 1805 im Vergleich zu anderen Armeen jener Zeit auffällig schwach mit Artillerie ausgestattet. Aber Napoleon hielt damals etwa zwei bis drei Geschütze auf je 1000 Mann für durchaus ausreichend, was besonders beim Vergleich mit dem preußischen Heer auffällt, das zu Beginn der Koalitionskriege sogar mit sieben Geschützen pro 1000 Mann ausgestattet war. Nach der Eröffnung des Feldzuges im Herbst 1805 verfügte das französische Heer, einschließlich des bayerischen Hilfskorps, nur über 396 Geschütze. Auch zu Beginn des Krieges mit Preußen 1806 verfügte die französische Artillerie über weniger Geschütze als die damalige preußische Armee. Allerdings war die französische Artillerie wesentlich besser organisiert und bespannt als die preußische, weshalb die französischen Kanonen während der Schlacht fast immer schneller an den entscheidenden Punkten in Stellung gebracht werden konnten als die Geschütze ihrer Gegner, so dass sich ihre Minderzahl praktisch nie bemerkbar machte. Im Verlauf der nächsten Jahre vergrößerte sich jedoch der Anteil der Artillerie am Gesamtheer wieder. Während des Feldzuges von 1814 etwa war die französische Artillerie schließlich mehr als doppelt so stark wie 1805, obwohl die französische Armee insgesamt kleiner war als im Jahr der Gründung der Grande Armée.

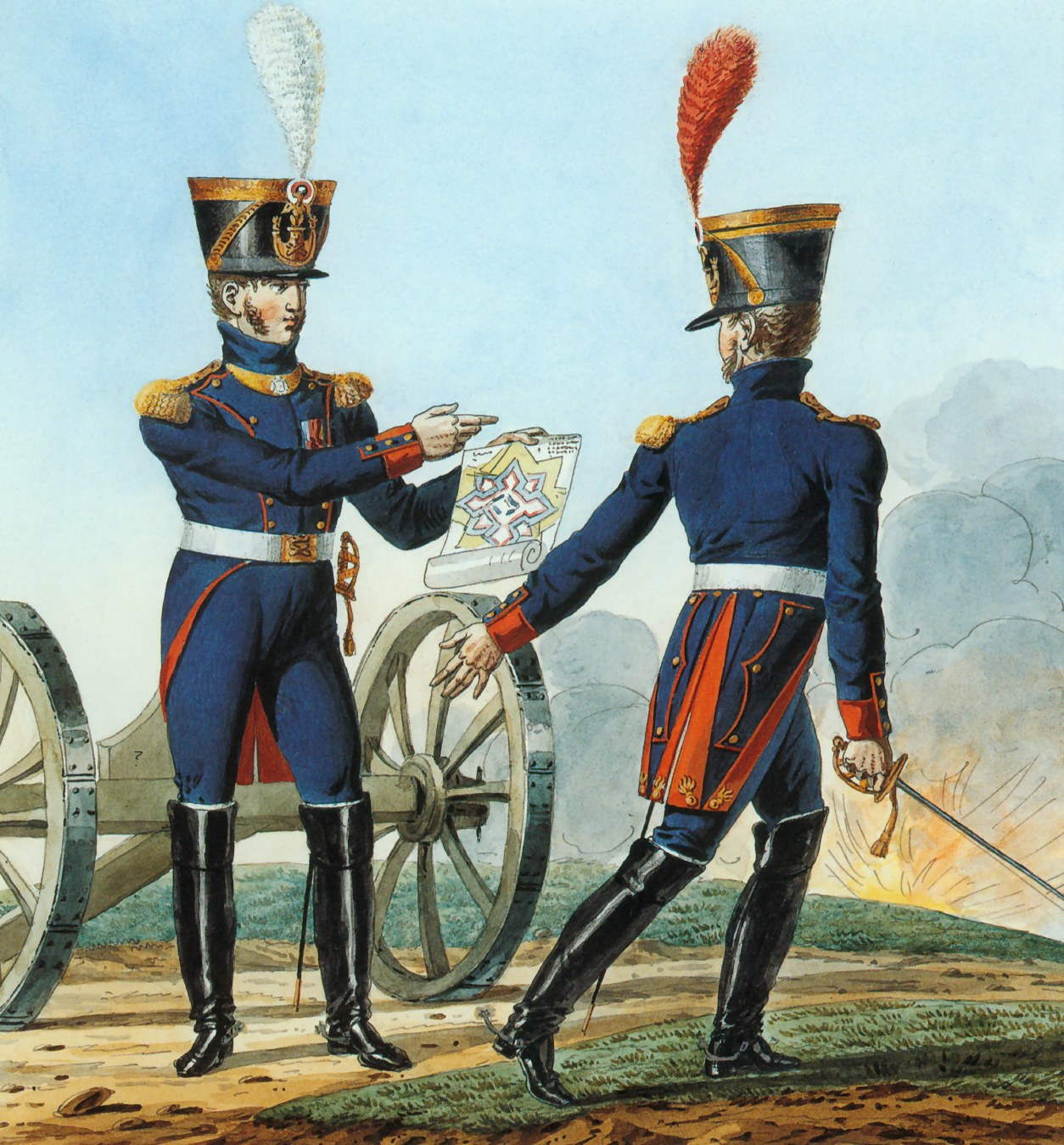
Artillerie Oberst und Chef eines Artillerie-Bataillons (von Antoine Charles Horace Vernet)

Die neue Artillerietaktik lässt sich zum großen Teil auf die Neuorganisation der französischen Artillerie durch Napoleon zurückführen. Schon kurz nach seiner Ernennung zum Ersten Konsul 1799 erklärte er die Artillerie zur dritten „Hauptwaffe“ (d. h. Waffengattung) und stellte sie damit gleichberechtigt auf dieselbe Stufe wie Infanterie und Kavallerie. Um der neuen Stellung der Artillerie gerecht zu werden, ernannte er wenig später (im Jahr 1800) einen besonderen „General-Inspekteur der Artillerie“. Nach umfangreichen Versuchen, die General (der spätere Marschall) Marmont 1802 als General-Inspekteur der Artillerie durchführen ließ, stimmte eine Kommission 1803 der Beschaffung neuer, leichterer Geschütze zu. Mit der Neueinführung der „Geschütze des Jahres XI“ (französisch „Système de l’an XI“ – benannt nach dem Einführungsjahr im damals gültigen Revolutionskalender) sollte außerdem die Anzahl der bei den Geschützen benutzten Kaliber verringert werden, was die Versorgung mit Munition erleichtern sollte. Im Herbst 1805, als der Krieg mit Österreich begann, war die Grande Armée allerdings noch immer weitgehend auf die alten Geschütze des Systems Gribeauval angewiesen, die zwar als hervorragend galten, die aber noch aus der Zeit des Königreichs stammten, das sie ab 1774 eingeführt hatte.
Nach dem Etat besaßen die Artillerie-Kompanien ab 1802 nur jeweils 100 Kanoniere. Zu jeder Kompanie gehörte aber noch eine besondere Bespannungseinheit für die Geschütze, die in Friedenszeiten unbespannt waren. Diese Einheiten waren erst zwischen 1800 und 1802 in reguläre militärischen Einheiten (Kompanien) umgewandelt worden. Daher umfasste eine „Batterie“ von sechs Geschützen eigentlich zwischen 140 und 175 Soldaten (Kanoniere und Trainsoldaten), je nach der Zusammensetzung der zugeordneten Bespannungseinheit, deren Stärke von der jeweiligen Geschützart abhängig war. In der Regel verfügte 1805 eine Kompanie Artillerie über sechs Geschütze, vier davon waren Kanonen und die übrigen zwei Haubitzen (dabei waren die ersteren für den direkten- und die letzteren für den indirekten Bogenschuss und dem Verschießen von Granaten ausgelegt). Zur Artillerie gehörten außerdem noch der umfangreiche Artillerietrain und die zahlreichen schweren Wagen der Munitionskolonnen. Zu jedem Geschütz kamen im Durchschnitt noch zwei bis drei Munitions- und Gerätewagen mit jeweils vier bis sechs Pferden. Zusammen mit den vielfältigen in Kompanien organisierten Handwerkern (wie Schmiede, Waffenschmiede, Wagenbauer, Geschirrmacher, Sattler etc.) und den Pontonniers (die für den Bau von Brücken über Bäche und die Errichtung von Schiffbrücken über Flüsse zuständig waren), umfasste 1805 die Feldartillerie der französischen Armee 35.500 Mann (einschließlich der Truppen in Italien und an der Küste).
Die Feuerkraft der in lockerer Kette fechtenden Tirailleure der Revolutionsarmee und der dahinter in enger Kolonne aufgestellten Soldaten war naturgemäß wesentlich geringer als die der voll entwickelten Linieninfanterie in der Zeit des Siebenjährigen Krieges in der Mitte des 18. Jahrhunderts. Die Zersplitterung der Feuerkraft der französischen Armee und die Angriffe der Infanteriekolonnen forderten stets unverhältnismäßig hohe Verluste. Ein erster, aber wesentlicher Schritt zur Reorganisation der Artillerie war 1799 die von Napoleon durchgesetzte Abschaffung der leichten Bataillonsartillerie und die Konzentration der Geschütze auf Divisionsebene (und später auch der Armeekorps). Damit konnte die Anzahl der Geschütze in der Armee erheblich gesenkt werden, ohne die Feuerkraft der Artillerie wesentlich zu reduzieren. Mit dieser Maßnahme verlor zwar die Infanterie auf Bataillonsebene die Kontrolle über die Geschütze in ihrem Bereich, gleichzeitig aber konnte nun die Leitung des Artilleriefeuers besser zentralisiert und dadurch auch schneller zum jeweiligen Schwerpunkt der Schlacht geführt werden.
Nach der Abschaffung der leichten „Regimentsgeschütze“ bestand die französische Divisionsartillerie hauptsächlich aus „Vier-“ und „Achtpfünder-Kanonen“. Die wenigen vorhandenen, bis zu 1700 Metern (bei einer Erhöhung des Rohrs von nur 6°) schießenden, aber mehr als anderthalb Tonnen schweren „zwölfpfündigen Kanonen“, begleiteten während des Feldzuges von 1805 und 1806 als sogenannte „Artilleriereserve“ überwiegend die Hauptquartiere des Kaisers oder der Armeekorps um während einer Schlacht dem jeweiligen Befehlshaber zur (sogenannten) kontrollierten „Schwerpunktbildung“ zu dienen. Ihre effektive Reichweite in der Schlacht mit Vollkugeln betrug allerdings nicht viel mehr als etwa 800 bis 1000 Meter. Daher nutzte Napoleon zur Vorbereitung eines Angriffs nicht nur die schweren weiter reichenden Geschütze, sondern mit Vorliebe auch die sogenannte „reitende Artillerie“ (d. h. leichte Geschütze, deren Kanoniere beritten waren), die erst 1792 durch Lafayette nach preußischem Vorbild in Frankreich eingeführt worden war. Da sie wegen ihres leichten Gewichtes aber sehr schnell entsprechend dem wechselnden Verlauf der Schlacht eingesetzt werden konnten, waren sie trotz ihrer kürzeren effektiven Reichweite von 600 bis 700 Metern sowohl beim Angriff als auch bei der Verteidigung erfolgreich. Während des Feldzuges von 1805 zählte der Große Artillerie- und Geniepark rund 3900 Mann.
Im Verlauf der Schlacht von Friedland fasste der Artilleriekommandeur des 1. Armeekorps, General Alexandre de Sénarmont, auf eigene Initiative und Verantwortung im Juni 1807 erstmals die gesamte Artillerie des Armeekorps zusammen, konzentrierte sie in eine einheitlich geführte „Batterie“ und unterstützte dadurch mit großem Erfolg den Angriff der Infanterie. Nachdem Sénarmont während des Krieges in Spanien 1808/09 die ihm unterstellte Artillerie mehrfach mit ähnlich großem Erfolg eingesetzt hatte, übernahm Napoleon während des Feldzuges von 1809 gegen Österreich vollständig diesen konzentrierten Einsatz der Artillerie unter einheitlicher Leitung und führte zu diesem Zweck eine „Große Artilleriereserve“ von mindestens 60 Geschützen mit sich, die – wie die Garde – als Hauptreserve der Armee galt (daher ihre französische Bezeichnung « L’artillerie de réserve de l’armée »). Während der Feldzüge von 1812 bis 1815 galt der Einsatz sehr großer Batterien von bis zu hundert Geschützen als ein besonderes Kennzeichen der Kriegsführung Napoleons.

#### Logistik

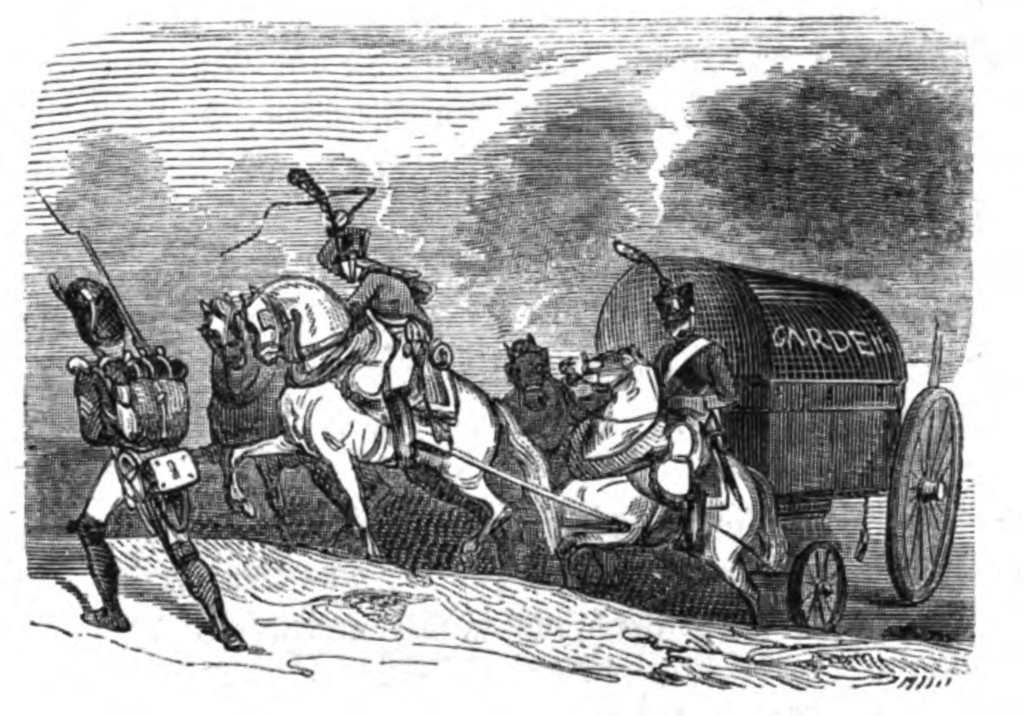
Train der kaiserlichen Garde 1806 (Hippolyte Bellangé in E. Marco von Saint-Hilaire, Geschichte der Kaisergarde (1848))

Der Tross der Grande Armée war nach dem Vorbild der Revolutionsarmee auf ein Minimum beschränkt. Mit Beginn des Feldzuges befahl der Kaiser, sofort 1000 vierspännige Wagen für den Lebensmitteltransport zu requirieren. Trotzdem fehlte es bereits während des Marsches von den Standorten zur Grenze an Nahrungsmitteln, so dass die Truppen schon in Ostfrankreich eigenmächtig begannen, sich eine große Anzahl von Fuhrwerken von den Bauernhöfen zu beschaffen. Im Herbst 1805 übertrug Napoleon jedoch den Transport der Nachschubgüter der privaten Speditionsfirma „Compagnie Breidt“, die allerdings bis zum Ende des Feldzuges nach der Schlacht bei Austerlitz nur 163 Transportfahrzeuge bereitstellen konnte. Obwohl Napoleon im Dezember 1805 nur mit einem Teil seiner Armeekorps nach Mähren marschierte, hatte die Armee in dem relativ dünn besiedelten Land sehr große Versorgungsprobleme. Aus diesem Grund erhielt dann im Jahr 1806 jedes Bataillon und jedes Kavallerieregiment zwei schwere Proviantwagen, die ihre Einheit für zehn Tage mit Lebensmittel versorgen konnten. Allerdings erwiesen sich auch diese Fahrzeuge im Winter 1806/07 im Osten Preußens als nicht ausreichend, so in der ganzen Armee großer Nahrungsmangel herrschte und man dankbar war, dass das russische Heer nach der Schlacht bei Preußisch Eylau Winterquartiere bezog. Zur verbesserten Versorgung der Armee befahl Napoleon im Frühjahr 1807 zum Transport von Lebensmittel, Medikamenten und Kranken die zusätzliche Aufstellung von acht Equipagen Bataillonen (bataillons d’équipages militaires) mit je 140 Fuhrwerken (zusammen etwas über 3000 Mann), die noch durch eine Kompanie Handwerker ergänzt wurden.

#### Medizinische Versorgung
Zur medizinischen Grundversorgung der Soldaten besaß jedes Bataillon und jede Esquadron des kaiserlich-französischen Heeres einen Arzt (französisch Chirurgien major), dem meist ein bis zwei Assistenten beigegeben waren (Chirurgien aides) und der in den übergeordneten Verbänden (Regiment, Division, Armeekorps) durch weitere Ärzte und Apotheker ergänzt wurde. Neben dem Humanmediziner gab es zur Versorgung der Pferde noch jeweils einen Veterinär pro Bataillon und für jede Esquadron. Für die weitergehende medizinische Versorgung kranker und verwundeter Soldaten besaß das französische Heer im Jahr 1805 außerdem noch dreißig permanente über das ganze Kaiserreich verteilte Militärhospitäler. Diese wurden, so wie das gesamte Militärsanitätswesen (französisch service de santé militaire), von einem fünfköpfigen Zentraldirektorium (französisch directoire centrale) unter einem Generalarzt überwacht. Nach 1800 beschlossenen Vorgaben dieses Zentraldirektoriums sollte die Armee im Tross stets zwei Wagen pro 1000 Soldaten zum Transport Kranker und Verwundeter mit sich zu führen. Da sich diese Vorgabe in der Praxis als ungenügend herausgestellt hatte, wurde zu Beginn des Feldzuges von 1805 gegen Österreich jedes Infanterie- und jedes Kavallerie-Regiment mit einem speziell für diesen Zweck gebauten vierspännigen Krankenwagen mit jeweils sechs Liegeplätzen ausgestattet, so dass nun auf jede Division etwa drei bis fünf Fahrzeuge für den Transport von Verwundeten kamen (die Anzahl wurde sukzessive nach 1806 und 1809 erhöht).

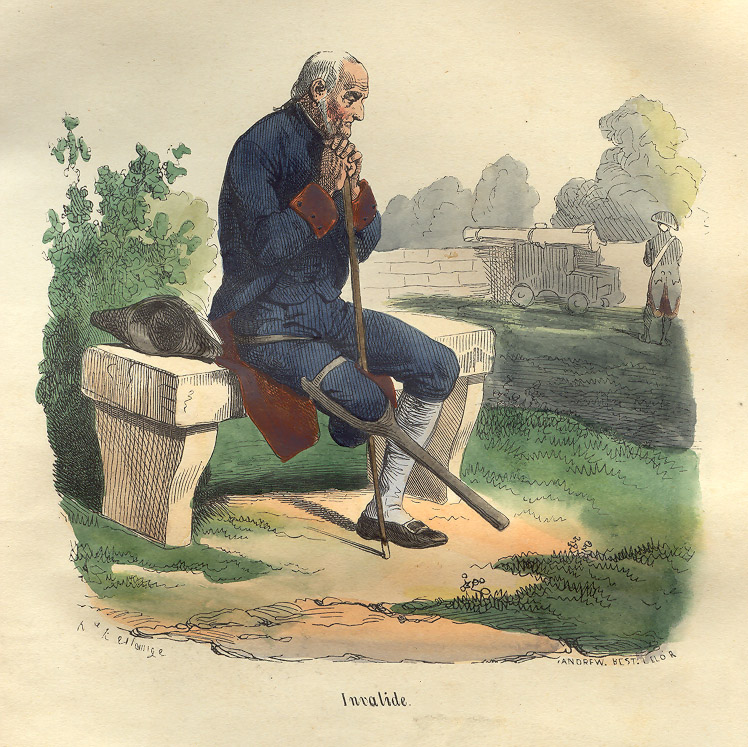
Invalide der Grande Armée (von Hippolyte Bellangé in P.-M. Laurent de L’Ardeche «Histoire de Napoleon», 1843)

Als etatmäßige Verstärkung wurde 1809 jede Division mit einer Kompanie Krankenträger (französisch compagnies de service de l’ambulance) ausgestattet, welche die Verwundeten (meist mit leichten Wagen) zum nächsten Feldlazarett (dépôts de l’ambulance, damals häufig auch „fliegendes“ [d. h. mobiles] Lazarett genannt) zu transportieren hatten. Diese Kompanien wurden während der Feldzüge zum Teil von reitenden oder in sehr leichten Wagen fahrenden Ärzten begleitet (vor allem bei der Avantgarde), um eine vorläufige Notversorgung zu sichern, und bildeten so die „fliegenden Ambulanzen“ (l’ambulance « volante »), wie sie vom Militärarzt Dominique-Jean Larrey eingeführt worden waren. Bei der ersten Einführung der „fliegende Ambulanz“ 1798 wurde sie zu einer besonderen „Legion“ zusammengestellt, die in drei Kompanien zu jeweils etwa 110 Mann (Ärzte, Krankenträger, Fahrer etc.) untergliedert war. Diese „Legion“ war zunächst für die Versorgung der ganzen Armee zuständig, lief allerdings schon angesichts ihrer geringen Anzahl in der Praxis oft auf die bevorzugte Behandlung hochgestellter Verwundeter hinaus und wurde später oft kritisiert: Die wenigen Ärzte könnten bei schweren inneren Verletzungen, die zuerst einer sorgfältigen Untersuchung bedürften, auf dem Schlachtfeld doch nicht helfen, sie würden sich bei ihrem Einsatz nur unnötig gefährden, hingegen bei den noch operablen Fällen im Feldlazarett fehlen. Diese Kritik führte später zu einem besser ausgebildeten medizinischen Hilfspersonal, das die Notversorgung auf dem Schlachtfeld übernehmen konnte, und zu einem raschen Transport der Verwundeten in ein besser ausgestattetes Feldlazarett außerhalb des Schussbereichs der feindlichen Geschütze. Ungeachtet der späteren Kritik bedeutete um 1800 alleine das Erscheinen der Ärzte auf dem Schlachtfeld schon eine große moralische Aufmunterung für die Soldaten.
Nach einem Dekret vom 13. April 1809 wurden außerdem zehn Kompanien Krankenwärter (compagnies d’infirmieres d’hospiteaux) gebildet und der Militärverwaltung als Grundausstattung von Kriegs-Hospitälern (d. h. Feldhospitäler) zur Disposition überstellt. Die meist hinter dem Schlachtfeld provisorisch angelegten Hospitäler wurden meist in öffentlichen Gebäuden, Klöster oder Kirchen eingerichtet. Trotz guter Versorgung der Verletzung starben dort viele Verwundete nach kurzer Zeit an Wundstarrkrampf (Tetanus) und anderen sekundären Wundinfektionen oder an Wundbrand (Gangrän). Um diesen sekundären Folgen von Kampfverletzungen zu begegnen, setzte Larrey als Generalarzt vor allem auf eine schnelle, quasi prophylaktische, Amputation von verletzten Gliedern. Durch die zumeist katastrophalen hygienischen Verhältnisse in den Lazaretten breiteten sich in den Kriegslazaretten häufig ansteckende Krankheiten aus, wie etwa das Fleckfieber, die, weil sie häufig auch in umliegende Ortschaften übersprangen, oft mehr Todesopfer forderten als die eigentlichen Kriegshandlungen.

#### Generalstab und Großes Hauptquartier

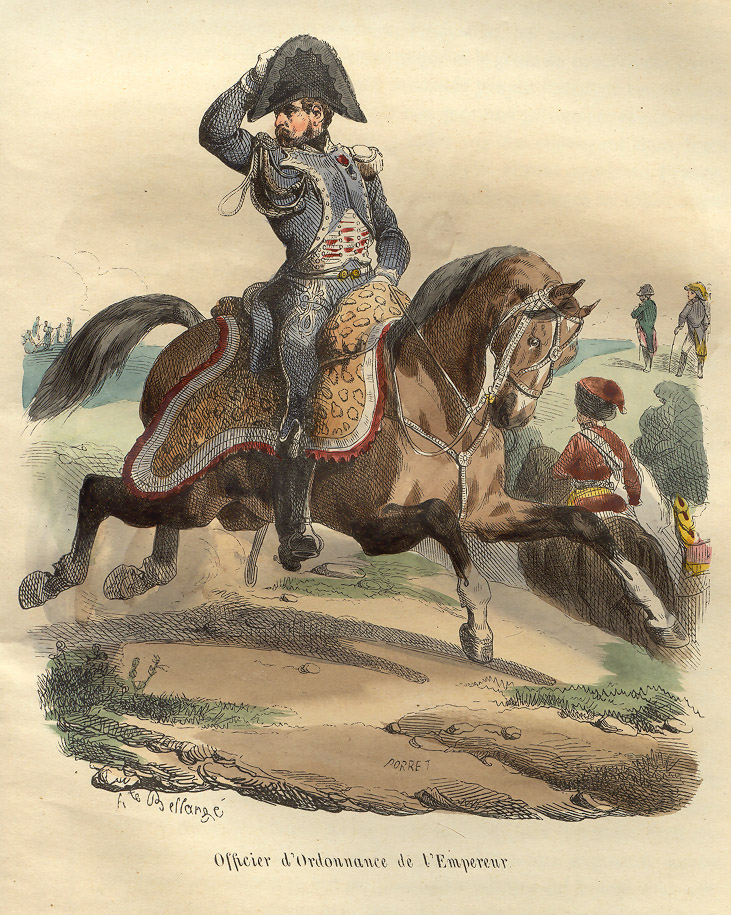
Ordonnanzoffizier des kaiserlichen Hauptquartiers (von Hippolyte Bellangé in P.-M. Laurent de L’Ardeche «Histoire de Napoleon», 1843)

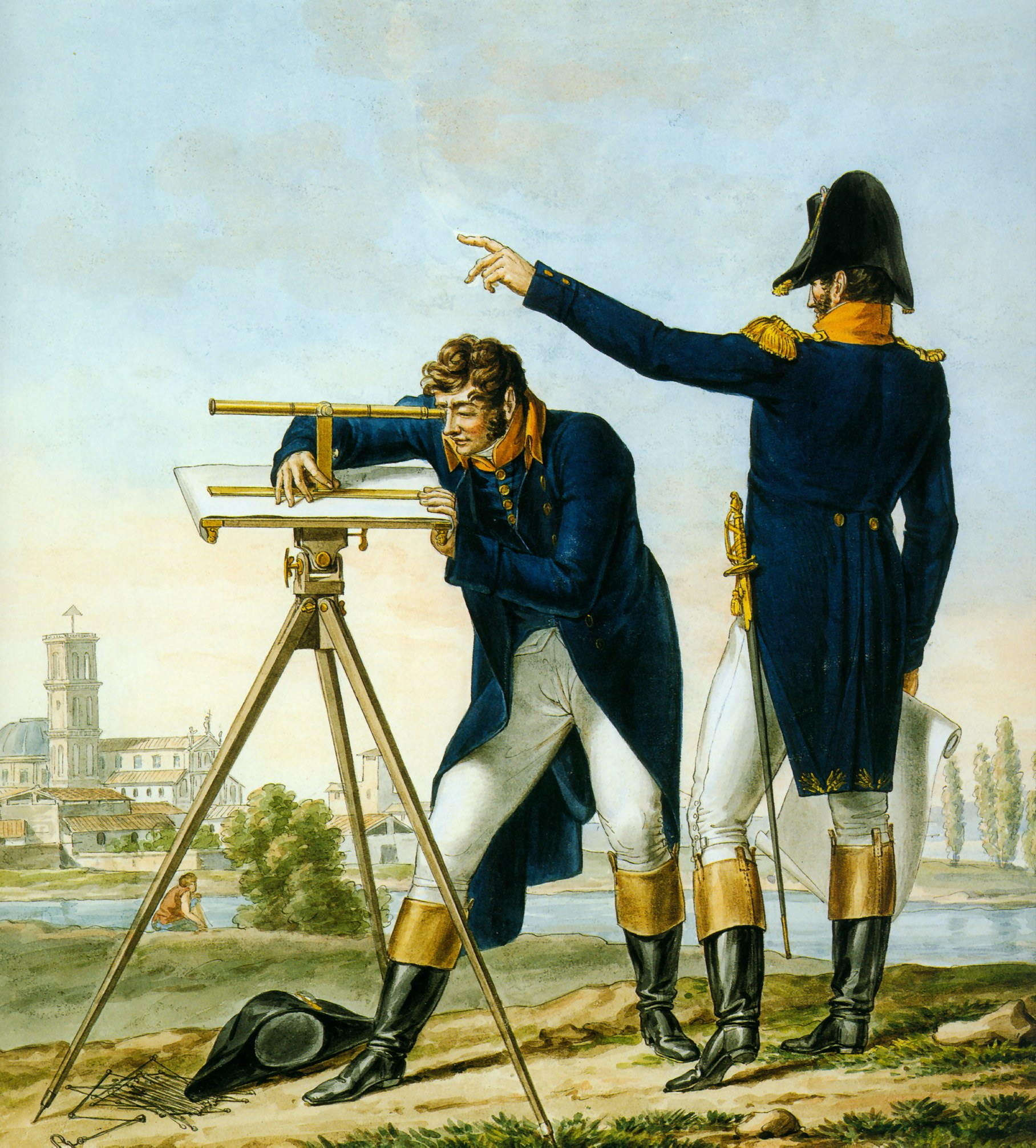
Ingenieure des Topographischen Dienstes (von Antoine Charles Horace Vernet)

Oberbefehlshaber der Grande Armée war Kaiser Napoleon, sein Stellvertreter war (bis 1813) Prinz Murat, der Großherzog von Berg und spätere König von Neapel. Obwohl der Kaiser faktisch sein eigener Generalstabschef war, so erteilte er doch alle Anweisungen an seine Armee indirekt über den Grand État-Major Général (Generalstabschef) Marschall Berthier und folgte hier, wie in vielen anderen Punkten, dem strengen französischen Hofritual nach dem Vorbild König Ludwigs XIV. (was Napoleon allerdings nicht von einem regen Schriftwechsel mit seinen Marschällen abhielt, in dem er ihnen seine Absichten und Wünsche mitteilte). Der Grand État-Major Général erhielt dadurch formell eine Stellung, die in etwa dem Generalstabschef des späteren preußisch-deutschen Heeres entsprach. Der umfangreiche Stab des Grand État-Major Général setzte die allgemein formulierten Anweisungen des Kaisers in konkrete Befehle für die einzelnen Einheiten um, die dann durch ausgewählte Ordonnanzoffiziere überbracht wurden. Die Ordonnanzoffiziere, welche die kaiserlichen Befehle überbrachten, hatten den Rang eines Capitaines und waren zunächst der Gardekavallerie zugeordnet, standen aber unter dem direkten Befehl des kaiserlichen Großhofstallmeisters. Im Januar 1809 wurden sie auch formell in den kaiserlichen Hofstaat eingegliedert; an ihrem Dienstgrad und ihrer Unterstellung unter dem Befehl des Großhofstallmeisters änderte sich dadurch nichts.
Zur Leitung der sieben zugeordneten „Bureaux“ (d. h. die Abteilungen für [1] Bewegung und Verteilung der Truppen, [2] innere Administration, [3] Unterkunft, [4] Tagesbefehle und Korrespondenz, [5] Kontakt zur Marine, [6] „Journeaux“ (Tagebücher) und Rapporte sowie der [7] Topographische Dienst) waren Berthier bereits 1805 drei Divisionsgenerale beigeordnet, deren Anzahl im Laufe der Zeit noch anwuchs. Außerdem gehörten zum „Großen Hauptquartier“, das ebenfalls unter der Leitung des „Grand État-Major Générals“ stand, der Generalartillerieinspektor, der Generalgenieinspektor, der Generalintendant, der Generalmusterungsinspektor und der Generalwagenmeister, der oberste Chefarzt, der oberste Chefchirurg und oberste Chefapotheker, der Generalzahlmeister, die Chefs der verschiedenen Verwaltungszweige (etwa für die Versorgung mit Brot, Fleisch, Futtermittel etc.), der Telegraphendirektor, der Generaldirektor der Post und eine fahrbare Druckerei.
Dem „Großen Hauptquartier“ waren überdies viele hohe Funktionäre aus dem unmittelbaren Hofstaat des Kaisers beigeordnet, der außer neun Adjutanten im Generalsrang, stets auch den General Henri Clarke d’Hunebourg, den späteren Kriegsminister bei sich hatte, der 1805 allerdings nur die Rolle eines „ersten Sekretärs“ spielte. Dazu kamen noch der Großhofstallmeister Caulaincourt und Oberhofmarschall Duroc mit jeweils fünf Adjutanten sowie der erste Generalintendant Daru. Außerdem begleiteten den Kaiser in der Regel noch weitere hohe Funktionäre und Beamte des kaiserlichen Hofstaats, die ihrerseits wiederum zahlreiche Hilfsbeamte, Diener, Pferde und Wagen mit sich führten, so dass das „Große Hauptquartier“ bereits 1805 rund 2000 Pferde benötigte. Umfasste zu Beginn des Krieges von 1805 das „Große Hauptquartier“ aber lediglich 356 Kombattanten, so sollte diese Zahl im Sommer 1812 schließlich auf mehr als 4000 Personen anwachsen.

### Die Grande Armée von 1805 bis 1807
Die Armeekorps der neugeschaffenen „Grande Armée“ wurden nach ihrer Gründung von den Marschällen Bernadotte (1.), Marmont (2.), Davout (3.), Soult (4.), Lannes (5.), Ney (6.) und Augereau (7.) geführt. Ihre Stärke variierte, je nach Anzahl der zugeordneten Divisionen, zwischen 18.000 und 40.000 Mann. Das 2. Armeekorps bestand zur Hälfte aus Truppen der Batavischen Republik (d. h. aus Holländern). Außerhalb dieser sieben Armeekorps blieb die gesamte schwere Kavallerie. Napoleon stellte die damals vorhandenen sieben „schweren“ Kavalleriedivisionen als „Reservekavallerie“ (rund 22.000 Reiter) unter den Befehl von Marschall Prinz Murat. Die kaiserliche Garde stand unter dem Befehl von Marschall Bessières. Sie besaß 1805 die Stärke einer Division. Damit verfügte Napoleon zu Beginn des Dritten Koalitionskrieges am Main und am Rhein über ein mobiles Feldheer von rund 190.000 Mann. Insgesamt besaß die französische Feldarmee im Spätsommer 1805 eine Stärke von rund 450.000 Mann. Nach den offiziellen Dokumenten gehörten jedoch nicht alle Truppen zur „grande armée“. Darunter fielen sowohl die Armee in Italien als auch für die Truppen im Inneren Frankreichs, die überwiegend aus Soldaten der Nationalgarde bestanden.
Kurz nach Ausbruch des Krieges mit Österreich und Russland im September 1805 wurde die französische Armee – mehr oder weniger freiwillig – durch Truppenkontingente aus Baden, Württemberg und Bayern verstärkt (1805 30.000 Mann), die unter das Kommando des französischen Oberkommandos gestellt wurden. Insgesamt befehligte Napoleon zu Beginn der Feindseligkeiten im September 1805 in Süddeutschland eine Armee von 205.000 Mann (zunächst noch ohne die Badener und Württemberger, die erst einige Zeit nach Eröffnung des Feldzuges zur französischen Armee stießen). Auch das 7. Armeekorps, das sich damals eigentlich noch in der Formierungsphase befand, kam erst nach dem Kriegsausbruch zum Einsatz, wodurch sich dann insgesamt ein Heer von etwa 215.000 bis 220.000 Mann ergab.

#### 1805
In der Erwartung eines Krieges mit Österreich, das am 9. August förmlich der dritten Koalition aus Großbritannien, Russland und Schweden beigetreten war, ließ Napoleon Mitte August 1805 60.000 Soldaten einziehen und er befahl wenig später, bereits im Vorgriff auf die Konskriptionen des kommenden Jahres, die Aushebung von weiteren 80.000 Mann. Kurz darauf befahl er die Verlegung der Armee von Boulogne an den Rhein. Gleichzeitig hatten sich Marmont von Holland und Bernadotte von Hannover aus in Richtung Main in Bewegung zu setzen. Ab 27. August marschierte die Grande Armée in Eilmärschen auf getrennten Wegen nach Süden und Osten und kam so in überraschend kurzer Zeit an die Donau, die sie etwa zwischen Donauwörth und Ingolstadt überschritt, bevor die erwartete russische Armee den Inn erreicht hatte. Dadurch war das an der Iller aufmarschierte, aber nur rund ein Drittel so starke österreichische Heer (Zahlenverhältnis Anfang Oktober 1805 in etwa 75.000:205.000 Mann), das am 8. September in Bayern eingedrungen war, bereits von der Grande Armée umgangen, noch ehe der erste Schuss gefallen war. Aus diesem Grund konnten schon nach kurzer Zeit die Österreicher nach Ulm zurückgedrängt und eingeschlossen werden. Mit der Kapitulation eines beträchtlichen Teils der österreichischen Armee unter Feldmarschalleutnant Mack am 20. Oktober in Ulm war der Feldzug praktisch schon entschieden (→ Schlacht bei Ulm). Die Alliierten hatten damit zugleich die Chance verspielt, etwa Preußen auf ihre Seite zu ziehen, das nach Verletzung neutralen preußischen Territoriums durch französische Truppen schon bereit schien, offen auf die Seite der Allianz zu treten. Der geheime Allianzvertrag zwischen Preußen und Russland vom 3. November blieb dadurch ohne Wirkung.
Auf der anderen Seite hatte Österreich in Erwartung der zugesicherten russischen Truppen den überwiegenden Teil seiner eigenen Armee in Norditalien und im südlichen Tirol konzentriert, so dass sich der Feldzug nördlich der Alpen nach der überraschenden Kapitulation von Mack nur noch zu einer Verfolgung der demoralisierten Reste der österreichischen- und der sich wieder zurückziehenden russischen Armee unter General Kutusow in Richtung Wien gestaltete. Zur Deckung gegen die österreichischen Truppen in Tirol und in Norditalien sandte Napoleon die auf den abgelegenen Kriegsschauplätzen selbständig operierenden Armeekorps’ von Marmont in die Steiermark bzw. von Ney nach Tirol. Nach der schnellen Einnahme von Wien am 13. November endete der schnelle Vormarsch der französischen Truppen bei Brünn (in Mähren), das als Sammelpunkt der alliierten (d. h. österreichischer und russischer) Streitkräfte vorgesehen war. Da der russische Kaiser Alexander nicht willens war, in Mähren geduldig zu warten, bis das noch im Anmarsch befindliche Heer der Alliierten (d. h. die russische und die österreichische Armee) versammelt war und Preußen vollständig mobilgemacht hatte, kam es am 2. Dezember 1805 östlich von Brünn schließlich vorzeitig zur Schlacht bei Austerlitz. Mit dem dort erfochtenen überwältigenden Sieg erreichte Napoleon einmal mehr ein rasches Ende des Feldzuges.
Die französischen Truppen im zu Frankreich gehörenden Königreich Italien unterstanden im September 1805 dem Befehl von Marschall Masséna. Dieses als „Italienische Armee“ (französisch: Armée d’Italie) bezeichnete Armeekorps wurde aus fünf Infanteriedivisionen, einer kombinierten Grenadier-Division sowie zwei Kavallerie-Divisionen gebildet und war zusammen mit der Artillerie und den anderen Hilfstruppen etwa 53.000 Mann stark. Sie war zu Beginn des Krieges an der Etsch aufmarschiert und hatte den Auftrag, in Richtung Klagenfurt vorzugehen. Weiter südlich, etwa in der Mitte der Italienischen Halbinsel, stand ein weiteres Armeekorps unter General Gouvion Saint-Cyr (18.000 Mann), das unter der Bezeichnung „Armée de Naples“ (Armee von Neapel) in das Königreich Neapel einmarschieren sollte, das sich eigentlich für neutral erklärt hatte. Dort sollte es die Häfen des Landes zu besetzen, um eine Anlandung alliierter Truppen zu verhindern. Als sich jedoch abzeichnete, dass die österreichische Armee ihren Schwerpunkt nach Oberitalien verlegen würde, rief Napoleon Gouvion Saint-Cyr zurück, um Marschall Masséna zu verstärken. Neapel wurde daher erst 1806 erobert, als ab Ende Januar eine stärkere französische Armee in das Königreich einmarschierte: zwei Armeekorps unter dem Kommando der Generale Duhesme und Reynier mit vier Divisionen und insgesamt etwa 40.000 Mann unter dem Oberbefehl von Joseph Bonaparte. Die Einnahme der Stadt Neapel erfolgte am 15. Februar. Nur wenig später, am 30. März 1806, erklärte Napoleon per Dekret seinen Bruder Joseph zum König von Neapel, das in der Folgezeit von Napoleon jedoch faktisch als eroberte Provinz behandelt wurde, dies umso mehr als der Volksaufstand in Kalabrien weiterhin die Anwesenheit französischer Truppen erforderte.

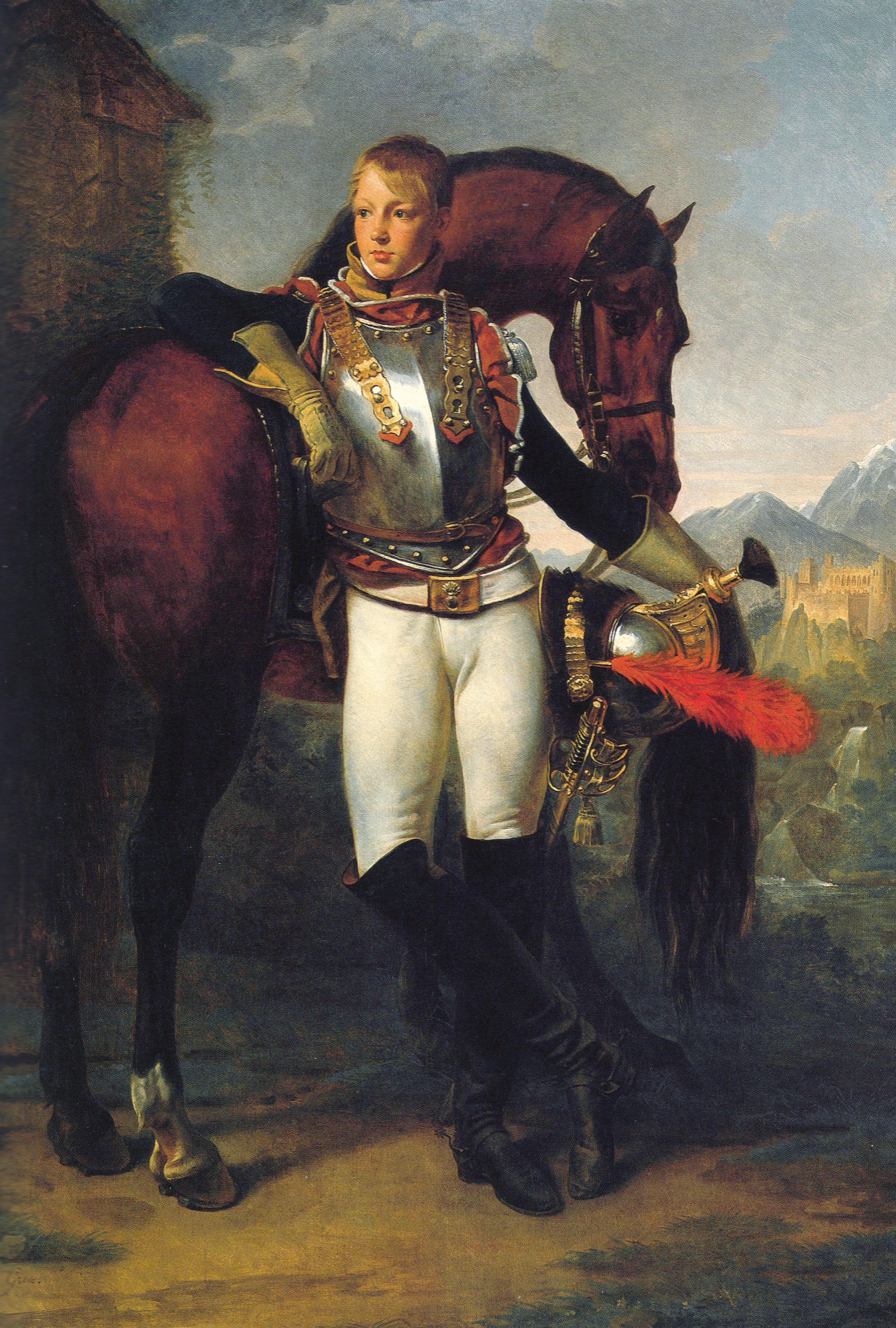
Leutnant Charles Legrand vom 12. Kürassier-Regiment um 1808; Ärmelaufschläge und Kragen in jonquillengelber Abzeichenfarbe (Ölgemälde von Antoine-Jean Gros)

#### 1806–1807

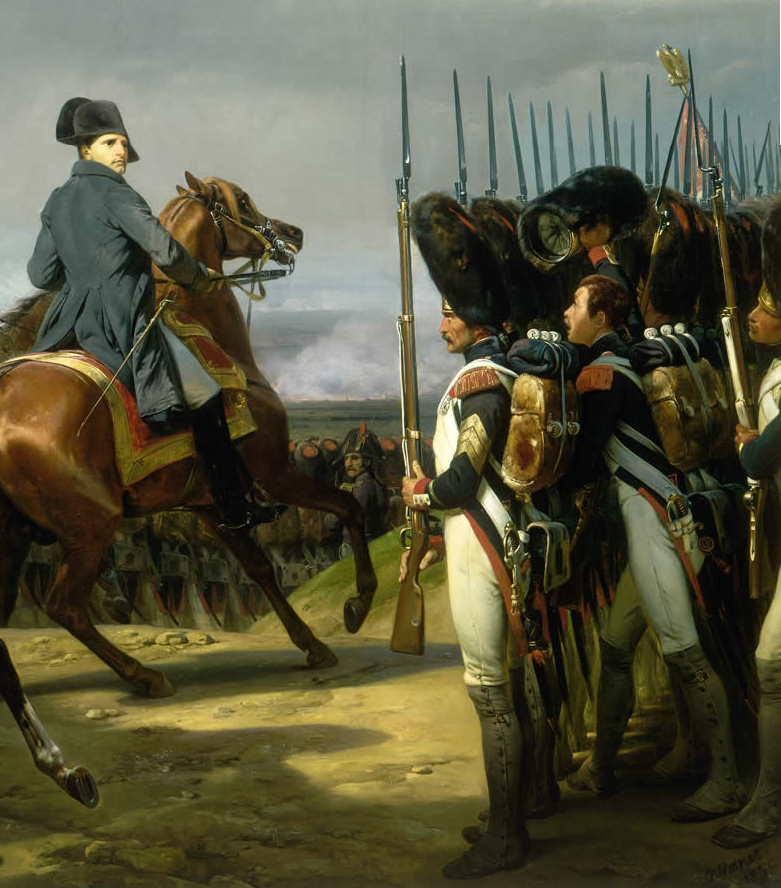
Napoleon reitet während der Schlacht bei Jena an seiner Alten Garde vorbei. Ölgemälde von Emile Vernet

Nachdem Preußen zu Beginn des Jahres 1806 sein Heer wieder demobilisiert hatte, ließ Napoleon am 15. Februar erkennen, dass er sich nicht mehr an den Vertrag von Schönbrunn mit Preußen gebunden fühlte (danach sollte Preußen für seine Gebiete im Jura (Neuenburg), am Rhein und in Franken, die Frankreich 1805 besetzt hatte, mit Hannover „entschädigt“ werden). Die Kriegserklärung von Großbritannien (wegen Hannover) und die Gründung des Rheinbundes im Juli isolierten Berlin vollends. Überdies beließ Napoleon entgegen den Bestimmungen des Friedensvertrags von Preßburg mit Österreich den größten Teil seiner „Grande Armée“ in Deutschland. Nur die kaiserliche Garde kehrte nach dem Krieg über den Rhein zurück und das 2. Armeekorps (Marmont) wurde in das neuerworbene Dalmatien verlegt (→ Illyrische Provinzen). Die übrigen sechs Armeekorps verblieben in Süddeutschland in Quartieren zwischen Darmstadt und Passau. Der Major-Général der Grande Armée, Marschall Berthier, verlegte sein Hauptquartier nach München. Das 1. Armeekorps unter Marschall Bernadotte stand, was in Berlin als besonders provozierend empfunden wurde, im (ehemals) preußischen Fürstentum Ansbach, das der französische Kaiser an Bayern abgab. Im Laufe des Sommers ergänzte der Kaiser die sechs in Deutschland verbliebenen Armeekorps auf eine Stärke von 192.000 Mann, darunter 32.000 Reiter für die Kavallerie. Obwohl alle Rekruten-Depots wohlgefüllt waren und die Bataillone wieder auf ihre etatmäßige Stärke gebracht worden waren, ließ Napoleon im Sommer die Konskriptionen für das Jahr 1806 auf 50.000 Mann anheben.
Durch die unentschlossene „Schaukelpolitik“ des preußischen Hofes, der sich weder uneingeschränkt für, noch offen gegen Napoleon auszusprechen wagte, verschärfte sich im Verlauf des Sommers 1806 die Spannungen mit Frankreich. Lange vor dem preußischen Ultimatum vom 1. Oktober, in dem der Abzug aller französischen Truppen aus Deutschland gefordert wurde, begann Napoleon sein Heer von den Quartieren der Grande Armée in Süddeutschland ausgehend in Oberfranken zu versammeln. Von dort aus konnte er, genau wie im Jahr vorher, schon zu Beginn der Feindseligkeiten seine Armee in die Flanke des Gegners führen, der seinerseits weit verteilt von Westfalen über Nordhessen bis nach Thüringen stand, den Blick in erster Linie dem Rhein zugewandt. Mit Kriegsausbruch marschierte Napoleon mit seiner „Grand Armée“ in drei Kolonnen auf Straßen, die er bereits vor dem Krieg erkunden ließ, von Amberg und Bamberg her kommend zur Saale und Elster in Richtung Halle und Merseburg. Diese Armee hatte, einschließlich der bayerischen Division, eine Stärke von insgesamt etwa 200.000 Mann; hinzu kam noch das 8. Armeekorps (Mortier) von rund 20.000 Mann, das zu diesem Zeitpunkt als Reserve bei Mainz stand. Ziel des Kaisers war letztlich Berlin, das er so schnell wie möglich zu erreichen hoffte. Mit diesem Zug zwang er die preußische Armee dazu, ihre eigenen Pläne aufzugeben und sich nur noch nach seinem Vormarsch zu richten.
Bei dem raschen Vormarsch der Grande Armée im Oktober 1806 bewährte sich erneut die von Napoleon eingeführte tiefe hierarchische Gliederung der „Grande Armée“ in mehrere getrennte Kommandoebenen (Armeekorps, Divisionen und Brigaden), bei der der jeweilige Kommandeur allgemeine Befehle („Aufträge“) nur an die jeweils nächstniedrigere Kommandoebene erteilte. Deren Aufgabe war es dann, den jeweiligen Auftrag zu erfüllen und dafür die notwendigen Befehle auszuarbeiten. Bei der „flachen Hierarchie“, die bis dahin üblich war, musste das jeweilige Oberkommando die Bewegungen für sämtliche Einheiten bis (teilweise) zur Bataillonsebene planen und berechnen, was oft mehrere Tage in Anspruch nahm. Diese Prozedur wiederholte sich, sobald der vorgesehene Plan auch nur teilweise geändert wurde. Versuche, die komplizierten Marschpläne in kurzen Abständen zu ändern, um schnell auf überraschende Veränderungen der Lage zu reagieren, führten meist zu großen Konfusionen. Dies umso mehr, als der damals noch recht kleine preußische Quartiermeisterstab damals noch nicht mit der Präzision wie ab 1813 nach den Reformen von Scharnhorst arbeitete, wie damals schon der französische Generalstab unter Marschall Berthier.
Durch den konzentrierten Angriff, der in den Rücken der feindlichen Armee zielte, gelang es Napoleon erneut, die lebensnotwendigen rückwärtigen Versorgungsstraßen des Gegners unmittelbar nach Ausbruch der Kämpfe zu bedrohen. Während der Kaiser Anfang Oktober seine gesamte disponible Armee bereits an der Grenze auf engem Raum zusammenzog, ließen seine Gegner, in erster Linie Preußen und Sachsen, mehr als die Hälfte ihrer Streitkräfte zu Hause in ihren Quartieren zurück. Ohne einheitliche Führung, ohne einheitliches Ziel, aufgeteilt in vier fast autonome „Armeen“, unter Herzog von Braunschweig, Fürst von Hohenlohe, Rüchel und Herzog von Württemberg (auch „Reservekorps“ genannt; es befand sich z. T. der Schlachten von Jena und Auerstädt etwa zwischen Magdeburg und Halle). Der junge König, Friedrich Wilhelm III., befand sich bei der Armee des Herzogs von Braunschweig. Die persönliche Anwesenheit des Königs steigerte die Autorität Braunschweigs als Oberbefehlshaber nicht, sondern hemmte sie eher. Dies wurde auch deutlich, als der Herzog von Braunschweig gleich zu Beginn der Schlacht von Auerstedt tödlich verwundet wurde und der König sich nicht in der Lage fühlte, entweder den Oberbefehl selbst zu übernehmen oder wenigstens vorübergehend einen anderen Oberbefehlshaber zu ernennen, so dass zeitweise niemand die Armee führte. Daher wurden bei den Alliierten alle wesentlichen Entscheidungen durch einen „Kriegsrat“ gefällt, an den sich dann aber nicht alle hielten. wurden nur wenige Tage nach Kriegsbeginn zwei der vier Teile der unsicher agierenden Alliierten westlich der Saale bei Jena und Auerstedt einzeln angegriffen und vernichtend geschlagen. Damit war der Krieg von 1806 fast schon entschieden.
Für diesen Krieg forderte der französische Kaiser zum ersten Mal von den nunmehr von ihm abhängigen Fürsten des Rheinbundes, Truppenkontingente für Frankreich zu stellen, die durch die Verträge ein Bestandteil der Grande Armée wurden (vgl. dazu unten „Kontingente der Rheinbundstaaten und Fremdenregimenter“). Die Rheinbundfürsten, die Schweiz und das von Frankreich abhängige Holland, seit Juni 1806 Königreich unter Napoleons Bruder Louis Bonaparte, hatten fast 90.000 Mann zu stellen. Im Frühjahr 1807 wurden diese Truppen noch ergänzt durch sächsische, anhaltische und spanische Soldaten. Mit Hilfe dieser zusätzlichen Truppen konnte Napoleon die Grande Armée zu Beginn des Krieges um das 8. Armeekorps unter Marschall Mortier und später noch um das 9. unter Prinz Jérôme erweitern. Das kurz vor Beginn der Feindseligkeiten gegründete 8. Armeekorps von Mortier bestand zunächst nur aus zwei französischen Infanteriedivisionen (ca. 18.000–20.000 Mann). Im Verlauf des Krieges wurden in den beiden neuen Armeekorps die italienischen-, polnischen- sowie die Truppen der Rheinbund-Staaten zusammengefasst, die im September und Oktober 1806 zunächst noch überwiegend aus Baden, Bayern und Württemberg kamen. Die bayerische Division Wrede folgte zu Beginn des Krieges zunächst selbständig der rechten französischen Kolonne unter den beiden Marschällen Soult und Ney (4. und 6. Armeekorps).
Anfang November war Preußen schon bereit, die Friedensbedingungen, die Napoleon stellte (Abtretung der Gebiete westlich der Elbe, ausgenommen Magdeburg und die Altmark) zu akzeptieren, doch der französische Kaiser verschärfte nun noch einmal seine Bedingungen, er forderte nicht nur mehr Land, sondern sogar eine Beteiligung am Krieg gegen Russland. Dazu aber war König Friedrich Wilhelm III. nicht bereit. Im Winter 1807, als der Krieg durch den Kriegseintritt Russlands sich in die preußischen Provinzen Westpreußen, Südpreußen, Ostpreußen und Neuostpreußen verlagerte, gründete Napoleon vorübergehend noch ein 10. Armeekorps unter Marschall Lefebvre (das aus polnischen, sächsischen und anhaltischen Truppen bestand). Das Armeekorps wurde im Mai 1807 wieder aufgelöst, seine Truppen als Besatzung von Danzig eingesetzt. Fast gleichzeitig befahl Napoleon die Errichtung drei weiterer Armeekorps: das Reservekorps unter Marschall Lannes, das polnische Korps unter Fürst Poniatowski und das Beobachtungskorps (corps d’observation) unter Marschall Brune. Damit erreichte die Grande Armée Anfang Juni 1807, also kurz vor der Schlacht von Friedland, die das Ende des Krieges auch mit Russland brachte, eine Gesamtstärke von rund 325.000 Mann.

### Die Grande Armée ab 1808
Nach Ende des Krieges mit Preußen und Russland und dem Abschluss des Friedensvertrages von Tilsit am 9. Juli 1807 blieben die Grande Armée und ihre Armeekorps als Besatzungsarmee in Norddeutschland und Preußen stationiert.

#### 1808
Kurz nach dem Kongress von Erfurt löste Napoleon als demonstratives Zeichen seines Friedenswillens am 12. Oktober 1808 die „Grande Armée“ durch ein Dekret formell auf. Ihre Einheiten wurden jedoch unmittelbar nach der Auflösung in drei regionale Armeekommandos in Deutschland überstellt. Das 1. Kommando befehligte alle Truppen im „Grande duché Varsovie“ (auf Deutsch „Herzogtum Warschau“). Es wurde Marschall Davout mit Sitz in Warschau unterstellt. Dieses Kommando war auch für die französischen Besatzungstruppen in der preußischen Provinz Schlesien zuständig. Das 2. Kommando umfasste die Besatzungstruppen in den preußischen Provinzen Preußen, Pommern und Brandenburg und stand unter dem Befehl von Marschall Soult in Berlin. Das 3. Kommando wurde Prinz Bernadotte in Altona zugeteilt und war für die französischen Truppen in Norddeutschland von Oldenburg bis nach Lübeck sowie der in den (damals) dänischen Provinzen Holstein und in Schleswig zuständig. Die Truppen der drei Armeekommandos in Deutschland und in Warschau besaßen im Herbst 1808 nach der Bestandsliste eine Stärke von 162.000 Mann (von diesen waren rund 19.000 Polen und 7000 Holländer). Schon nach kurzer Zeit löste der Kaiser allerdings die drei Kommandos wieder auf und entsandte deren Truppen zum großen Teil nach Spanien, um den dort ausgebrochenen Aufstand niederzuschlagen.
Der anschließende Krieg auf der Iberischen Halbinsel fand auf dem Territorium des Königreichs Spanien statt, das seit Juli 1808 von König Joseph, dem ältesten Bruder von Napoleon, regiert wurde. Das Land wurde von Frankreich deshalb nicht als feindliches Land betrachtet. Die Geschichte dieses Krieges gehört daher nicht zur Geschichte der „Grande Armée“ (→ Napoleonische Kriege auf der Iberischen Halbinsel).
An die Stelle der aufgelösten drei Armeekommandos setzte Napoleon die Armée du Rhin (französisch für Rheinarmee) unter dem Oberbefehl von Marschall Davout. Der Sitz des Oberbefehlshabers war Erfurt, das als kaiserliche Domäne nicht zum Rheinbund, sondern zu Frankreich gehörte (→ Fürstentum Erfurt). Diese etwa um die Hälfte verkleinerte Besatzungsarmee in Deutschland hatte eine Stärke von etwa 80.000 Mann. Dazu kamen noch die Besatzungstruppen in den Hansestädten Hamburg und Lübeck (rund 12.000 Mann) Gleichzeitig entließ er zur Beruhigung der Rheinbundfürsten einen großen Teil der bis dahin in Feldlagern zusammengefassten Truppen der Rheinbundstaaten in ihre Heimatkasernen.

#### 1809

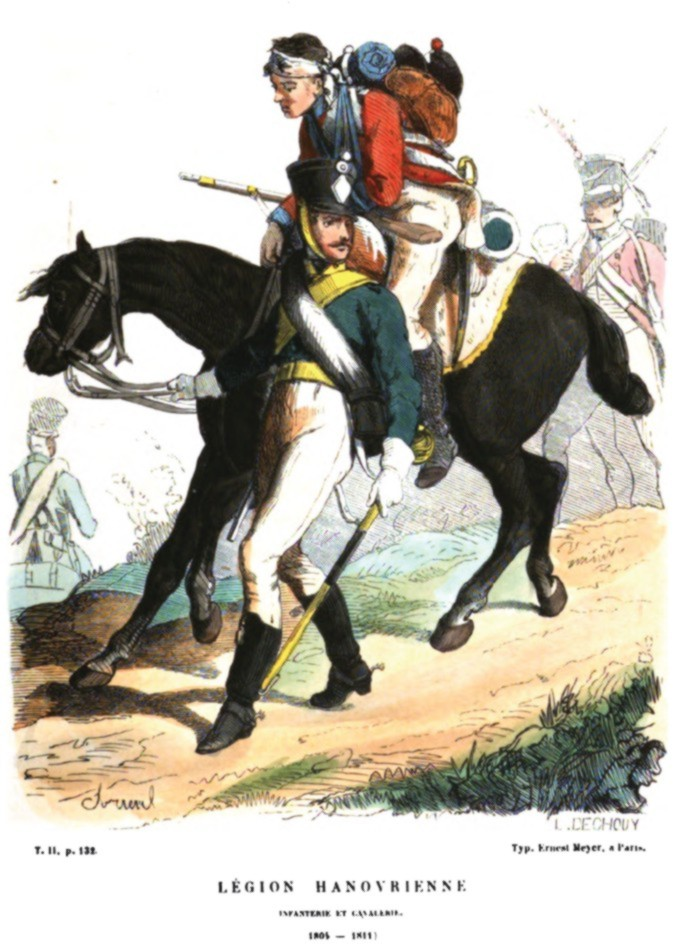
„Légion Hanoverienne“ in der Grande Armée (1806–1811) Infanterie und Kavallerie, in Eugène Fieffé „Histoire de Troupes Ètrangères au Service de France“ (1854)

Im Frühjahr 1809 bestand die kaiserlich-französische Armee aus nicht weniger als 149 Infanterieregimentern mit 548 Feld- und 137 Depotbataillonen mit insgesamt etwas über 500.000 Mann. Dazu kamen 93 Kavallerieregimenter mit 72.000 Reitern, die kaiserliche Garde mit rund 25.000 und die Armee des Königreichs Italien mit etwa 65.000 Mann. Hinzu zu rechnen sind noch die 115.000 Mann, welche die Fürsten der Rheinbundstaaten im Kriegsfall für Frankreich zu stellen hatten, so dass Napoleon – zusammen mit der umfangreichen Artillerie und den übrigen Unterstützungstruppen – über eine Streitmacht von mehr als 800.000 Mann verfügte. Zu diesem Zeitpunkt waren allerdings jenseits der Pyrenäen sieben komplette Armeekorps mit den zugehörigen Hilfstruppen, das Reservekavalleriekorps, ein beträchtlicher Teil der kaiserlichen Garde sowie zahlreiche Truppen des Rheinbundes in einen erbitterten Krieg mit den spanischen Aufständischen verwickelt. Insgesamt standen dadurch beinahe schon 240.000 Mann im Krieg und konnten daher nicht für einen weiteren Konflikt eingeplant werden.
Als in Mitteleuropa zu Beginn des Jahres 1809 die schon seit längerem latenten Spannungen mit Österreich offenkundig wurden, befahl Napoleon aus den östlich des Rheins vorhandenen Truppen die Gründung der „armée d’Allemagne“ (Armee von Deutschland) und ernannte am 8. April offiziell den Fürsten von Neuchâtel (Berthier) zu deren Major-General (Generalstabschef), der das Amt allerdings faktisch bereits seit Anfang März innehatte. Schon am 7. März hatte Napoleon die Fürsten des Rheinbundes aufgefordert, ihre Truppen (wieder) vollständig vom Friedens- auf Kriegsfuß zu setzen und an vorgegebenen Sammelpunkten zu konzentrieren. Vier Divisionen, die schon auf dem Marsch nach Spanien waren, mussten wieder umkehren (25.000 Mann). Zugleich mit der förmlichen Ernennung von Berthier legte der Kaiser auch detailliert die „ordre de bataille“ der neuen „armée d’Allemagne“ fest. Danach sollte spätestens zu Beginn des Krieges mit Österreich (→ Fünfter Koalitionskrieg) seine Armee bestehen aus dem 1. Armeekorps unter General Oudinot, dem 2. unter Marschall Lannes, dem 3. unter Marschall Davout (darunter eine Division der kleinen Rheinbundfürsten), dem 4. unter Marschall Masséna (darunter das badische, nassauische und das hessische Kontingent), dem 7. unter Marschall Lefebvre (zusammengesetzt aus den drei bayerischen Divisionen), dem 8. unter Marschall Augereau (später unter General Vandamme) aus den Truppen der kleinen Rheinbundfürsten und einer württembergischen Division (von denen bis zum Beginn des Krieges aber nur die Württemberger vollständig mobilmachen konnten), sowie dem 9. unter Prinz Bernadotte, bestehend aus den drei sächsischen sowie zwei polnischen Divisionen aus dem Herzogtum Warschau. In Norddeutschland sollte überdies als Reserve außerdem noch ein 10. Armeekorps gebildet werden, das aus den westphälischen und holländischen Truppen gebildet und unter dem Befehl von Jerôme, dem König von Westphalen, gestellt werden sollte. Während des Aprils wurde bei Hanau schließlich noch ein weiteres Armeekorps zusammengestellt, das kurz darauf unter General Junot als „Observationkorps an der Elbe“ (französisch „corps d’observation de l’Elbe“) die Deckung des Königreichs Westphalen gegen Preußen übernahm (ca. 15.000 Mann). Dazu kamen die kaiserliche Garde, die allerdings erst später zur Armee in Süddeutschland stieß (vorgesehen waren eigentlich 22.000 Mann, von denen aber zu Beginn des Krieges zunächst nur ca. 6000 rechtzeitig nach Süddeutschland kamen). Hinzu kam schließlich noch die Kavalleriereserve aus 5 Kavalleriedivisionen (ca. 10.000 Reiter) unter Führung von Marschall Bessières.
Da Napoleon aber Feldherr, Generalstabschef, Organisator und Gesetzgeber der Armee in einer Person war, veränderte er während des Feldzuges jedoch diese Einteilung mehrfach kurzfristig. Der große Mangel an Kavallerie, aber auch an Artillerie, führte u. a. dazu, dass der Aufbau des 1. Armeekorps bis Ausbruch des Krieges nicht rechtzeitig vollendet werden konnte, so dass die Divisionen, die Oudinot untergestellt werden sollten, in das 2. Armeekorps eingegliedert wurden. Da Marschall Lannes verspätet vom spanischen Kriegsschauplatz nach Süddeutschland kam, führte Oudinot seine beiden kombinierten Grenadierdivisionen weitgehend selbständig, so dass sie häufig auch als „Grenadierkorps“ bezeichnet werden. Nach der tödlichen Verwundung von Marschall Lannes in der Schlacht bei Aspern erhielt Oudinot formell das Kommando über das 2. Armeekorps. Obwohl seit Abschluss des Vertrages von Tilsit ein gutes persönliches Verhältnis zwischen den Kaisern Napoleon und Alexander bestand, fürchtete man in Paris doch die bekannten Ambitionen Russlands auf Polen. Zur Deckung Polens verzichtete Napoleon auf die geplante Vereinigung aller in Polen stehenden Divisionen mit dem 9. Armeekorps und beließ sie als selbständiges „corps de Varsovie“ (deutsch „Armeekorps von Warschau“, in den Depeschen auch als „armée de Varsovie“ oder „corps de duché de Varsovie“ bezeichnet) unter dem Befehl von Fürst Poniatowski in Warschau. Ohne die Truppen in Norddeutschland (9. und 10. Armeekorps) und im Herzogtum Warschau verfügte Napoleon am 9. April 1809, dem Tag der österreichischen Kriegserklärung, in Süddeutschland über ein einsatzbereites Heer von 198.000 Mann mit 330 Geschützen. Weitere Truppen befanden sich zu diesem Zeitpunkt noch auf dem Marsch nach Süddeutschland und erreichten ihre befohlenen Ziele erst nach dem Ausbruch der Feindseligkeiten.

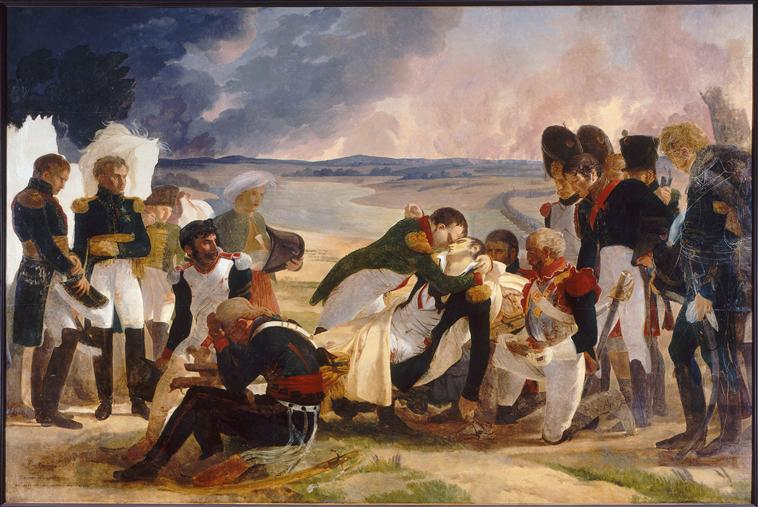
Der Tod von Marschall Lannes, Herzog von Montebello (Ölgemälde von Pierre Narcisse Guérin (1774–1833))

Wie bei fast allen seinen Feldzügen versuchte Napoleon seine Armee möglichst vollzählig im vorgesehenen Operationsgebiet zu versammeln, um bei Ausbruch der Feindseligkeiten mit einem direkten Angriff auf die feindliche Armee den Feldzug rasch wieder beenden zu können. Anfang April 1809 konzentrierte er seine Armee vom Allgäu bis Sachsen mit Regensburg als Zentrum. Durch die für Napoleon zu frühe österreichische Kriegserklärung am 9. April war er gezwungen, die ersten Gefechte und Schlachten südlich der Donau zum großen Teil mit Truppen des Rheinbundes zu bestreiten. Dennoch musste die nach Bayern unter Erzherzog Karl vorgedrungene österreichische Armee bald wieder über Böhmen in Richtung Wien zurückweichen (→ Schlacht bei Regensburg). Danach verstärkte Napoleon noch den Druck auf die Fürsten des Rheinbundes und forderte sie auf, sie mögen ihr Kontingent über die vertraglich festgelegten Bestimmungen hinaus vergrößern, indem sie auch ihre Reserven mobilisierten. Daher war das kaiserlich-französische Heer erst Mitte Mai, kurz bevor Napoleon entlang der Donau Wien erreicht hatte, vollzählig versammelt. Mitte Mai, kurz vor der Schlacht bei Aspern, stand bei Wien unter dem direkten Befehl des Kaisers eine Armee von rund 115.000 Mann bereit (Generalstab und Hauptquartier, kaiserliche Garde, 2., 3. und 4. Armeekorps, Kavalleriereserve und großer Artilleriepark). Davon lagerte allerdings noch ein Teil des 3. Armeekorps bei St. Pölten.
Die übrigen Armeekorps operierten zu diesem Zeitpunkt weitgehend eigenständig, d. h. unabhängig von der Hauptarmee unter Napoleon. Das 7. Armeekorps (mit den bayerischen Divisionen) befand sich in Nordtirol und Salzburg und versuchte dort den Aufstand gegen die bayerische – bzw. die französische – Herrschaft zu unterdrücken. Das 8. Armeekorps (mit der württembergischen Division) stand auf dem rechten Donauufer bei Linz und bei Enns und das 9. Armeekorps (die sächsischen Divisionen) war bei Linz auf dem linken Donauufer versammelt. Hinter dem eigentlichen Operationsgebiet in Österreich formierte sich gerade ein neues „Observationskorps“ unter Marschall Kellermann um Hanau am Main. Die aus Frankreich nachrückende provisorische Reservedivision (ca. 5000 Mann) unter General Beaumont erreichte Augsburg. Das 10. Armeekorps unter König Jerôme (westphälische und holländische Truppen) hatte noch immer die Küste zwischen der Ems und der Ostsee gegen englische Landungen abzuschirmen.

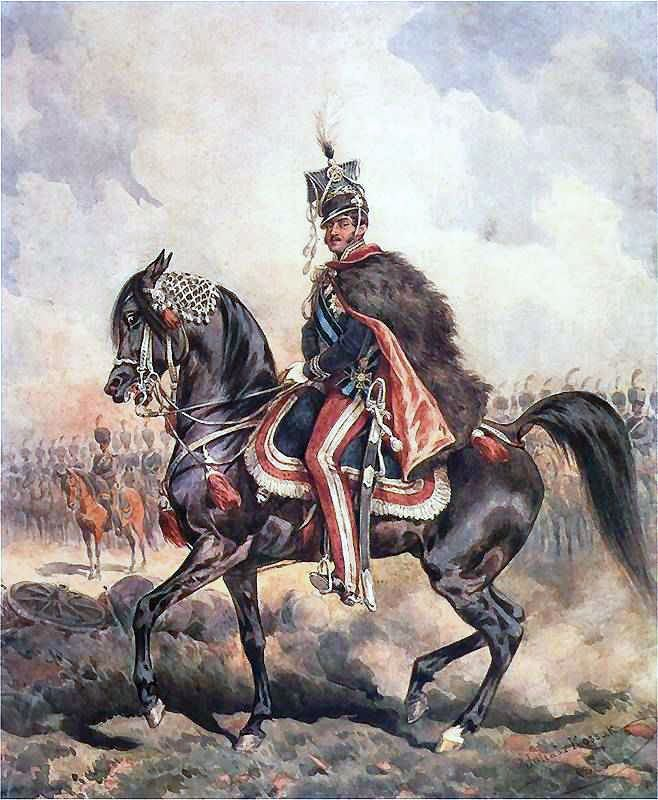
Fürst Józef Poniatowski vor der polnischen Kavallerie 1809 (Aquarell (1879) von Juliusz Kossak (1824–1899))

Etwas isoliert von der übrigen Armee stand an der Weichsel das „Armeekorps von Warschau“ unter dem Befehl von Fürst Poniatowski. Die Truppen von Warschau, die im Januar 1809 nur eine Stärke etwa 19.000 Mann besaßen, umfassten Anfang April über 26.500 Mann (ohne Berücksichtigung der drei Infanterieregimenter und eines Kavallerieregiments, die das Herzogtum Warschau als Kontingent bereits Ende 1808 zur Niederschlagung des spanischen Aufstandes auf die Iberische Halbinsel entsenden musste). Es bestand aus den drei polnischen „Legionen“ und einer schwachen sächsischen Brigade. Die sogenannten „Legionen“ (polnisch „Legia“) waren Verbände von etwa der Stärke einer französischen Division; sie werden in der Literatur deshalb vielfach auch als „Divisionen“ (polnisch „Dywizja“) bezeichnet, sie waren aber anders aufgebaut. Ihre Gliederung kann mit den semi-permanenten gemischten Divisionen der französischen Revolutionsarmee verglichen werden und entspricht damit eher einem verkleinerten Armeekorps des Kaiserreichs. Sie bestanden aus vier Regimentern Infanterie, zwei Regimentern Kavallerie, sowie einigen Unterstützungstruppen, darunter zwei bis drei Batterien Artillerie. Nach dem Etat von 1809 zählten sie jeweils etwas über 10.000 Mann Darüber hinaus gab es noch die gerade gegründete 4. Legion, die Anfang April allerdings erst über ein Bataillon verfügte. Allerdings diente ein Teil der Truppen als Garnison der Festungen Danzig, Thorn und Küstrin, ein weiterer stand als Grenzschutz entlang der preußischen Grenze. Daher konnte Fürst Poniatowski in der Schlacht von Raszyn am 19. April 1809 dem Angriff des VII. österreichischen Armeekorps von insgesamt etwas über 30.000 Mann nur ein schwaches Korps von 14.000 bis 15.000 Mann entgegensetzen. Mit diesem Vorgehen erhoffte man sich in Wien, Preußen zum Anschluss an die Koalition zu bewegen. Am 5. Mai erklärte Russland Österreich den Krieg und entsandte vertragsgemäß in das Herzogtum ein Armeekorps von 32.000 Mann, mit deren Hilfe die österreichischen Truppen bis zum Waffenstillstand abgewehrt werden konnte (zur Geschichte dieses Feldzuges → Österreichischer Feldzug gegen das Herzogtum Warschau 1809).
Südlich der Alpen befahl Napoleon zum Schutz Italiens und der Adria die Aufstellung der „Armée d’Italie“ (Armee von Italien), die er unter das Kommando von seinem Stiefsohn Prinz Eugène stellte, dem Vizekönig von Italien. Sie bestand aus dem 5. (unter Marschall Macdonald), 6. (unter General Grenier und General Baraguey d’Hilliers) und dem 11. Armeekorps, von denen aber nur das 11. Armeekorps unter General Marmot in Dalmatien um die Stadt Ragusa (heute Dubrovnik) selbständig als Korpsverband operierte. Die übrige Armee, unter dem direkten Oberbefehl des Vizekönigs, suchte durch Einmarsch in Österreich den direkten Kontakt zur „Armee von Deutschland“ herzustellen. Ende Mai stand ein großer Teil der italienischen Armee in der Steiermark und im Pustertal. Insgesamt hatte die italienische Armee in Norditalien und Dalmatien eine Stärke von 70.000 Mann mit 6500 Reitern. Daneben gab es zum Schutz von Rom und dem südlichen Teil der Halbinsel noch die kleine Armee des Königreichs Neapel, die unter dem Befehl von dessen König Joachim (Murat) stand, die aber zur Hälfte aus französischen Truppen bestand (als Ausgleich für die Neapolitaner, die in Spanien oder in Deutschland kämpften).
Die Armeen, mit denen Napoleon 1809 den Krieg gegen Österreich führte, trugen offiziell die Bezeichnungen „Armée d’Italie“ (Armee von Italien) und „Armée d’Allemagne“ (Armee von Deutschland), wobei die erste südlich, die zweite nördlich der Alpen operierte, auch wenn in der zeitgenössischen Presse inoffiziell oft von der „Grande Armée“ die Rede war.

## Die Grande Armée von 1812
Mit der Ernennung von Marschall Berthier, Fürst von Neuchâtel und Fürst von Wagram, den Napoleon über zwei Jahre im diplomatischen Dienst verwendet hatte, zum „grand état-major général de la grande armée“ (d. h. Generalstabschef der Großen Armee) am 16. Januar 1812 wurde die (Bezeichnung) „Grande Armée“ offiziell erneuert. Wenig später, am 27. Januar, erhielten die mit Frankreich „verbündeten“ Staaten die Anweisung, die Kontingente, die sie im Kriegsfall zu stellen hatten, auf Kriegsfuß zu setzen und ab 15. Februar zur Verfügung zu stellen. Die Garde und die italienische Armee erhielten den Marschbefehl nach Deutschland. Allerdings schon vorher, im August 1811, hatte Marschall Davout den Befehl erhalten, sich mit einer Armee aus rund 150.000 Franzosen und 50.000 Polen zwischen Elbe und Danzig bereitzuhalten, um mit dieser jederzeit die Weichsel überschreiten zu können. Diese Armee erhielt am 14. November 1811 die (vorläufige) Bezeichnung „Beobachtungs-Armee an der Elbe“ („corps d’observation de l’Elbe“).

### Gliederung

#### Die taktischen Einheiten

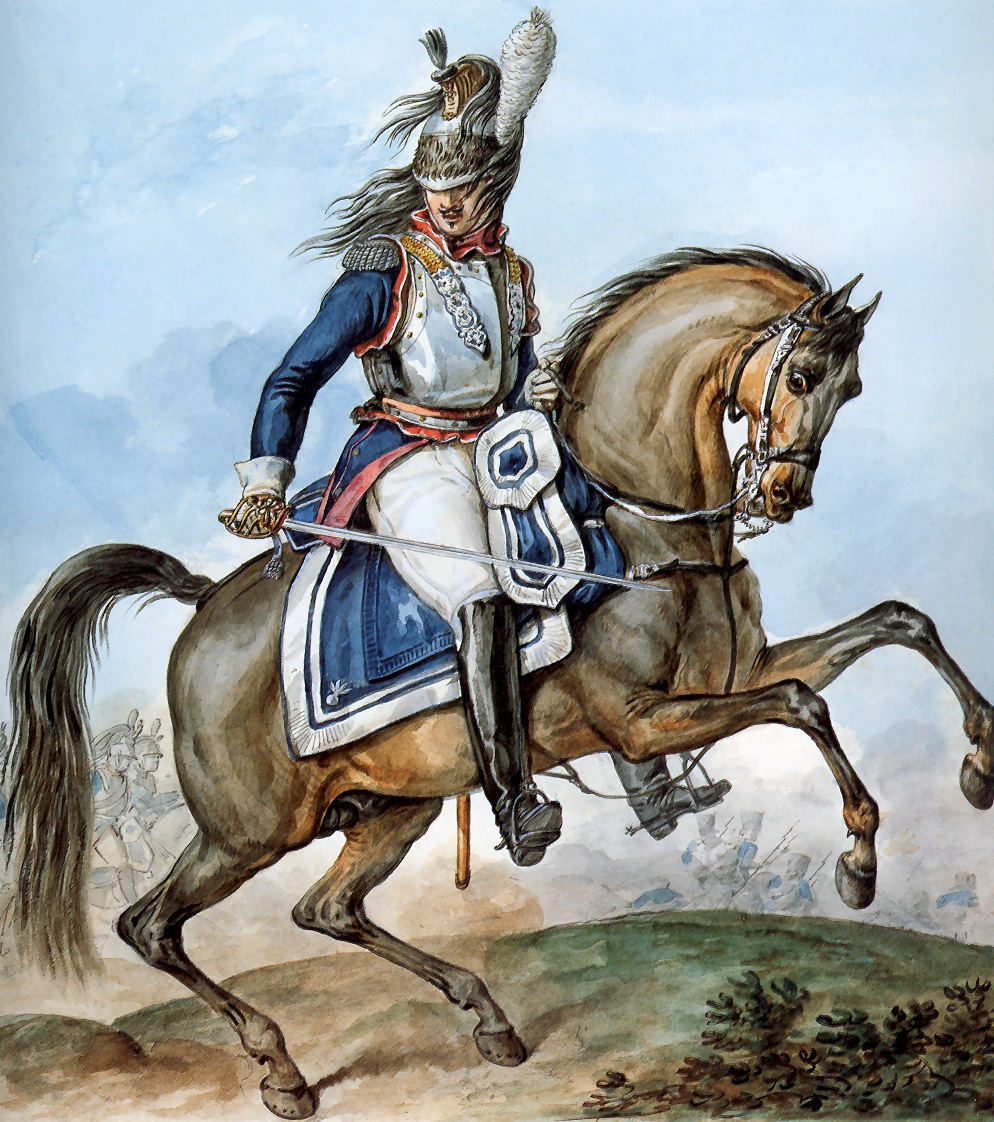
Oberst des 10. Kürassierregiments, in La Grande Armée de 1812 (von Antoine Charles Horace Vernet)

Nachdem der Kaiser schon im November 1805, kurz vor der Schlacht bei Austerlitz, eine einheitliche Angriffsform für die Divisionen befohlen hatte, in der die Linear- und Kolonnentaktik kombiniert werden sollte, erließ er am 18. Februar 1808 ein neues einheitliches Reglement zur Ausbildung und Taktik der Truppen, nach dem auch die elementaren Bausteine der Verbände, das Bataillon bei der Infanterie und die Esquadron bei der Kavallerie, neu organisiert und neu gegliedert wurden.

##### Bataillone

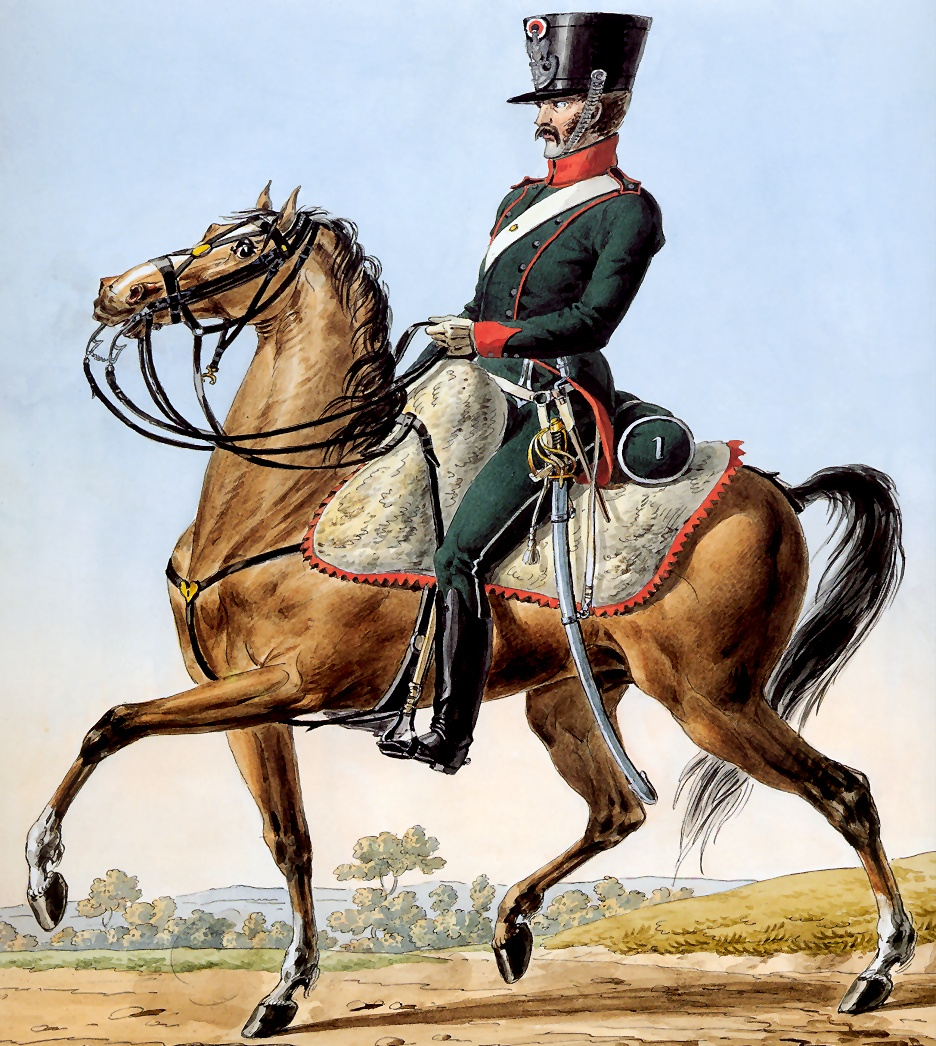
Jäger des 1. Regiments der Jäger zu Pferde (Chasseurs à cheval), in La Grande Armée de 1812 (von Antoine Charles Horace Vernet)

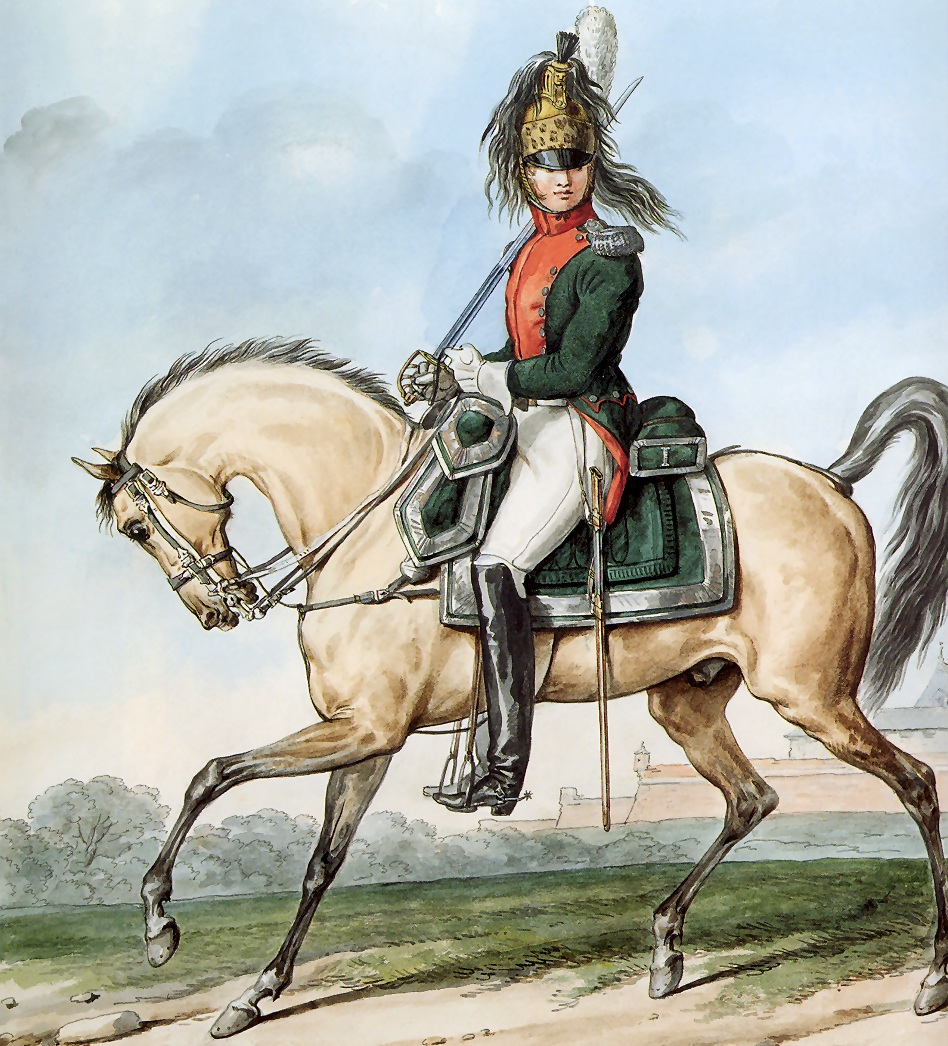
Oberst des 1. Dragonerregiments, in La Grande Armée de 1812 (von Antoine Charles Horace Vernet)

Zur systematischen Weiterbildung der Kolonnentaktik wurde 1808 das Bataillon verstärkt und in sechs Kompanien gegliedert, wodurch zugleich die durchschnittliche Kompaniestärke auf etwa 140 Mann anstieg. Zwei der Kompanien (die sogenannte Grenadier- und die Voltigeur-Kompanie) des Bataillons sollten aus besonders ausgesuchten Soldaten bestehen. Diese galten als Elitesoldaten, die überdies speziell geschult wurden, um auch als Tirailleure vor der (eigentlichen) Schlachtlinie selbständig ein Schützengefecht führen zu können (tiraillement). Die übrigen vier (Füsilier-)Kompanien bildeten dicht geschlossen dahinter die eigentliche Angriffskolonne. Die Gardeinfanterie galt insgesamt als Elite, daher enthielten ihre Bataillone keine zusätzlichen Elitekompanien und bestanden nur aus vier Kompanien. Da die Garderegimenter sich durch Auswahl aus der gesamten Armee ergänzten, besaßen sie auch keine Depotbataillone und setzten sich durchgehend aus je zwei Bataillonen zusammen.
Nach der Reform des Reglements von 1808 konnte somit ein Drittel eines jeden Linienbataillons als „leichte Infanterie“ eingesetzt werden. Damit verlor die bisherige leichte Infanterie, die bis dahin für die ganze Armee zu diesem Zweck besonders geschult und eingesetzt worden war, ihre bisherige Bedeutung. Ihre Regimenter wurden deshalb in der Folge in reguläre Infanterieeinheiten umgewandelt und auch als solche eingesetzt. Die bisherigen Einheiten der leichten Infanterie behielten jedoch alle ihren Namen, ihre eigenen Traditionen und ihre besonderen Abzeichen und Uniformen. Daher bestand 1812 nur noch ein nomineller Unterschied zwischen den leichten- und den Linieninfanterieregimentern der französischen Armee. Im Sommer 1811 wurden die aus „réfractaires“ zusammengestellten Strafbataillone in mehrere nach Strafinseln benannte Infanterieregimentern zusammengefasst. Sie waren genauso gegliedert wie reguläre Infanterieregimenter und -bataillone, nur dass sie (zwangsläufig) keine „Elitekompanien“ besaßen. Das Reglement von 1808 wurde mit unterschiedlichen Ergänzungen von den meisten Armeen der Rheinbundstaaten übernommen.

##### Brigaden
Nach der Reform des Reglements von 1808 sah der Etat für das Infanterieregiment einen Stab von 50 Mann, sowie vier „Feldbataillone“ (französisch „bataillon de guerre“) und ein sogenanntes Depôt-Bataillon vor (französisch „bataillon de dépôt“). Dieses 5. Bataillon war genauso organisiert und gegliedert wie die ersten vier Bataillone, es durfte aber ohne ausdrückliche Erlaubnis des Kaisers nicht vom Friedensstandort des Regiments abkommandiert werden. Dort hatte das immer „5. Bataillon“ genannte Depotbataillon die Sicherung des Standortes sowie die Ausrüstung und Ausbildung der Rekruten zu übernehmen. Mit der rasch anwachsenden Armee und der ungenügenden Anzahl an ausgebildeten Offizieren und der als Regimentsstandorte geeigneten Städte, fand man es bald bequemer, die Anzahl der „Feldbataillone“ in bestehenden Regimentern zu erhöhen, als weitere mit allen zugehörigen administrativen Einrichtungen neu zu gründen. Im Krieg von 1809 gegen Österreich begegnete man dem Problem dieser „überzähligen“ Bataillone dadurch, dass man sie während des Feldzuges in provisorische „Halbbrigaden“ (französisch demi-brigades) zusammenschloss. Im Sommer 1812 aber gab eine ganze Reihe von Regimentern mit sechs, oder sogar sieben Feldbataillonen, die nicht mehr unbedingt bei einer einzigen Division konzentriert waren. Dadurch wurde das Regiment zu einer rein administrativen Einheit, welche nur noch für die Ausrüstung, Ausbildung und Versorgung der Soldaten zuständig war. Ihre bisherige Rolle als mittlere taktische Einheit innerhalb der Divisionen übernahmen nun die „Brigaden“, die erst jetzt zu praktisch permanenten taktischen Einheiten avancierten.

##### Divisionen
Die Infanteriedivisionen, die nun regulär in zwei bis drei Brigaden untergliedert waren, sollten nach dem Etat nach der Reform 1808 aus zwölf Bataillonen bestehen. Zusammen mit den Artillerie-Batterien und anderen Unterstützungstruppen sollten sie mindestens eine Stärke von etwa 10.000 bis 10.500 Mann haben. Nach der „ordre de bataille“ vom Sommer 1812 schwankte jedoch die Anzahl der zugeteilten Bataillone bei den Divisionen von neun (21. Division) bis zu zwanzig (5. Division), so dass sich ihre tatsächliche Stärke selbst zu Beginn des Feldzuges ohne zusätzliche Angaben über die jeweilige innere Zusammensetzung kaum abschätzen lässt.

#### Zusammensetzung
Am 3. März 1812 erschien die detaillierte ordre de bataille (französisch für Schlachtordnung; meint hier jedoch die vorgesehene organisatorische Gliederung) der „Grande Armée“, nach der die einzelnen Einheiten, das heißt die Bataillone und Esquadrons (Schwadronen), den größeren Verbänden zugewiesen wurden. Danach sollte sich die Grande Armée zusammensetzen aus dem Großen Hauptquartier, elf Armeekorps mit insgesamt 34 Divisionen und 22 leichten Kavalleriebrigaden, der kaiserlichen Garde (in der Stärke eines starken Armeekorps), der Kavalleriereserve (untergliedert in vier Kavalleriekorps mit elf Kavalleriedivisionen) und den drei „Großen Parks“ (Artilleriepark, Equipagenpark mit 26 Equipagen-Bataillons, Geniepark mit großem Brückenpark von sechs Schiffsbrücken) zusammensetzen. Nach der „ordre de bataille“ gehörten weder die französischen Truppen in Spanien (300.000 Mann), noch in Italien (50.000 Mann), noch im Inneren Frankreichs zur Großen Armee.

##### Kontingente der Rheinbundstaaten und „Fremdenregimenter“

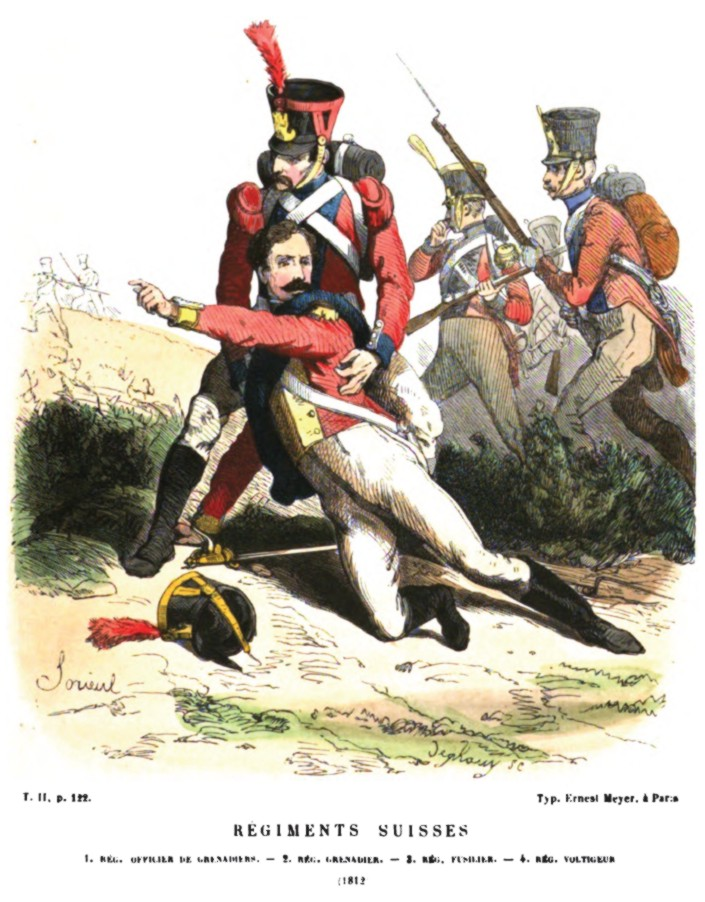
Schweizer Regiment in der Grande Armée in Eugène Fieffé „Histoire de Troupes Ètrangères au Service de France“ (1854)

Die im Laufe des Frühjahrs 1812 aufgestellte „Grande Armée“ kann als die gemeinsame Armee des Französischen Kaiserreichs und der von ihm abhängigen Gebiete betrachtet werden. Zu diesen gehörte auch der Rheinbund (amtlich: „la Confédération du Rhin“), dessen „Protektor“ immer der Kaiser der Franzosen und König von Italien war. Die Fürsten des Rheinbundes waren im Inneren ihres Landes weitgehend souverän, hatten aber im Kriegsfall stets Truppen für Frankreich zu stellen. Die Truppenkontingente waren im Kriegsfall in die französische Armee integriert und standen unter dem Befehl des französischen Kaisers. Im Frühjahr 1812 wurden sie teilweise bataillons- oder esquadronsweise über die gesamte kaiserliche Armee verteilt. Jede Division, jedes Armeekorps der Grande Armée, selbst die Garde und das Große Hauptquartier, enthielten daher Einheiten der von Napoleon abhängigen Gebiete – also von Portugal bis Dalmatien [Illyrien] und von Rügen bis Kalabrien.
Ein besonderer Militärallianzvertrag vom 27. September 1803 räumte Frankreich das Recht ein, in den Schweizer Kantonen vier Regimenter mit einer Gesamtstärke von 16.000 Mann zu werben. Diese Zahl wurde aber niemals erreicht. In einem ergänzenden Vertrag vom 28. März 1812 verpflichtete sich die Schweiz vier Infanterie-Regimenter mit vier Artillerie-Kompanien mit mindestens 12.000 Mann zu stellen, die jedoch nicht in Übersee, sondern nur in Europa eingesetzt werden durften. Darüber hinaus war das Land verpflichtet, jedes Jahr 2.000 Mann als Ersatz zu stellen und auszubilden, und außerdem alle Deserteure auf eigene Kosten zu ersetzen. Der Kaiser hatte das Recht, den Kommandeur und alle höheren Offiziere zu ernennen. Die vier schweizerischen Regimenter, die somit ein Teil des französischen und nicht des Schweizer Heeres waren, bildeten im Sommer 1812 zusammen mit einem kroatischen und einem französischen Regiment die 9. Division im 2. Armeekorps (Oudinot). Das 1806 selbständig gewordene Fürstentum Neufchâtel (Neuenburg) hatte ein Bataillon zu stellen, das jedoch – genau wie die Schweizer Regimenter – als Einheit der französischen Armee galt. Die polnischen Truppen in der Grande Armée waren entweder Teil des Kontingents des Herzogtums Warschau, das zum Rheinbund gehörte, oder sie waren Freiwillige der 1797 gegründeten, in Gesamtpolen bzw. in Litauen rekrutierten Polnischen Legion(en) (légions Polonaises), bzw. der im Oktober 1808 gegründeten Weichsel-Legion (Légion de la Vistule). Die Weichsel-Legion, die 1812 neun Infanterie-Regimenter und zwei Kavallerie-Regimenter umfasste, war somit ein integraler Teil der französischen Armee und gehörte nicht zum Kontingent des Herzogtums Warschau, das 17 Infanterie- und 17 Kavallerie-Regimenter (mit etwa 50.000 Mann) umfasste. Insgesamt gehörten rund 95.000 Polen der Großen Armee an und waren damit nach den „Reichsfranzosen“ (d. h. den Bewohnern des französischen Kaiserreichs) und den Deutschen aus den Staaten des Rheinbundes die drittstärkste Gruppe. Das 5. Armeekorps unter Fürst Poniatowski bestand ausschließlich aus polnischen Truppen.
Ein fester Bestandteil der französischen Armee waren auch die „Légion Portugaise“ (Portugiesische Legion), die fünf Regimenter Infanterie und zwei Regimenter Kavallerie umfasste, ebenso wie das „Regiment Joseph Napoléon“, das 1809 aus spanischen, und die Schwadron Mameluken, die 1798 aus ägyptischen Kriegsgefangenen aufgestellt worden waren. Fest in die Großen Armee integriert waren außerdem noch die gesamte Armee des Königreichs Italien (rund 25.000 Mann), das in Personalunion vom französischen Kaiser regiert wurde, sowie Soldaten aus den sogenannten „Illyrischen Provinzen“ (also aus Kärnten, Slowenien, Istrien und Dalmatien), die ein Teil des französischen Kaiserreichs waren. Die italienische Armee unter Vizekönig Eugène stellte weitgehend das 4. Armeekorps, dem auch zahlreiche illyrische Einheiten angehörten. Die neapolitanische Armee, deren König Joachim (Murat) von Napoleon als Befehlshaber der schweren französischen Kavallerie einberufen wurde, stellte die 33. Division im 9. Armeekorps (drei Infanterieregimenter – die neapolitanische Garde, eine Kavallerie-Brigade und eine Artillerie-Kompanie).
Die Stärke der einzelnen Truppenkontingente, welche die Rheinbundstaaten zu stellen hatten, war 1806 durch die Rheinbundakte (ohne Mitwirkung der betreffenden Staaten) festgelegt worden. Während in Friedenszeiten Frankreich sich mit einem Teil der erlaubten Soldaten begnügte (z. B. als Besatzung für die preußischen Festungen), hatten die Staaten des Rheinbundes im Kriegsfall Truppen zu stellen, die etwa ein Prozent ihrer jeweiligen Bevölkerung entsprachen. Danach hatten die größeren Staaten im Frühjahr 1812 mindestens folgende Kontingente zu stellen: Bayern 30.000, Königreich Westphalen 25.000, Sachsen 20.000, Württemberg 12.000, Baden 8.000, Berg 5.000, Hessen(-Darmstadt) 4.000, Frankfurt 2.800, sächsische Herzogtümer (gemeinsam) 2.800, Würzburg 2.000, Mecklenburg-Schwerin 1.900 und Nassau 3.800, das die sog. kleineren (mindermächtigen) Staaten des Rheinbundes (so z. B. auch Isenburg, Hohenzollern-Sigmaringen, Hohenzollern-Hechingen, von der Leyen, Liechtenstein) militärisch (mit-)organisierte. Insgesamt hatte der Rheinbund fast 130.000 Mann für Frankreich aufzubieten, davon kamen z. B. aus dem Fürstentum Liechtenstein 40 und von der Leyen 29 Mann.
Solche Truppenstärken waren durch freiwillige Werbung alleine nicht zu erreichen, so dass in diesen Ländern die Wehrpflicht (Konskription) immer weiter ausgebaut werden musste. Diejenigen jungen Männer, die Kriegsdienst leisten mussten, wurden ausgelost. Derjenige, den das Los traf, konnte einen Einsteher stellen (französisch: Remplaçant), den er dafür bezahlte. Das führte dazu, dass sich die Wohlhabenden freikaufen konnten. Umgekehrt waren es die Armen, die überdurchschnittlich häufig in den Krieg zogen, weil sie sich – aus Not – als „Remplaçant“ anboten, was der Volksmund zu „Rampelmann“ verballhornte.
Zu diesem Zeitpunkt kämpften bereits Truppen der Rheinbundstaaten in Spanien (z. B. Nassau) oder dienten Frankreich als Festungsbesatzungen. Um den enormen Bedarf an Truppen abzudecken, mussten im Frühjahr 1812 nun auf starken Druck der französischen Regierung fast alle Staaten Frankreich ein etwas größeres Kontingent zur Verfügung stellen, als nach dem Vertrag eigentlich vorgesehen war. Auch die frischausgehobenen Soldaten wurden nicht alle sofort der Großen Armee überwiesen, ein Teil blieb in Preußen und Polen als Besatzungstruppen zurück oder wurde erst später als Ersatztruppen nach Russland geschickt. Die Kontingente der größten Bundesstaaten wurden weitgehend in besonderen Armeekorps zusammengefasst, die Bayern im 6. (19. und 20. Division), die Westfalen im 8. (23. und 24. Division) und die Sachsen im 7. Armeekorps (21. und 22. Division); die Württemberger bildeten die 25. Division im 3. Armeekorps, die Berger (1. Brigade), Badener (2. Brigade) und Hessen (3. Brigade) gemeinsam die 26. Division im 9. Armeekorps. Weitere Bataillone, vor allem aber die Kavallerie und die Artillerie dieser Kontingente, wurden jedoch über die ganze Armee verstreut.

##### Truppen der Verbündeten
Der König von Preußen wurde nach der Niederlage von 1806/07 nicht Mitglied des Rheinbundes. Dennoch musste er nach dem auf französischen Druck am 24. Februar 1812 abgeschlossenen Allianzvertrag nicht nur 20.000 Soldaten stellen, selbst besolden und ergänzen, sondern er hatte auch noch der ganzen französischen Armee von rund 400.000 Mann den freien Durchzug zu gewähren und alle Festungen (außer in Schlesien) und Einrichtungen zu überlassen, die sie für die Kriegsführung mit Russland benötigte. Das preußische Kontingent wurde überwiegend als 27. Division in die „Große Armee“ integriert und dem 10. Armeekorps zugeteilt.
Mit dem Kaiserreich Österreich schloss Frankreich am 14. März 1812 einen besonderen Militär-Allianz-Vertrag ab. Nach diesem stellte Österreich dem französischen Kaiserreich für einen Krieg mit Russland ein Armeekorps von 30.000 Mann zur Verfügung, das es selbst besoldete und ergänzte und über das Wien sich den Oberbefehl vorbehielt. Es war, worauf Wien bei den Vertragsverhandlungen sehr großen Wert gelegt hatte, kein „Kontingent“, das der französischen „Großen Armee“ zugeordnet war, so wie die Truppen der Rheinbundstaaten, sondern das „Hilfs-Korps“ eines Verbündeten, das stets ungeteilt unter dem Befehl eines österreichischen Generals zu stehen und das seine Befehle ausschließlich vom französischen Hauptquartier zu erhalten hatte. Zum „Kommandierenden General“ des österreichischen „Auxilar-Korps“ ernannte Kaiser Franz General Fürst Schwarzenberg. Ungeachtet dieser diplomatischen Einschränkungen war es trotzdem ein Teil des großen Heeres, mit dem Napoleon in Russland einmarschierte, und es war während dieser Zeit dem Befehle des französischen Hauptquartiers unterstellt.
In einem weiteren, bereits am 7. März 1812 abgeschlossenen Allianzvertrag, verpflichtete sich das Königreich Dänemark zum Schutz der Nordsee- und der Ostseeküste zwischen der Zuiderzee im Westen und der Odermündung im Osten eine Division von 10.000 Mann bereitzustellen. Im Gegenzug verpflichtete sich Frankreich zum selben Zweck ebenfalls ständig eine Division bereitzuhalten, die bei einem feindlichen Angriff auf Holstein, Jütland oder den Seeländischen Inseln auch dänisches Gebiet betreten durfte. Der Vertrag sicherte Frankreich nicht nur gegen einen überraschenden Angriff aus dem Norden, er ermöglichte es, aus den Nordsee-Departements zusätzliche Truppen für den geplanten Krieg mit Russland freizustellen.

##### Truppen des französischen Kaiserreichs
Obwohl die „Grande Armée“ zahlreiche „nicht-französische“ Truppen besaß, so war sie in ihrem Kern dennoch eine französische Armee. Mit Ausnahme des österreichischen Hilfskorps wurden alle Armeekorps von einem Franzosen kommandiert. Bei den Kontingenten der Rheinbundstaaten wurden die größeren Formationen entweder von einem französischen Offizier befehligt oder der Generalstabschef des Verbandes war ein Franzose, so dass das französische Hauptquartier durchgehend die Kontrolle über alle Vorgänge und Bewegungen der Einheiten behielt. Das Große Hauptquartier, die kaiserliche Garde, das 1., das 2. und das 3. Armeekorps bestanden überwiegend aus „reichsfranzösischen“ Truppen, das 4. Armeekorps immerhin noch etwa zur Hälfte (der Rest kam aus dem zu Frankreich gehörenden Königreich Italien). Diese Truppen galten unbestritten als „Kern der Grande Armée“, obwohl selbst diese eine Reihe „fremder“ Truppen besaßen (die größten Verbände waren hier die „Weichsel-Legion“ bei der Garde und die württembergische Division beim 3. Armeekorps). Auch das 1., 2. und 3. Kavalleriekorps enthielt zahlreiche fremde Regimenter. Diese waren allerdings mit den reichsfranzösischen Einheiten so vermengt, dass diese Kavalleriekorps als „überwiegend französisch“ galten (das kleine, erst kurz vor Kriegsbeginn gegründete 4. Kavalleriekorps bestand dagegen fast nur aus sächsischen, polnischen und westphälischen Reitern). Über diese Kerntruppen hinaus gab es nur noch beim 9. Armeekorps unter Marschall Victor eine französische Division (die 12. Division) und das später in dritter Linie nachrückenden 11. Armeekorps von Marschall Augereau bestand etwa zur Hälfte aus französischen Einheiten, darunter waren jedoch zahlreiche „vereinzelte Bataillone“, die aus Spanien zurückgerufen worden waren, sowie eine Reihe von „Strafeinheiten“, die sich aus „Refractaires“ zusammensetzten (30. und 31. Division; außerdem besaßen noch die 32. und die 34. Division einige französische Einheiten). In dieser Zusammenstellung bleibt allerdings unberücksichtigt, dass zahlreiche der „reichsfranzösischen“ Soldaten in Gebieten konskribiert wurden, die erst nach der Revolution von Frankreich annektiert worden sind (wie Katalonien, Piemont, Lombardei, Ligurien, Umbrien einschließlich Rom, Illyrien, Wallis, Rheinland, Holland, Nordwestdeutschland) deren Bewohner sich in der Regel nicht als „Franzosen“ fühlten. Insgesamt galten etwa 300.000 Mann des Heeres als „Reichsfranzosen“. Damit waren weit mehr als die Hälfte der Soldaten der Grande Armée „Nicht-Franzosen“.

##### Stärke und Gliederung der Grande Armée
Die Armee, die Napoleon im Juni 1812 in Preußen und im Herzogtum Warschau an der Westgrenze Russlands aufmarschieren ließ, zählte – ohne das österreichische Auxilliarkorps – etwas über 420.000 Mann. Sie setzte sich zusammen aus dem Großen Hauptquartier, dem 1. (Davout), 2. (Oudinot), 3. (Ney), 4. (Eugène, Vizekönig von Italien), 5. (Fürst Poniatowski), 6. (Gouvion Saint-Cyr, später Wrede), 7. (Reynier), 8. (König Jerôme, später Vandamme, dann Junot) und dem 10. Armeekorps (Macdonald). Sie bestand aus 25 Infanterie- und acht leichten Kavalleriedivisionen.
Die kaiserliche Garde besaß etwa die Größe und Zusammensetzung eines Armeekorps. Sie umfasste im Sommer 1812 insgesamt mehr als 56.000 Mann, von denen aber nur etwa 47.000 zur „Grande Armée“ ins Feld rückten. Während des Feldzuges in Russland wurde ihr zeitweilig die (etwa 2000 Mann starke) italienische Garde zugeteilt. Ihre Infanterie umfasste vier Infanterie-Divisionen (darunter befand sich auch die „Weichsel-Legion“ in der Stärke einer Division). Sie wurde von einer schweren Kavalleriedivision und einer starken Artilleriereserve sowie weiteren Unterstützungstruppen ergänzt. Die Führung der Garde war auf drei Marschällen verteilt: Marschall Lefebvre führte die „Alte Garde“ (eine Division), Marschall Mortier die „Junge Garde“ (zwei Divisionen) und die Weichsel-Legion. Die Division Gardekavallerie stand unter Marschall Bessieres, die Artilleriereserve der Garde wurde von Divisionsgeneral Sorbier kommandiert.

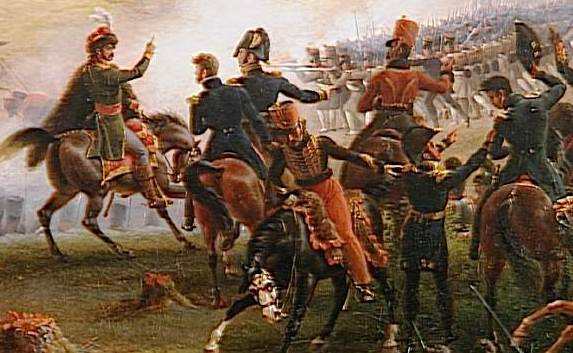
Der König von Neapel, Marschall Joachim Murat, in seiner weithin auffallenden Uniform während der Schlacht von Borodino (Gemälde von 1822 von Louis-François, Baron Lejeune (1775–1848))

Die gesamte schwere Kavallerie der Armee war zusammengefasst als „Kavalleriereserve“ unter König Joachim von Neapel (Murat). Sie war in vier Kavalleriekorps untergliedert, die unter dem Befehl von Nansouty (1.), Montbrun (2.), Grouchy (3.) und Latour-Maubourg (4.) standen. Die Kavalleriekorps bestanden aus insgesamt elf Kavalleriedivisionen mit zusammen etwas über 40.000 Reitern.
Unter Einbeziehung des österreichischen Hilfskorps unter Fürst Schwarzenberg, das mehr als 30.000 Mann stark war, verfügte Napoleon somit über eine Feldarmee von etwas mehr als 450.000 Mann.
Zu diesen Truppen gehörten noch die drei „Großen Parks“ (Artillerie-Park, Genie-Park und Equipagen-Park), die als Armeetruppen den Armeekorps unmittelbar nachfolgten. Die Parks hatten zusammen eine Stärke von über 22.000 Mann und 16.000 Pferde. Sie sind zu den eigentlichen Kampftruppen hinzuzurechnen, so dass sich zusammen mit ihnen insgesamt eine Armeestärke (in runden Zahlen) von etwa 475.000 Mann ergibt. Diese Truppen der ersten Linie überquerten unter der Führung des Kaisers ab 24. Juni 1812 die damalige russische Grenze und eröffneten dadurch den Russlandfeldzug von 1812.

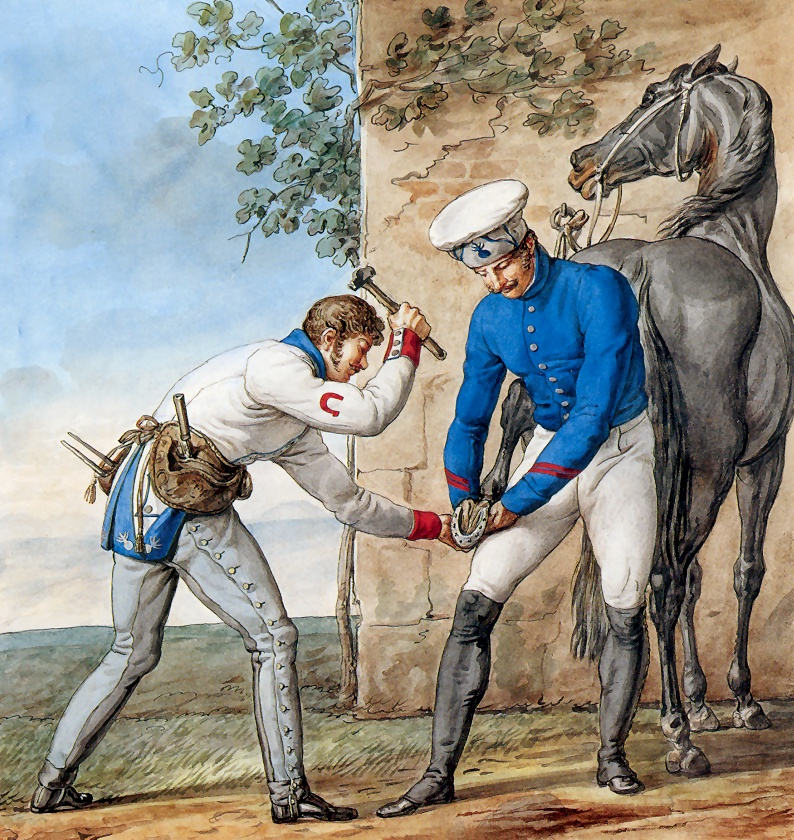
Fourrier Corporal und Feldschmied des 1. Karabinier-Regiments (von Antoine Charles Horace Vernet La Grande Armée de 1812)

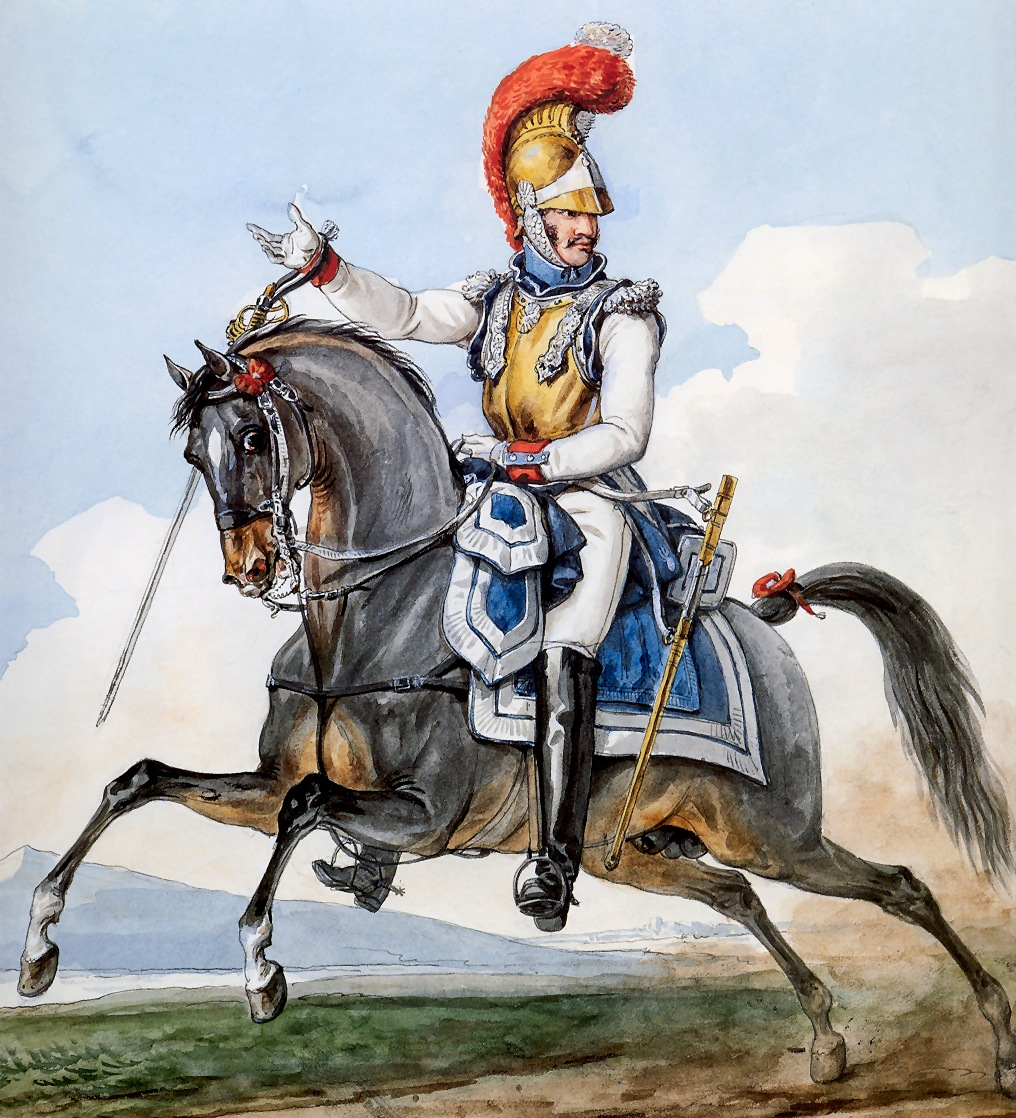
Offizier des 1. Karabinier-Regiments, 1810–1815 (von Antoine Charles Horace Vernet La Grande Armée de 1812)

Das Große Hauptquartier, das insgesamt rund 4.000 Personen umfasste, zerfiel in drei Gruppen. Die erste bestand aus dem Gefolge des Kaisers, der Könige von Neapel (Murat) und Westfalen (Jerôme) und des Vizekönigs von Italien (Eugène). Dazu gehörten deren Großbeamten und sonstigen höheren Offiziere und Beamte, die als Verbindung für die Weiterführung der Staatsgeschäfte in Abwesenheit der Monarchen unerlässlich waren. Insgesamt 108 Personen und fast 400 Bediente und Trainsoldaten und 1300 Pferde. Die zweite Gruppe, der eigentliche Generalstab des Heeres, stand unter dem Fürsten von Neufchâtel (Marschall Berthier). Es umfasste alle elf Abteilungen oder „Bureaux“ der Land- und der Seestreitkräfte des Kaiserreiches mit 252 Offizieren und 273 Bedienten und Trainsoldaten sowie 650 Pferde. Hinzu kam der noch der Generalstab der Armeekorps, der alle Offiziere umfasste, die den einzelnen Armeekorps zugeteilt waren, von den Kommandeuren und Stabschefs bis zu deren Adjutanten: 1114 Offiziere und fast 700 Bediente und Trainsoldaten sowie rund 4.000 Pferde. Als letzte Gruppe schließlich noch der militärische Begleitschutz: das Bataillon Neufchâtel und eine Esquadron berittene Gendarmerie. Diese Gruppe wurde zusätzlich mit abkommandierten Bataillonen verstärkt, darunter auch das 1. Bataillon des 2. badischen Infanterieregiments.
Hinter diesen Truppen der ersten Linie folgten bald Reserve- und Ersatzeinheiten für die Hauptarmee, zusätzliche Pioniereinheiten, weitere Brückenkolonnen, Pferde-Depots, der Belagerungspark für Riga und andere Festungen, Nachschub- und Versorgungstruppen, Feldkriegskommissariat mit 3700 Offizieren und Beamten, Gendarmerie (hier als Feldpolizei) etwa 900 Mann, Feldpostämter, Intendanturen sowie etliche Bataillone Handwerker. Ergänzt wurden die Einheiten noch durch in Litauen aus Freiwilligen neu zusammengestellte Truppen (darunter zahlreiche polnische Deserteuren der russischen Armee). Insgesamt hatten diese zusätzlichen Truppen eine Stärke von etwa 35.000 bis 40.000 Mann.
Für die Deckung der Operationsbasis und der Etappe der Hauptarmee hatte das 9. Armeekorps unter Marschall Victor (39.000 Mann) zu sorgen. Ihre Hauptaufgabe war zunächst die Sicherung von Berlin – und damit auch von Preußen – und der Nachschubwege über die Oderbrücken. Während des Feldzuges gegen Russland verlegte das Armeekorps sein Operationsgebiet allmählich nach Osten bis in die Gegend um Smolensk. In dritter Linie folgte vom Rhein her, sozusagen als Reservearmee, das 11. Armeekorps unter Marschall Augereau mit 35.000 (später 55.000) Mann. Dieses Armeekorps, das formell erst am 4. Juli aus bereits vorhandenen Reservedivisionen, die lediglich umbenannt wurden, neu gegründet wurde, befand sich im Juni somit noch in seiner Formierungsphase. Während des Krieges mit Russland übernahm ein Teil des Armeekorps die Sicherung der Nachschublinien bis in die Gegend jenseits von Wilna und Minsk, der andere den Schutz der pommerschen und preußischen Ostseeküste gegen britische oder schwedische Landungen. Dieses Armeekorps bestand jedoch überwiegend aus provisorischen Marschregimentern und aus Strafregimentern von „réfractaires“, die bestenfalls als Besatzungstruppen eingesetzt werden konnten. Diese wurden noch ergänzt durch eine Division Neapolitanern (33. Division) sowie eine Division aus Soldaten der kleinen Rheinbundstaaten (34. Division). Im Dezember 1812 übernahmen seine Divisionen die Deckung der Reste der Hauptarmee. Wenn diese Verbände zusammenzählt werden, dann ergibt sich daraus für die „Grande Armée von 1812“ eine Gesamtstärke von mehr als 610.000 Mann.

##### Besatzungs- und Unterstützungstruppen zwischen Memel und Elbe
Darüber hinaus befanden sich zwischen Tilsit und Hamburg noch zahlreiche Besatzungs-, Ersatz- und Nachschubtruppen. Zu diesen gehörte die dänische Division, die bei Hamburg stand. Wie knapp 1812 die Anzahl der Frankreich zur Verfügung stehenden Soldaten geworden war, zeigt sich daran, dass bei diesen rückwärtigen Truppen zahlreiche sekundäre Posten nur noch mit Invaliden und Rekonvaleszenten besetzt werden konnten. Ein weiterer Teil der Besatzungsarmee bestand aus Nationalgarde der Jahrgangsklassen 1809 bis 1812, die vornehmlich im (damaligen) Département des Bouches de l’Elbe (französisch für Elbemündung) konzentriert waren, das von Cuxhaven bis Lübeck reichte. Die Gesamtzahl der Besatzungsarmee in Norddeutschland veränderte sich allerdings durch den Zuzug und Abgang aus Frankreich und den Rheinbundstaaten fortwährend. Sie wurden zunächst vielfach von zurückgelassenen Einheiten der „Grande Armée“ gestellt, wie beispielsweise das 2. badische Infanterieregiment, die hessische Brigade oder Truppen des 11. Armeekorps, die im Laufe des Spätsommers und Herbstes nach Russland nachrückten. Ein einfacher Überblick über diese nachrückenden Einheiten, die in getrennten Marschkolonnen nach Russland abmarschierten, ist schwierig, da sie dort nicht immer in den Verband zurückkehrten, zu dem sie nach der „ordre de bataille“ vom Juni 1812 eigentlich gehörten, sondern in Litauen oder Weißrussland oft bataillonsweise zur Sicherung der Nachschubstraßen und Zwischenmagazine als Garnison von Städten eingesetzt worden sind. Nach ihrem Abmarsch nach Russland wurden sie in der Regel durch Ersatzformationen aus der Heimat abgelöst. Trotz dieser Veränderungen schwankte die Gesamtstärke der Truppen in Norddeutschland meist um etwa 70.000 Mann. Wenn man diese unverzichtbaren rückwärtigen Sicherungs- und Nachschubtruppen mit einberechnet, dann betrug die Gesamtstärke der französischen Armee von 1812 östlich des Rheins (einschließlich der bis Ende des Jahres aus der Heimat nachgerückten Ersatzformationen) etwa 660.000 bis 680.000 Mann.

### Feldzug in Russland

#### Planung und Aufmarsch
(Quelle:)
Bei den Planungen für den Krieg mit Russland war Napoleon sich durchaus bewusst, dass eine so große Armee nur schwer zu versorgen ist. Daher begann er schon ab Sommer 1811, das bislang rudimentäre Nachschubwesen der Grande Armée schrittweise auszubauen. Im östlichen Preußen, im Herzogtum Warschau und in Danzig ließ er zahlreiche große Magazine anlegen, aus denen im Kriegsfall die „Grande Armée“ versorgt werden sollte. Allerdings waren die zusätzlichen 26 Equipagen-Bataillone, darunter auch ein Garde-Equipagen-Bataillon, welche die Grande Armée im Sommer 1812 schließlich besaß, noch immer unzureichend, um die fast eine halbe Million Männer und insgesamt fast 200.000 Pferde, die die Grande Armée im Juni 1812 umfasste, auch nur annähernd zu versorgen. Deshalb war die Grande Armée während des Feldzuges weiterhin sehr stark von der Requirierung von Lebensmitteln und von Futter aus dem Land abhängig, das sie durchzog. Angesichts der niedrigen Bevölkerungsdichte Westrusslands, die damals nur 16 Einwohner pro Quadratkilometer betrug, kam man in St. Petersburg bei der Analyse der dort vorhandenen Requirierungsmöglichkeiten zum Schluss, dass Napoleon höchstens mit einer Armee von 250.000 Mann nach Russland einmarschieren könne, wenn er deren Versorgung sicherstellen wolle, und stellte sich bei den Planungen dementsprechend ein.
Schon Ende 1811 begann Napoleon „unauffällig“ einzelne Einheiten aus Spanien nach Mitteleuropa zu verlegen (was aber trotzdem nicht unbemerkt blieb). Seit Anfang 1812 verschob er dann langsam den größten Teil seiner Truppen in Deutschland bis zur Weichsel, bis sie schließlich vollständig zwischen Tilsit in Ostpreußen und Lublin im Herzogtum Warschau aufmarschiert waren. Nachdem der Kaiser die Aufstellung der russischen Armee erfahren hatte, teilte er seine Grande Armée in fünf Gruppen ein. Die linke Gruppe unter Marschall Macdonald sollte als nördliche Flanke der Hauptarmee gegen die russischen Truppen im Baltikum vorgehen und möglichst auch Riga erobern, um die Mündung der Düna für französische Versorgungsschiffe auf diesem Fluss freizuhalten. Die südliche Flügelgruppe, das österreichische Hilfskorps unter Fürst Schwarzenberg, sollte die Grande Armée gegen die russischen Truppen in der Ukraine decken. Die Hauptarmee wiederum hatte der Kaiser in drei Gruppen geteilt, die zeitlich gestaffelt die beiden russischen Armeen in Litauen (einschließlich Weißrusslands) angreifen sollten. Er selbst hatte die Führung über die größte Gruppe übernommen (190.000 Mann), mit der er am 24. Juni den Feldzug über Kowno eröffnete, um die 1. russische Westarmee bei Wilna anzugreifen. Vier bis sechs Tagesmärsche zurück, bei Suwalki, stand die zweite Gruppe unter seinem Stiefsohn Prinz Eugène, dem Vizekönig von Italien (ca. 70.000 Mann). Noch einige Märsche weiter zurück, bei Pultusk am Narew, war die dritte Gruppe versammelt, um unter der Führung von Jerôme, König von Westfalen (ca. 80.000 Mann) ab 30. Juni bei Grodno den Njemen zu überschreiten und die 2. russische Westarmee anzugreifen.
Der russische Feldzug von 1812 kann in drei Abschnitte gegliedert werden:
1. von der Überquerung der russischen Grenze bis zu den Kämpfen um Smolensk;
2. der Marsch von Smolensk bis nach Moskau;
3. der Rückzug von Moskau bis zur preußischen und polnischen Grenze.

#### Der Weg nach Smolensk
Am 24. Juni 1812 überquerte die französische Armee ohne Kriegserklärung die russische Grenze und eröffnete damit den Feldzug. Die erste Phase des Krieges war in erster Linie dadurch geprägt, dass die Grande Armée dreimal so stark war wie die russische Armee, die ihr an der Westgrenze gegenüberstand. Dadurch hatte Napoleon (zunächst) die Freiheit, ganz nach Belieben operieren zu können. Dennoch musste er, angesichts der ungeheuren Ausdehnung Russlands, versuchen, das russische Heer schon in Grenznähe entscheidend zu schlagen, um den Krieg möglichst schnell wieder beenden zu können. Da – wie man im französischen Hauptquartier u. a. durch Spione wusste – die russische Armee in drei Gruppen geteilt war, kam es für Napoleon vor allem darauf an, diese Armeen rasch einzeln zu schlagen und so zu verhindern, dass sie sich vereinigen könnten. Konfrontiert mit der gewaltigen französischen Übermacht blieb den russischen Armeen nichts übrig, als möglichst schnell auszuweichen. Die 1. Westarmee unter Barclay de Tolly marschierte, nach einem vor dem Krieg festgelegten Plan, zunächst in Richtung Nordosten zum befestigten Lager von Drissa. Auch dort sah General Barclay de Tolly keine Chance, den weit überlegenen Franzosen standzuhalten, und befahl den Weitermarsch über Witebsk nach Smolensk. Die 2. Westarmee unter Fürst Bagration wich dem Druck der Grande Armée zunächst nach Südosten und dann zum Dnjepr bei Mohilew aus. Da Napoleon gleichzeitig die beide Armeen schlagen, sie permanent voneinander getrennt halten und ihnen dabei obendrein auch noch den Weg ins Innere Russlands abschneiden wollte, waren die französischen Truppen bei der Verfolgung jeden Tag gezwungen, sehr lange Wege mit erhöhter Marschgeschwindigkeit zu gehen. Die nachfolgenden Versorgungstruppen der Grande Armée, welche theoretisch die Armee für zwei Monate mit Lebensmitteln hätten versorgen sollen, konnten auf den zumeist unbefestigten Landstraßen in Litauen den schnell marschierenden Truppen nicht folgen, so dass diese bereits nach kurzer Zeit unter Hunger litten, weshalb die Grande Armée in den ersten sechs Wochen fast 140.000 Mann verlor, die meisten davon durch Erschöpfung, Krankheit und mindestens 50.000 durch Desertion. Zehntausende Pferde gingen während dieser Zeit vor Erschöpfung und Überanstrengung ein und konnten später nicht mehr ersetzt werden. Die Situation für die Grande Armée verschärfte sich noch dadurch, dass die 1. russische Armee unter General Barclay de Tolly mehrmals Anstalten traf, sich zu einer Schlacht zu stellen, so dass Napoleon jedes Mal gezwungen war, seine Armee eng zu konzentrieren, was deren Versorgungslage extrem verschlechterte. Nach einem weiteren Rückzug der russischen Armee mussten die französischen Armeekorps zuerst wieder im Raum verteilt werden, um den Truppen bislang unberührtes Gebiet zum Requirieren zu geben. Schließlich sah Napoleon sich am 28. Juli in Witebsk doch gezwungen, eine längere Ruhepause einzulegen, damit sich die Grande Armée wieder erholen konnte.
Trotz aller Bemühungen Napoleons und der Grande Armée entzogen sich die russischen Armeen mehrfach erfolgreich den Umfassungsversuchen, so dass sie sich am 2. August schließlich bei Smolensk vereinigen konnten. Als die russische Armee von dort in Richtung Witebsk vorzurücken begann, versuchte Napoleon sie mit einem schnellen Umgehungsmanöver auf dem linken Ufer des Dnjepr von ihren rückwärtigen Verbindungen abzuschneiden, um sie mit seinen weit überlegenen Streitkräften vernichtend zu schlagen. Zu diesem Zeitpunkt war die französische „Hauptarmee“ unter dem unmittelbaren Kommando des Kaisers noch etwa 180.000 Mann stark; die beiden vereinigten russischen Armeen besaßen nur rund 120.000 Mann. Das Stärkenverhältnis betrug hier noch 3:2 und bot Napoleon deshalb genügend operativen Spielraum. General Barclay de Tolly und die russische Armee, die eine solche Umfassung fürchteten, hatten jedoch eine ausreichende Flankensicherung südlich des Flusses aufgestellt, so dass das große Umfassungsmanöver lediglich zu einem Gefecht bei Krasnoi (14./15. August) und anschließend zum verlustreichen Sturm auf die befestigten Stadt Smolensk führte (16.–18. August). Angesichts der noch immer sehr großen Überlegenheit der französischen Armee befahl General Barclay de Tolly, der eine weitere Umfassung südlich des Flusses befürchtete, den Rückzug der russischen Armee in Richtung Moskau. Mit der praktisch unentschiedenen Schlacht bei Valutina oder Walutina Gora am 19. August, wenige Kilometer östlich von Smolensk, die den ungehinderten Abzug der russischen Armee sicherte, war der ursprüngliche Plan Napoleons, das russische Heer schon in Grenznähe vernichtend zu schlagen, endgültig gescheitert.

#### Der Weg nach Moskau
Nach den verlustreichen Kämpfen um Smolensk hatte Napoleon „die Wahl“, das bislang gewonnene Gebiet militärisch oder politisch zu sichern und dort Magazine anzulegen oder weiterhin darauf zu setzen, die russische Armee so schnell wie möglich vernichtend zu schlagen, um dann einen Frieden „diktieren“ zu können. Obwohl Napoleon seinem Gefolge schon in Witebsk erklärt hatte, es sei verrückt, noch tiefer in Russland einzudringen, befahl er am 20. August in Smolensk die Weiterverfolgung der russischen Armee in Richtung Moskau.

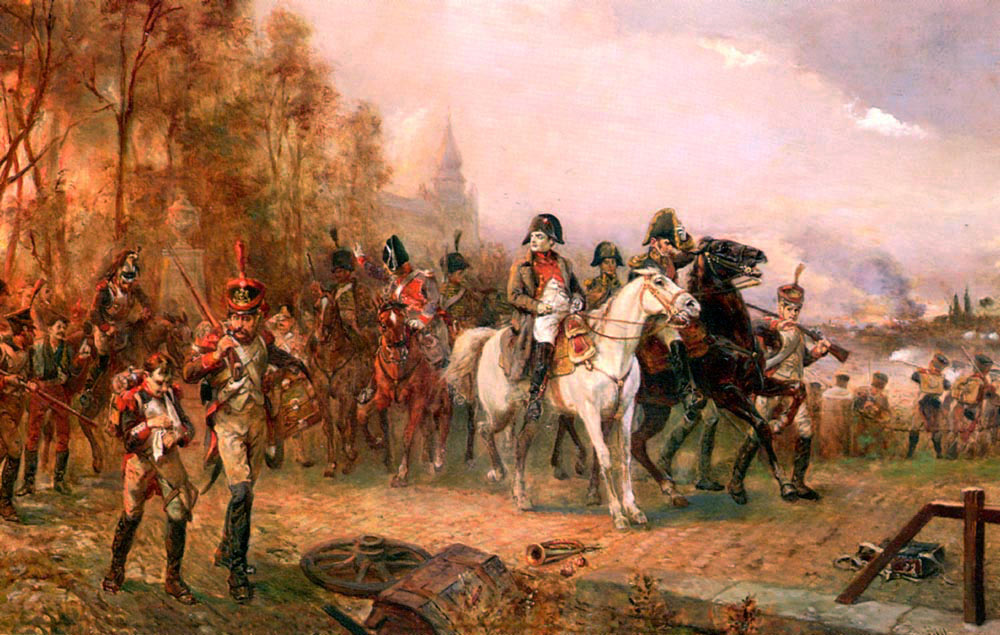
Kaiser Napoleon mit der Grande Armée bei Borodino (von Robert Alexander Hillingford, „Napoleon with His Troops at the Battle of Borodino, 1812“)

Zur Deckung gegen die russischen Truppen im Baltikum, an der Düna, Wolhynien und in der Ukraine, sowie zur Sicherung der eroberten Gebiete hatte Napoleon zu diesem Zeitpunkt allerdings bereits sieben seiner dreizehn Armeekorps – wenn man die kaiserliche Garde als Armeekorps zählt – eingesetzt. Dadurch verlor er bei der Verfolgung der russischen Hauptarmee seinen bislang entscheidenden Vorteil, die überwältigende zahlenmäßige Überlegenheit der Grande Armée. Damit nahm er sich überdies die Möglichkeit, die russische Armee nach Belieben in eine von ihm gewünschte Richtung zu manövrieren. Die unter dem direkten Befehl des Kaisers noch verbliebenen sechs Armeekorps (das 1., 3., 4., 5., 8. Armeekorps und die Garde, außerdem die vier Kavalleriekorps) waren deshalb mehr oder weniger „gezwungen“, bei der Verfolgung direkt hinter der russischen Armee herzumarschieren. Während die russische Armee auf der von ihr frei gewählten Straße aus dort vor dem Krieg angelegten Magazinen versorgt und auf vorausgeplanten Sammelpunkten durch Ersatzmannschaften verstärkt wurde, musste die verfolgende Grande Armée von dem leben, was der abziehende Feind übrig gelassen hatte. Die russische Armee, die sich natürlich bemühte, beim Verlassen eines jeden Ortes soviel zu zerstören, wie sie nur konnte, zog sich ohne weiteren Widerstand bis nach Dorogobusch zurück, wo es erstmals wieder ein Nachhutgefecht gab. Während die Grande Armée auf dem Weg immer weiter nach Osten durch die wachsende Not allmählich schwächer wurde, wuchs umgekehrt in der russischen Armee der Unmut über den fast kampflosen Rückzug immer mehr an, weshalb Kaiser Alexander schließlich Fürst Kutusow zum Oberbefehlshaber über die 1. und 2. russische Armee ernannte und ihn praktisch gleichzeitig in den Fürstenstand erhob.

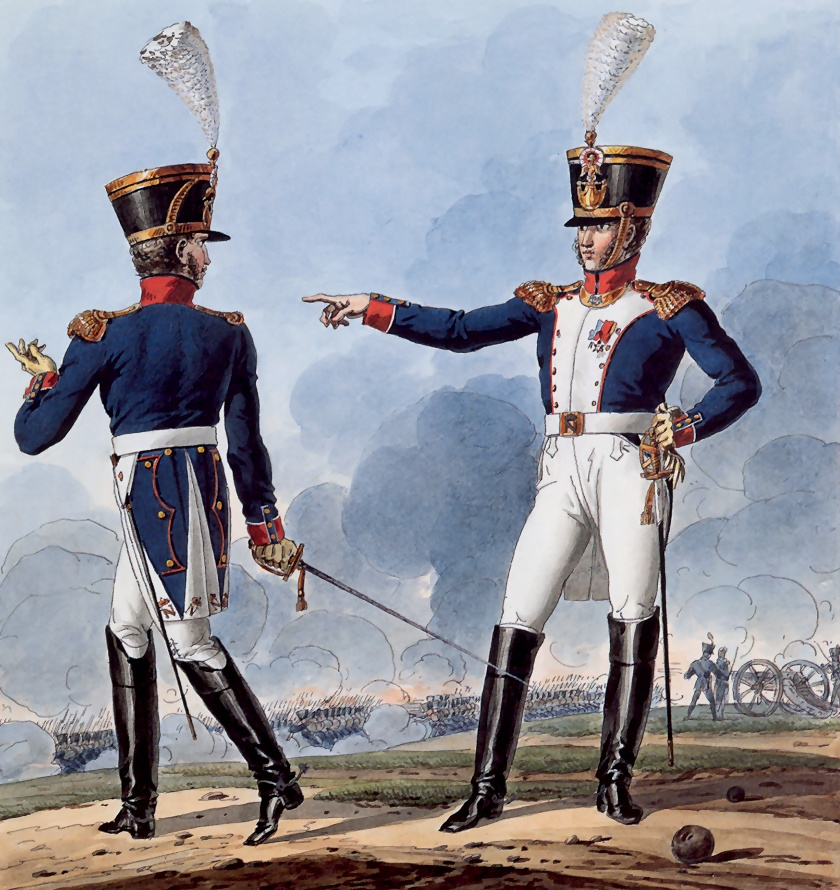
Oberst und Bataillonskommandeur der Linieninfanterie (von Antoine Charles Horace Vernet)

Kurz nachdem Fürst Kutusow am 29. August den Oberbefehl übernommen hatte, stellte er sich am 6. September bei Borodino zur Schlacht. Die ursprünglich überwältigende zahlenmäßige Überlegenheit der Grande Armée von 3:1 zu Beginn des Feldzuges hatte sich bis zu diesem Tag auf ein mäßiges Übergewicht von etwa 130.000 gegen 110.000 Mann reduziert. Dies nahm Napoleon praktisch fast jede Möglichkeit für komplizierte Manöver oder für eine ausreichende Reservebildung zu Beginn der Schlacht. Daher entwickelte sich eine einfache Frontalschlacht. Nach einem langen Kampf der beiden Heere auf engstem Raum hatte die Grande Armée die russische Armee zwar um etwa 1500 bis 2000 Meter zurückgedrängt, aber ein Fünftel bis ein Viertel der an der Schlacht beteiligten Soldaten verloren. Da Kutusow in der Nacht das Schlachtfeld räumte und sich langsam nach Moskau zurückzog, gilt die Schlacht allgemein als französischer Sieg, militärisch war es jedoch ein Pyrrhussieg, von dem die Grande Armée sich nie mehr erholen sollte.
Am 14. September marschierte die Grande Armée, zu diesem Zeitpunkt nur noch etwa 90.000 Mann stark, in die weitgehend verlassene Stadt Moskau ein, und Napoleon hielt Einzug in den Kreml. Die eigentliche Entscheidung des Feldzuges fiel, als der russische Kaiser Alexander sich auch nach vier Wochen noch immer beharrlich weigerte, mit dem französischen Kaiser in Verhandlungen einzutreten. Obwohl bis dahin einige Verstärkungen Moskau erreicht hatten, war die Grande Armée nicht mehr stark genug, um in diesem Jahr noch eine militärische Entscheidung erzwingen zu können. Trotzdem konnte Napoleon sich lange nicht entscheiden, ob er besser in Moskau überwintern oder sich nach Smolensk zurückziehen sollte. Ein partieller Waffenstillstand für die Gegend um Moskau, der während des Versuches, mit dem Hof von St. Petersburg Kontakt aufzunehmen, abgeschlossen worden war, hielt Napoleons Hoffnung auf einen siegreichen Frieden aufrecht.

#### Der Rückzug zur Grenze
Mit dem überraschenden russischen Angriff und der Niederlage des Königs von Neapel (Murat) in der Schlacht bei Tarutino am 18. Oktober wurden die Feindseligkeiten bei Moskau wieder eröffnet. Die fortgeschrittene Jahreszeit und die schlechte Versorgungslage der französischen Hauptarmee, die es bis zu diesem Zeitpunkt noch nicht geschafft hatte, östlich von Smolensk größere Magazine anzulegen, zwangen Napoleon am 19. Oktober zum Rückzugsbefehl. Nach dem Eintreffen von Verstärkungen und der Wiedergenesung von Verwundeten betrug die Stärke der französischen Armee um Moskau wieder etwas über 100.000 Mann. Mit einem Marsch nach Kaluga, südwestlich von Moskau, versuchte Napoleon nicht nur bislang vom Krieg verschonte Gebiete für Requirierungen zu erschließen, sondern auch die Grande Armée zwischen die russische Hauptarmee und Smolensk zu schieben. Von Moskau waren es vier Tagesmärsche mehr nach Smolensk als von Tarutino, daher musste die Grande Armée sich auf jeden Fall zuerst vor die russische Armee setzen. Verglichen mit diesem elementaren Punkt war das Erreichen von Kaluga eher ein sekundäres Ziel. Mit der Schlacht von Malo-Jaroslawez hatte Napoleon durchaus sein strategisches Ziel erreicht. Der Versuch scheiterte aber am hartnäckigen russischen Widerstand in der Schlacht bei Malojaroslawez am 24. Oktober. Napoleon sah sich angesichts der dort aufmarschierten russischen Armee gezwungen, seine Truppen auf die direkte Straße nach Smolensk zurückzuführen und damit in ein Gebiet, das von Requirierungskommandos der Grande Armée schon seit Wochen nach Lebensmitteln durchsucht worden war.
Mit der Schlacht von Wjasma (am 2./3. November), die noch vor dem ersten Schneefall geschlagen wurde, zeigte sich erstmals die voranschreitende Auflösung der Grande Armée. Der permanente Druck, den die verfolgenden russischen Truppen anschließend auf die weichende Grande Armée ausübte, beschleunigte nicht nur deren Rückzug, sondern ließ ihr niemals Zeit, sich zwischendurch zu regenerieren. Der Lebensmittelmangel, der Schneefall, der nun einsetzte, und die sinkenden Temperaturen verschärften noch die Situation der Grande Armée. Immer mehr Pferde brachen entkräftet zusammen, so dass die Anzahl der stehengebliebenen Fuhrwerke und Geschütze immer größer wurde. Zahlreiche Soldaten warfen ihre Waffen weg und die Disziplin der Truppen löste sich auf. Allerdings litt nicht nur die französische Armee unter dem Winter, sondern auch die russische. Die Verfolgung der Grande Armée zwang auch die russischen Soldaten, Tag für Tag zu marschieren und auch sie mussten häufig unter freiem Himmel biwakieren, wenngleich sie wenigstens ab und zu in Dörfern Unterschlupf fanden. Die Anzahl der Erschöpften, die zurückblieben, wurde in beiden Armeen immer größer.
Als Napoleon am 9. November endlich Smolensk und die dort angelegten Magazine erreichte, zählte seine Armee kaum noch mehr als 60.000 Mann, davon standen nur noch etwa 40.000 Mann unter Waffen, die übrigen waren waffenlose Nachzügler. Daher versuchte der Kaiser dort über den Winter stehen zu bleiben, seine Armee wieder zu ordnen und frische Truppen heranzuziehen. Inzwischen aber gingen nicht nur Witebsk und Polozk an der Düna verloren, sondern auch schon Minsk (am 16. November) mit seinen großen Magazinen. Überdies marschierte die russische Hauptarmee unter Kutusow südlich von Smolensk an ihm vorbei und machte dadurch Anstalten, die Grande Armée von allen ihren Verbindungen nach Westen abzuschneiden. Daher sah sich Napoleon erneut gezwungen, den Rückzug aufzunehmen. Da die russische Hauptarmee nun aber westlich von Smolensk bereits die große Straße bei Krasnoi erreicht hatte, musste sich die französische Armee am 16. bis 18. November dort den Weg freikämpfen. Nach den schweren Kämpfen zwischen Smolensk und Krasnoi war die „Grande Armée“ bis in ihren Kern erschüttert. Das 3. Armeekorps von Marschall Ney, das bei Krasnoi gänzlich abgeschnitten worden war, hatte (praktisch) aufgehört zu existieren.
Kurz darauf, am 21. November, verloren die französischen Truppen bei Borissow auch die Brücken über die Beresina an russische Truppen unter Admiral Tschitschagow, die aus der Ukraine nach Norden vorgestoßen waren. Da das Wetter in diesen Tagen etwas milder geworden war, war das Eis auf den Flüssen gebrochen und konnte nicht mehr überschritten werden, so dass die Grande Armée keine direkte Verbindung nach Westen mehr besaß. Ohne den zwischen Smolensk und der Beresina erfolgten Zuzug der zu diesem Zeitpunkt noch weitgehend geordneten und einsatzfähigen Armeekorps von Victor (9.), Oudinot (2) und Wrede – anstelle des verwundeten Marschalls Gouvion St. Cyr – (6.) sowie der bisherigen Besatzung von Mohilew (Division Dombrowski), wären Napoleon und die Reste der Armee von Moskau nicht mehr in der Lage gewesen, unter den gegebenen Umständen diesen Fluss zu überqueren.
Unter dem Schutz der frischen Truppen, welche die nachdrängende russische Armee abwehrten, bauten ab 26. November französische Pioniere bei Studjanka zwei Brücken über die etwa 100 Meter breite, halbzugefrorene Beresina, über die sich am 27./28. November die Reste der Grande Armée in Richtung Wilna zurückzogen. Als sich am 29. November die letzten Truppen vom Westufer zurückzogen und die Brücken in Flammen aufgegangen waren, befanden sich noch immer mindestens 10.000 Nachzügler und Zivilpersonen am Ostufer, die in die Hände der Kosaken fielen.
Auf dem Weg zwischen dem Beresina-Übergang bei Studjanka und der russischen Grenze löste sich die Grande Armée faktisch auf. Ihr Rückzug wandelte sich zuletzt in eine ungeordnete Flucht. Selbst Verbände, die bis zu diesem Zeitpunkt noch halbwegs intakt gewesen waren, schlossen sich dieser Flucht an. Sie wurde dadurch beschleunigt, dass Napoleon noch vor Ankunft in Wilna am 5. Dezember seine Armee verließ, um fast alleine nach Paris zu eilen, wo er eine neue Armee aufzustellen gedachte. Kurz danach sank das Thermometer auf unter −20 °C. Der König von Neapel (Murat), den der Kaiser in seiner Abwesenheit den Oberbefehl über die Grande Armée übertragen hatte, war trotz frischer Truppen nicht in der Lage, Wilna zu halten, das am 10. Dezember von russischen Truppen besetzt wurde. Am 13. Dezember erreichten schließlich die letzten französischen Soldaten unter der Führung von Marschall Ney wieder den Njemen. Der Feldzug von 1812 damit war zu Ende, die Grande Armée hatte faktisch aufgehört zu existieren.

## Die Grande Armée von 1813
Die Bezeichnung „Grande Armée von 1813“ wird in der französischen Literatur häufig als inoffizielle Bezeichnung für die Armee benutzt, die Kaiser Napoleon 1813 neu aufstellte.

### Frühjahr 1813
Am 19. Dezember 1812 war Napoleon, der im Sommer mit einem großen Heer gegen Russland aufgebrochen war, alleine nach Paris zurückgekehrt. Von den mehr als 600.000 Männern, mit denen er im Juni 1812 zum Feldzug aufgebrochen war, kamen bis Anfang Januar 1813 kaum mehr als 70.000 bis 80.000 aus Russland zurück. Es waren dies hauptsächlich Truppen, die sich auf den Nebenkriegsschauplätzen an der Düna oder am Bug befunden hatten oder erst im Anmarsch nach Russland gewesen waren (insgesamt etwa 50.000 bis 55.000 Mann). Von der Hauptarmee waren kaum 10.000 bis 12.000 Bewaffnete über die Beresina zurückgekommen (dazu kamen mindestens noch etwa dieselbe Anzahl an unbewaffneten Nachzüglern). Selbst die kaiserliche Garde, die wenig gekämpft hatte und immer am besten versorgt worden war, zählte nach dem Übertritt auf preußisches Gebiet gerade noch 2000 Mann.
Von den fast 40.000 Männern des 3. Armeekorps, mit denen Marschall Ney im Sommer 1812 den Njemen überquert hatte, kehrten nur noch zehn zusammen mit ihm an diesen Fluss zurück. Die übrigen waren tot, in russischer Gefangenschaft oder unter den unbewaffneten „Nachzüglern“ zerstreut. Die Polen unter Fürst Poniatowski, noch etwa 8000 bis 9000 Mann stark, zogen sich zusammen mit Schwarzenberg nach Krakau zurück. Dort wurden sie von Österreich „neutralisiert“ und konnten erst während des Waffenstillstands im Sommer 1813 wieder Anschluss an die französische Armee finden. Die französischen Festungsbesatzungen in Preußen und Polen, die durch Teile der aus Russland zurückgekehrten Armee noch verstärkt worden waren, wurden von russischen und preußischen Truppen belagert. Alleine in Danzig waren 30.000 Mann unter General Rapp eingeschlossen.
Insgesamt hatte die Grande Armée bis von Juni 1812 bis Mitte Januar 1813 rund eine halbe Million Menschen, fast 200.000 Pferde, über 1000 Geschütze und rund 25.000 Armeefuhrwerke verloren. Kurz nach seiner Rückkehr machte Napoleon sich jedoch erneut daran, eine Armee aufzustellen. Am 10. Januar 1813 setzte er einen Senatsbeschluss durch, der es ihm erlaubte, weitere 350.000 junge Männer auszuheben. Schon zuvor, im September 1812, hatte er von Moskau aus eine vorgezogene Einberufung des Jahrgangs 1813 erreicht. Der größte Teil der im Herbst 1812 einberufenen 137.000 Rekruten hatte Anfang 1813 eine kurze Grundausbildung durchlaufen und die Depots (Ersatztruppenteile) erreicht und standen somit für eine weitere Verwendung zur Verfügung. Aus den Resten der in Russland untergegangenen „Grande Armée“ bildete er vier neue Divisionen und beorderte die dabei nicht verwendeten Soldaten und die an Sammelpunkten wiedervereinten Nachzügler zurück nach Frankreich (rund 20.000 Mann), um aus ihnen und den Rekruten vom Herbst 1812 eine neue Armee zu schaffen. Um den großen Mangel an Offizieren auszugleichen, mussten zahlreiche Korporale zu Leutnants ernannt werden.
Zur gleichen Zeit rief er seine besten Truppen aus Spanien zurück (über 40.000 Mann), vor allem Kavallerie, um sie als Stämme für neue Kavallerieregimenter zu verwenden. Den gleichen Zweck dienten Gesetze zur Überführung berittener Polizeitruppen (Gendarmerie und Munizipalgarden) in die Armee. Für die Neubildung der Artillerie entnahm er der Marine und Festungen Stammpersonal, überschüssige Marineartilleristen machte er zu Infanteristen. Das erbrachte noch einmal rund 20.000 Mann. Durch solche radikalen Maßnahmen gewann er schließlich mehr als 100.000 erfahrene Soldaten für die neue Armee. Durch einen weiteren Senatsbeschluss wurde das erste Aufgebot der Nationalgarde (78.000 Mann) in Linientruppen umgewandelt. Nach der preußischen Kriegserklärung am 27. März beschloss der Senat am 3. April 1813 noch die vorgezogene Einberufung des Jahrgangs 1814 und, um den Mangel an Kavallerie zu verringern, die Überführung der „garde d’honneur à Cheval“ in die Armee, was weitere 180.000 Mann ergab. Zusammen mit den noch in Deutschland vorhandenen Truppen (rund 100.000 Mann) und den Rekruten vom Herbst 1812 hatte Napoleon damit nach relativ kurzer Zeit erneut mehr als 750.000 Mann zu seiner Verfügung, um eine neue „Grande Armée“ zu schaffen.
In den (Ersatz-)Depots in den Staaten des Rheinbundes befanden sich zu Beginn des Jahrs 1813 etwa 20.000 Mann. Nach Bekanntwerden des Debakels, das die Grande Armée in Russland erlitten hatte, zögerten deren Fürsten. Da es obendrein an erfahrenen Offizieren und Unteroffizieren mangelte, kam die Neubildung der Armeen hier nur langsam voran. Nur in den beiden (faktisch) unter französischer Verwaltung stehenden Rheinbundstaaten, dem Großherzogtum Berg und dem Königreich Westphalen, wurde die Neubildung der Armee mit größerem Nachdruck vorangetrieben. Allerdings hatte die Verwaltung beider Staaten verstärkt unter der wachsenden antifranzösischen Stimmung in Deutschland zu kämpfen. Da obendrein in das Königreich Westphalen im Frühjahr wiederholt russische Streifkorps eindrangen, musste König Jerôme seinen Bruder bitten, einen Teil seiner Truppen vorläufig behalten zu dürfen.
In der „ordre de bataille“ vom 25. April 1813, also kurz vor Beginn des Feldzuges in Sachsen, war die neue Armee in zwölf Armeekorps, in die Kavalleriereserve sowie in die kaiserliche Garde eingeteilt. Die Armeekorps wurden geführt von Davout (1.), Victor (2.), Ney (3.), Bertrand (4.), Lauriston (5.), Marmont (6.), Reynier (7.), MacDonald (11.) und Oudinot (12.), die Garde von Marschall Mortier und die beiden Kavalleriekorps von La Tour-Maubourg (1.) und von Sebastiani (2.). Ein drittes Kavalleriekorps unter Arrighi wurde in Metz noch formiert, es gelangte aber im Frühjahr nicht mehr zum Einsatz. Von den Armeekorps enthielten nur die beiden ersten und das siebte und das elfte nennenswerte Reste der Armee von 1812. Das 7. Armeekorps sollte sich eigentlich aus den sächsischen Truppen zusammensetzen, diese verhielten sich zu Beginn des Feldzuges jedoch praktisch neutral, so dass General Reynier zunächst nur über die schwache Division Durutte (32. Division) verfügen konnte (etwa 4000 Mann). Die von Napoleon als 8. Armeekorps eingeplanten polnischen Truppen unter Fürst Poniatowski waren von Österreich „neutralisiert“ worden. Als 9. Armeekorps war das bayerische Kontingent eingeplant, doch der größte der Rheinbundstaaten verzögerte die Neuformierung seiner Armee so lange, bis sich ihre Absendung durch die sich abzeichnende französische Niederlage im Herbst 1813 schließlich von selbst erledigte. Als Ausgleich wurde vorläufig eine schwache bayerische Division unter Raglovich (29. Division) dem 12. Armeekorps zugewiesen. Um den Ausfall des bayerischen Kontingents zu kompensieren, erhielt Marschall Augereau den Auftrag, bei Würzburg ein „Observationskorps“ zu versammeln, das nicht nur Österreich beobachten, sondern auch Bayern unter Druck setzen sollte. Als 10. Armeekorps zählten die in Danzig eingeschlossenen Truppen unter General Rapp.
Trotz aller Anstrengungen war Anfang Mai die Neubildung der Garde noch nicht gänzlich abgeschlossen, so dass Napoleon zunächst nur über eine sehr schwache Division Alte Garde, aus Überlebenden des Russlandfeldzuges und eine neu zusammengestellte Division Junge Garde verfügte, insgesamt 12.000 Mann. Als er Ende April/Anfang Mai schließlich wieder die Initiative ergriff, stand zusammen mit den Truppen in Norddeutschland und den Festungsbesatzungen (fast 80.000 Mann) wieder ein Heer von etwa 380.000 Mann unter seinem Befehl auf deutschem Boden. Auf der Iberischen Halbinsel befand sich zu diesem Zeitpunkt nur noch eine Armee von 180.000 Mann, die, ihrer besten Truppen „beraubt“, kaum noch in der Lage war, sich den Angriffen der britischen und spanischen Streitkräfte zu erwehren. Im Inneren Frankreichs befanden sich aber noch 220.000 Mann in der Ausbildung, so dass Napoleon, als er Ende April mit seiner Offensive an der Saale die Befreiungskriege eröffnete, noch die Aussicht hatte, seine Armee in den nächsten Wochen und Monaten weiter verstärken zu können.

### Nach Ende des Waffenstillstandes im August 1813
Der Waffenstillstand vom 2. Juni bis 10. August trennt den Frühjahrs- und Herbstfeldzug 1813. Nach Abschluss des Waffenstillstands setzte Napoleon seine Anstrengungen zur Neuorganisation seiner Grande Armée verstärkt fort. Obwohl der Frühjahrfeldzug kaum sechs Wochen dauerte, waren die Verluste vor allem unter den jungen, meist 18 bis 20 Jahre alten Konskribierten sehr hoch. Bei den langen, anstrengenden Märschen brach oft die Hälfte von ihnen vor Erschöpfung zusammen. Die mangelhafte Ernährung, verbunden mit der ständigen Überanstrengung, führte zu einer hohen Sterblichkeit unter den oft noch im Wachstum befindlichen jungen Männern. Selbst kurz vor Ablauf des Waffenstillstandes standen noch immer rund 90.000 Mann auf der Krankenliste der Armee, von denen, wegen der katastrophalen hygienischen Verhältnisse in den Hilfslazaretten, viele an Infektionskrankheiten sterben sollten. Daher musste ein beträchtlicher Teil der aus Frankreich nachkommenden Ersatzmannschaften zum Ausgleich der hohen Verluste benutzt werden, die allerdings nicht so sehr auf die beiden großen Schlachten (Großgörschen am 2. Mai und Bautzen am 20./21. Mai) als auf die mangelhafte Logistik und die Art der Kriegsführung des französischen Kaisers zurückzuführen waren.
Aus diesem Grund sah sich Napoleon erneut gezwungen, sich vom Senat Konskriptionen billigen zu lassen. Sowohl am 24. August als auch am 9. Oktober und am 15. November erhielt er die Erlaubnis, insgesamt weitere 660.000 Mann auszuheben. In keinem anderen Jahr, abgesehen von 1793, waren bis dahin in Frankreich mehr Menschen zu den Waffen gerufen worden als 1813. Obwohl die französische Presse den Vertrag von Tauroggen und die Kriegserklärung Preußens immer wieder als „hinterhältigen Verrat“ brandmarkte und damit zunächst auch große nationale Begeisterung auslöste, riefen die starken Aushebungen in Frankreich zunehmend Unruhe hervor. Wie die Konskriptionslisten von 1813 zeigen, hatten sich schon im Frühjahr, noch vor Eröffnung des Feldzuges in Deutschland, nicht weniger als 160.000 junge Männer der Einberufung entzogen, indem sie etwa unter falschem Namen bei entfernten Verwandten wohnten oder sich in die Wälder flüchteten. Insgesamt verweigerten sich 1813 mehr als 20 % der Einberufenen durch Flucht der Armee. Daher waren im Sommer 1813 ganze Bataillone von Armee und Nationalgarde nur damit beschäftigt, in den abgelegenen Gebieten des Kaiserreichs „Jagd“ auf „réfractaires“ zu machen.
Ungeachtet der Schwierigkeiten im Inneren Frankreichs und der Klagen seiner Marschälle und Generale wegen der schlechten Versorgung setzte Napoleon mit größtem Nachdruck den Neuaufbau seiner Grande Armée fort und rief zahlreiche neugebildete Verbände und Ersatzeinheiten aus Frankreich herbei. Das von Marschall Augereau bei Würzburg formierte Observierungskorps aus sechs neuen Divisionen wurde Anfang August geteilt. Der größere Teil wurde dem neuen 14. Armeekorps unter Marschall Gouvion St. Cyr zugeteilt, aus dem Rest sollte Augereau ein weiteres 9. Armeekorps bilden. Das durch neue Divisionen vergrößerte 1. Armeekorps wurde gleichfalls geteilt. Ein Teil wurde als neues 1. Armeekorps unter Vandamme nach Sachsen geschickt, der Rest verblieb als 13. Armeekorps unter Davout in Norddeutschland, um dort die Sicherung der Hansestädte und der Elbmündung zu übernehmen. Während des Waffenstillstandes fanden die bei Krakau verbliebenen polnischen Truppen unter Fürst Poniatowski wieder Anschluss an die französische Armee, wie sie unter einigen Ergänzungen das 8. Armeekorps und das 4. Kavalleriekorps unter General Kellermann formierten.
Nach den französischen Siegen im Mai verstärkte Napoleon den Druck auf die Höfe der Fürsten des Rheinbundes, so dass diese ihre Kontingente wieder auf die festgelegte Stärke brachten. Die sächsischen Divisionen schlossen sich wieder dem 7. Armeekorps an, und das bayerische Kontingent bezog, obwohl es seine Neuformierung noch nicht abgeschlossen hatte, unter General Wrede Stellung am Inn, um Österreich zu „beobachten“, das zu diesem Zeitpunkt offiziell noch neutral war. Württemberg stellte erneut eine ganze Division (38. Division), Baden, Hessen und Frankfurt gemeinsam eine weitere (39. Division), die Kontingente der kleineren Fürsten wurden über die ganze Armee verteilt.
Zusammen mit den Neubildungen umfasste die Grande Armée nach Ablauf des Waffenstillstandes am 10. August 14 Armeekorps, fünf Kavalleriekorps, die kaiserliche Garde sowie die Artilleriereserve, den Pionierpark und den Equipagenpark. Die Armeekorps standen der Führung von Vandamme (1.), Victor (2.), Ney (3.), Bertrand (4.), Lauriston (5.), Marmont (6.), Reynier (7.), Poniatowski (8.), Augereau (9.), Rapp (10.), Macdonald (11.), Oudinot (12.), Davout (13.) und Gouvion St. Cyr (14.). Die vierzehn Armeekorps hatten, ohne das Korps von Augereau, das erst später zum Einsatz kam, eine Stärke von etwa 270.000 Mann. Die Garde war wieder auf 30.000 Mann gebracht worden, einschließlich der Kavallerie unter Nansouty. Dazu kamen noch vier Kavalleriekorps unter La Tour-Maubourg (1.), Sebastiani (2.), Arrighi (3) und Kellermann, Graf von Valmy (4.), insgesamt rund 25.000 Mann. Die Formierung eines 5. Kavalleriekorps war fast abgeschlossen.
Während des Feldzuges sollte der König von Neapel (Murat) wieder die Führung der Kavalleriereserve übernehmen. Die Verbindung zwischen der Hauptarmee, die unter Napoleon östlich von Dresden (in der Lausitz und in Niederschlesien) stand, und der Truppen unter Davout in Hamburg hielten ein „Observationskorps“ unter General Margaron bei Leipzig und das „Zwischenkorps“ unter dem Gouverneur von Magdeburg, Girard, zwischen Wittenberg und Magdeburg. Insgesamt verfügte die französische Feldarmee in Deutschland bei Ablauf des Waffenstillstandes am 10. August über 559 Bataillone, 295 Esquadrons und 1284 Geschütze und hatte damit, einschließlich der Reserveparks, eine Stärke von rund 450.000 Soldaten. Hinzuzurechnen sind noch 70.000 bis 80.000 Mann als Besatzungen in den Festungen.
Trotz der gewaltigen Anspannung aller Kräfte waren während des Herbstfeldzuges 1813 die französischen Streitkräfte zum ersten Mal seit Beginn der Revolutionskriege zahlenmäßig schwächer als ihre Gegner, welche zu Beginn des Feldzuges über rund 510.000 Mann verfügten. Durch die konzentrische Aufstellung der Alliierten in drei große Armeen sah sich Napoleon gezwungen, die Grande Armée ebenfalls zu teilen, so dass er sich zu Beginn eines Feldzuges erstmals in der Defensive befand. Der Herbstfeldzug des Jahres 1813 kulminierte schließlich in der Völkerschlacht von Leipzig, die mit der entscheidenden Niederlage Napoleons endete. Nur mit großer Mühe entzog sich der französische Kaiser noch einmal der Umklammerung der vereinigten alliierten Streitkräfte. Nach einem hastigen Rückzug erreichte er am 2. November 1813 schließlich mit gerade noch 60.000 weitgehend aufgelösten Truppen den Rhein bei Mainz und hatte damit innerhalb eines Jahres zum zweiten Mal seine Grande Armée fast vollständig verloren. Die erneute Zerschlagung der Armee zog nicht nur den Abfall des Rheinbundes nach sich, sondern brachte auch den Verlust der Herrschaft über Deutschland, Italien und die Niederlande.

### Frühjahr 1814
Am 9. November 1813 kam Napoleon zum zweiten Mal innerhalb eines Jahres ohne Armee nach Paris zurück. Die Feldzüge in Deutschland 1813 hatten ihn und Frankreich 400.000 Soldaten „gekostet“. Der Typhus und andere Infektionskrankheiten, die in den Lazaretten am Rhein und in Ostfrankreich grassierten, forderten im November und Dezember weitere 80.000 Mann. In manchen Einheiten starb die Hälfte der Leute an der Epidemie. Trotzdem machte sich Napoleon ein weiteres Mal daran, die Armee zu reorganisieren. Dazu ließen ihm die führenden Politiker der Alliierten auch Zeit, da ihre Gemeinsamkeit nur darin bestanden hatte, den französischen Kaiser über den Rhein zurückzudrängen. Nachdem dies erreicht war, blockierten ihre unterschiedlichen Ziele das weitere Vorgehen der Truppen. Erst zum Jahreswechsel 1814 überschritten die alliierten Truppen zögernd den Rhein.

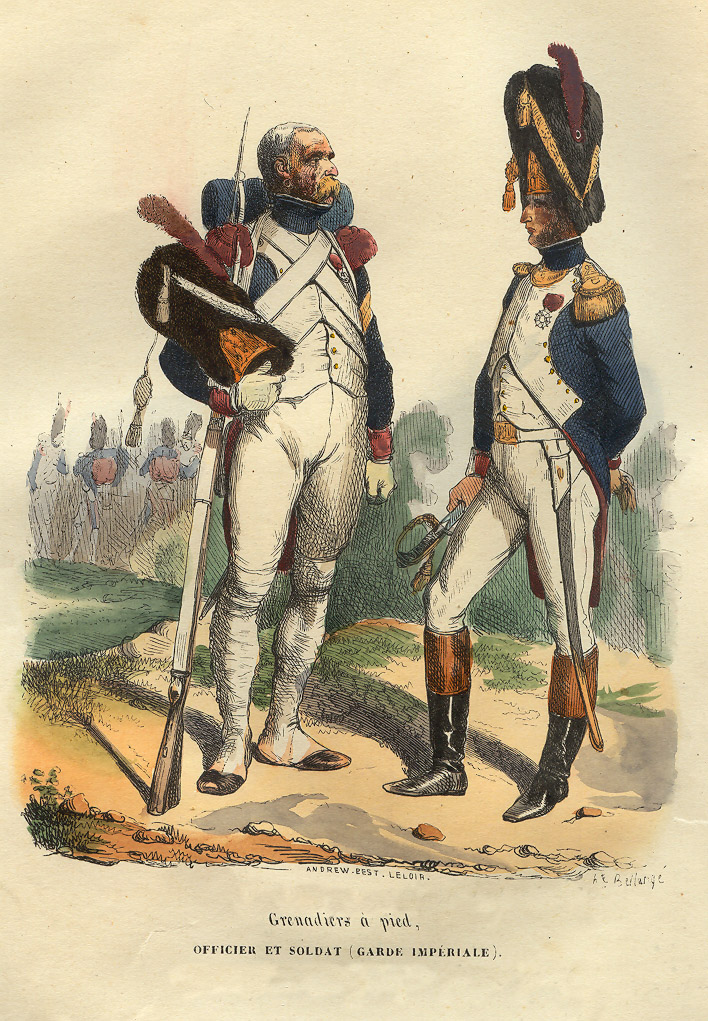
Soldat und Offizier der Alten Garde (1. Gardegrenadierregiment) (von Hippolyte Bellangé)

Zu Beginn des Herbstfeldzuges 1813 hatte Napoleon noch über eine „Grande Armée“ verfügt, die aus 14 Armeekorps, der Garde und vier Kavalleriekorps bestand; ein fünftes Kavalleriekorps war noch während des Feldzuges hinzugekommen. Nach den schweren Verlusten in der Schlacht bei Dennewitz musste das 12. Armeekorps (Oudinot) aufgelöst werden. Im Dezember 1813 waren das 1. und das 14. Armeekorps in Dresden, das 10. Armeekorps in Danzig und das 13. Armeekorps in Hamburg eingeschlossen. Nach der Völkerschlacht von Leipzig hatte sich das (polnische) 8. Armeekorps aufgelöst, ebenso wie das (polnische) 4. Kavalleriekorps. Die verbliebenen acht Armeekorps und die Garden hatten jeweils kaum noch die Stärke von einer Division. Die vier noch vorhandenen Kavalleriekorps erreichten jeweils kaum noch die Stärke eines Regiments. Trotz erheblicher Zugänge aus den Rekruten-Depots im Dezember sank die effektive Stärke der „Grande Armée“ bis zum Jahreswechsel auf kaum noch 50.000 waffenfähige Männer ab, da die starken Abgänge durch Krankheit und Tod weiter anhielten. Erst danach begann die französische Armee sich wieder zu erholen.
Nach Zerfall des Rheinbundes, der schon vor der Schlacht von Leipzig eingesetzt hatte, fehlten Frankreich die deutschen Hilfstruppen. Die Truppen in Spanien (ca. 100.000 Mann) unter Soult und Souchet mussten sich selbst verteidigen. Die Streitkräfte Italiens unter dem Vizekönig mussten sich der Österreicher und der Neapolitaner erwehren, da der Schwager Napoleons, der König von Neapel (Murat), nur bestrebt war, sich sein Königreich zu bewahren. Die norddeutschen Departements waren – Hamburg ausgenommen – bereits verloren. Holland befand sich in Aufruhr und hatte sich bereits für unabhängig erklärt. Daher kam auch von dort keine Unterstützung mehr. Napoleon konnte daher mittlerweile nur noch auf die Unterstützung von Frankreich selbst zählen. Die vom Kaiser im Senat geforderten – und auch durchgesetzten – neuen Aushebungen sind hier nicht mehr von Belang, da der Krieg mit der Abdankung des Kaisers im April zu Ende ging, bevor sie wirksam wurden.
Die Absicht Napoleons, die Grande Armée in acht Armeekorps zu je drei Divisionen neu aufzubauen, war nicht nur aus Zeitmangel nicht mehr möglich. Zwar befanden sich nach den rücksichtslosen Aushebungen im Sommer und Herbst 1813 noch zahlreiche Rekruten in den Depots, darunter waren jedoch zahlreiche Achtzehn- bis Neunzehnjährige. Allerdings fehlte es nunmehr sogar an Waffen und Kleidung, da Frankreich jetzt nicht mehr von den anderen Ländern beliefert wurde. Daher konnte vorläufig nur ein Teil der in den Depotbataillonen vorhandenen Rekruten ausgerüstet werden.
Als mit dem Einmarsch der Alliierten die Kämpfe im Januar 1814 wieder aufgenommen wurden, war die noch nicht vollständig reorganisierte französische Armee provisorisch in acht „Armeegruppen“ gegliedert, die in der Regel nach dem Gebiet benannt waren, in dem sie damals standen, z. B. „Korps der Vogesen“ oder „Korps der Rhone“. Die Gardeeinheiten und ihre Ergänzungen waren im „Corps de Morvan“ gesammelt worden. Den Kern der Gruppen, die zwischen etwa 10.000 und 20.000 Mann stark waren, bildete zumeist eines der acht „alten“ Armeekorps, denen einige andere Truppen beigegeben worden waren. Damit verfügte Napoleon vorläufig über eine Armee von rund 115.000 Mann (davon gehörten 20.000 Mann zur Kavallerie). Bis Mitte März erwartete er aus den Depots weitere 90.000 bis 100.000 Mann und hätte dann, zusammen mit den aus Spanien zurückgerufenen Truppen, erneut über eine Armee von 220.000 bis 230.000 Mann verfügen können.
Die Wiederaufnahme der Kämpfe im Osten Frankreichs verhinderte eine weitere Reorganisation der verbliebenen „Grande Armée“. Trotz aller Anstrengungen wurde in den folgenden drei Monaten Napoleons Armee immer schwächer. Nach der letzten Gliederung der „Grande Armée“ Ende Februar/Anfang März 1814 war zwar die kaiserliche Garde unter Marschall Mortier wieder auf 28.000 gebracht worden, aber die Napoleon verbliebenen fünf Armeekorps unter Victor (2.), Ney (3.), Marmont (6.), Oudinot (7.), Macdonald (11.) besaßen trotz der Verstärkungen aus Spanien nicht einmal mehr Divisionsstärke (insgesamt 54.000 Mann), die Kavalleriekorps erreichten noch 15.000 Mann. Die Armee unter dem direkten Befehl des Kaisers war also kaum noch sehr viel stärker als 70.000 Mann. In den Niederlanden, im Gebiet um Antwerpen, versuchte sich das 1. Armeekorps unter General Maison noch zu halten (20.000 Mann) und in Südfrankreich war Marschall Augereau erneut dabei, eine neue Armee aufzubauen (30.000–40.000 Mann). Zu diesem Zeitpunkt standen allerdings in den Festungen in Frankreich, in Deutschland, in Holland und in den Niederlanden noch immer 200.000 bis 210.000 Mann.
Die Eroberung von Paris durch die Alliierten brachte schließlich das Ende des Befreiungskrieges von 1813 bis 1814. Mit der Abdankung von Kaiser Napoleon am 6. April 1814 in Fontainebleau endet auch die Geschichte der „Grande Armée von 1812“.

## 1815
Am 1. März 1815 kehrte Napoleon aus seinem Exil auf der Insel Elba nach Frankreich zurück und übernahm am 20. März erneut die Regierung in Paris. Auf dem Weg vom Mittelmeer nach Paris waren es vor allem die Soldaten und die jüngeren Offiziere, die geschlossen zu Napoleon übertraten und die ihm dadurch wieder zur Macht verhalfen. Die Angst vor einer Herrschaft Napoleons war in Europa jedoch noch immer so groß, dass Russland, Großbritannien, Österreich und Preußen bereits am 25. März ihr Bündnis erneuerten. Dabei versprachen sie sich gegenseitig, jeweils ein Heer von 150.000 Mann bereitzustellen und dieses nicht eher zu entlassen, bevor die Gefahr, d. h. Napoleon, nicht beseitigt worden sei. Dem Bündnis der vier Großmächte trat bald der größte Teil der europäischen Staaten bei.
Bei der Bestandsaufnahme kurz nach der Machtübernahme war das französische Heer nominell 240.000 Mann stark. Von diesen waren allerdings etwa 40.000 Mann längerfristig beurlaubt und nicht weniger als 85.000 waren „ohne Urlaub abwesend“ (d. h. sie waren desertiert), so dass es faktisch nicht einmal 120.000 Mann stark war. Um der äußeren und innern Bedrohung seiner Regentschaft zu begegnen, musste Napoleon nun ein weiteres Mal die Armee reorganisieren, der er seine Macht verdankte. Da König Ludwig XVIII. erst kurz vorher die allgemein verhasste Konskription abgeschafft hatte, begnügte der Kaiser sich damit, altgediente Soldaten wieder einzuberufen. Am 26. März befahl er die Aufstellung von acht provisorischen „Observationskorps“, zur Beobachtung der Grenzen, die so bald wie möglich zu regulären Armeekorps „ausgebaut“ werden sollten. Aber statt der erhofften 250.000 ehemaligen kaiserlichen Soldaten, deren Dienstzeit eigentlich noch nicht abgelaufen war, meldeten sich bis zum 15. Juni kaum 60.000 wieder zum Dienst. Von den regulär verabschiedeten Soldaten kamen statt der erwarteten 100.000 lediglich 25.000 zurück in die Kaserne. Genauso scheiterte der Versuch, „Fremden-Regimenter“ (französisch: régiments d’étrangers) aus Polen, Schweizern, ehemaligen Rheinbündlern oder aus Italienern zu errichten.
Als zu seiner Enttäuschung der große Zustrom von Freiwilligen ausblieb, suchte Napoleon nach Möglichkeiten, die Konskription indirekt wieder einzuführen. Da nach der neuen Verfassung Aushebungen nicht ohne Zustimmung der beiden Kammern des Parlaments erfolgen durften, änderte er das Gesetz zur Nationalgarde dahingehend, dass diese künftig auch als Besatzungen von inländischen Festungen zu dienen hatten. Auf diese Weise konnte er zahlreiche reguläre Soldaten in das Feldheer überführen. Am 10. April erließ er ein Dekret, nachdem alle Franzosen zwischen dem 20. und 60. Lebensjahr in der Nationalgarde zu dienen hätten. Diese Maßnahme erbrachte – zumindest theoretisch – 2,25 Millionen Dienstpflichtige. Aus den jüngeren Jahrgängen, die sofort einzuberufen waren, sollten 417 Bataillone gebildet werden. Von den 410.000 junge Männern, die auf Grund des Dekrets innerhalb der nächsten zwei Monaten einberufen wurden, konnten etwa 200.000 in die Nationalgarde eingereiht werden, überwiegend um als Besatzungen der Grenzfestungen zu dienen. Aus der „mobilen“ Nationalgarde wurden darüber hinaus fünf Reservedivisionen gebildet. Wie im Jahr zuvor entzog sich jedoch beinahe die Hälfte der Einberufenen dem Dienst (wobei es große regionale Unterschiede gab). Allerdings waren die Soldaten, die in die Armee eintraten, teilweise fanatische Anhänger des Kaisers, die bis zuletzt für ihn kämpften.
Daher war noch am 1. Juni, also kurz vor Beginn des Feldzuges, die Neuformierung der Armee nicht abgeschlossen. Anstatt der von Napoleon erwarteten 800.000 standen an diesem Tag nur etwa 550.000 Mann unter Waffen. Davon gehörten nach den Stärkelisten nur 363.000 Mann zu den Linientruppen, zur Nationalgarde 112.000 Mann und zur Marine und Küstenwache etwa 45.000 Mann. Von vorhandenen Linientruppen konnten erst 230.000 Mann für den Krieg eingesetzt werden; rund 150.000 Mann befanden sich, notdürftig ausgebildet und ausgerüstet, in den Depots (d. h. bei den Ersatzbataillonen). Die meisten Linien-Regimenter, die in die Armeekorps eingereiht waren, besaßen erst zwei Bataillone. Selbst Bekleidung und Ausrüstung war nicht für alle Soldaten des Feldheeres vorhanden. In den Depots fehlte es vor allem an Gewehren, so dass der Kaiser in der Schweiz und sogar in England Schusswaffen zu kaufen suchte. In der ganzen Armee mangelte es darüber hinaus an geeigneten Reit- und Zugpferden, die besonders schwierig zu beschaffen waren. Daher gab es nicht nur zu wenig Kavallerie, sondern es fehlten auch Zugpferde für die Artillerie.
Als Napoleon Mitte Juni 1815 den Feldzug gegen die Alliierten in den Niederlanden eröffnete, waren die mobilen Truppen der französischen Armee wie folgt gegliedert: An der spanischen Grenze stand als die „Pyrenäen-Armee“ (8. Armeekorps) unter den Generalen Clauzel und Decaën, in der Vendée die „Westarmee“ unter Lamarque, in der Provence die „Var-Armee“ unter Marschall Brune, an der italienischen und schweizerischen Grenze die „Alpen-Armee“ (7. Armeekorps) unter Marschall Suchet, bei Belfort die „Jura-Armee“ unter Lecourbe und im Elsass befand sich die „Rhein-Armee“ (5. Armeekorps) unter General Rapp. Insgesamt umfasste diese Beobachtungs- und Deckungsarmeen 85.000 Mann. In den Festungen und Lazaretten befanden sich noch 20.000 Mann.
Die Hauptarmee, mit der Napoleon plante, einem möglichen Angriff der Armeen der Allianz aus den Niederlanden (Belgien) zuvorzukommen, hatte er unter der Bezeichnung „Nordarmee“ (französisch „armée du nord“) in Nordostfrankreich konzentriert. Sie war am 1. Juni 1815 gegliedert in die Garde unter Marschall Mortier (21.000 Mann), das 1. Armeekorps unter Drouet d’Erlon (21.000), das 2. Armeekorps unter Reille (25.000), das 3. Armeekorps unter Vandamme (18.000), das 4. Armeekorps unter Gérard (15.000) und das 6. Armeekorps unter Lobau (11.000 Mann). Die schwere Kavallerie war in der Kavalleriereserve unter Marschall Grouchy vereint. Sie setzte sich zusammen aus dem 1. Kavalleriekorps unter Pajol, 2. Kavalleriekorps unter Exelmans, dem 3. Kavalleriekorps unter Kellermann (Graf von Valmy) und dem 4. Kavalleriekorps unter Milhaud; insgesamt rund 13.600 Reiter. Dazu kamen noch rund 2500 Pioniere und Nachschubtruppen etc. Die Gesamtstärke der „Nordarmee“, mit der Napoleon am 15. Juni bei Charleroy die französische Grenze ohne Kriegserklärung überquerte, betrug etwa 124.000 Mann. Mit diesem überraschenden Schritt hoffte er, die britisch-niederländische Armee unter Wellington und die preußische Armee unter Blücher einzeln schlagen zu können, bevor sie Zeit fanden, sich zu vereinigen. Dieser Plan ließ sich nur zum Teil verwirklichen. Mit der Schlacht bei Ligny am 16. Juni und der Schlacht bei Waterloo am 18. Juni 1815 endete die Geschichte der kaiserlich französischen „Grande Armée“.